# Tscherkessen

Hauptsiedlungsgebiete der Tscherkessen in Kaukasien. Westliche Gebiete in Adygeja gelten in Russland offiziell als Titularnation „Adygejer“, Schriftsprache: Westtscherkessisch (Adygeisch); östliche Gebiete: Titularnation „Kabardiner“ in Kabardino-Balkarien, Schriftsprache: Osttscherkessisch (Kabardinisch); mittleres Gebiet: Titularnation „Tscherkessen“ in Karatschai-Tscherkessien, Schriftsprache: ebenfalls Kabardinisch.

Die Tscherkessen oder auch Zirkassier sind ein kaukasisches Volk, dessen Angehörige sich selbst Adyge nennen, wovon wiederum die Bezeichnung Adygejer abgeleitet ist. Die Tscherkessen waren an der Namensgebung der russischen Republiken Adygeja, Karatschai-Tscherkessien und (über die Untergruppe der Kabardiner) Kabardino-Balkarien beteiligt.
Nach der Volkszählung von 2021 leben in Russland rund 750.000 Tscherkessen. Infolge des Kaukasuskrieges lebt seit 1864 die große Mehrheit der Tscherkessen oder der Menschen tscherkessischer Herkunft in der Diaspora in Staaten des Nahen Ostens und des Balkans, einige von ihnen wanderten in jüngerer Zeit auch in weitere Länder aus. Die größten Gruppen bilden die Tscherkessen in der Türkei, in Syrien und Jordanien. Schätzungen ihrer Anzahl reichen von knapp drei bis über vier Millionen Menschen. Von ihnen spricht nur noch eine Minderheit tscherkessische Dialekte. Diese gehören zur nordwestkaukasischen Sprachfamilie, die seit einigen Jahrtausenden im westlichen Kaukasus vorkommt, und sind dem ausgestorbenen Ubychischen und dem einander näher stehenden Abchasischen und Abasinischen verwandt. Ob sie mit dem altorientalischen Hattischen aus Anatolien verwandt sind, ist umstritten.
Mangels zuverlässiger Quellen ist nicht geklärt, wie sich die tscherkessischen Stämme aus vorherigen Stammesverbänden bildeten. Die Fremdbezeichnung Tscherkessen tauchte im 14. Jahrhundert in Beschreibungen auf. Seit dieser Zeit entwickelten sie sich zur zahlreichsten und politisch dominierenden Volksgruppe des westlichen und zentralen Nordkaukasus. Damals waren einige Tscherkessen auch als Herrscher, Militärs, Beamte oder als Mütter von Herrschern im Osmanischen Reich, in Ägypten, Persien und Russland bedeutend. Tscherkessische Schriftsprachen und mehrere autonome Gebiete entstanden aber erst in der Sowjetunion. Seit deren Ende bildet sich ein international vernetztes Verbandswesen aus tscherkessischen Vereinen der Diaspora und des Kaukasus.
Während des russischen Invasion Tscherkessiens kam es zum Tscherkessischen Völkermord. Bei der damit verbundenen Deportation im Jahre 1864 wurden fast 90 % der Tscherkessen, zwischen 625.000 bis maximal 1,5 Millionen vertrieben. Sie endete mit der Annexion Tscherkessiens. Mehrere zehntausend bis maximal 100.000 Vertriebene kamen dabei um.
Ihr Gewohnheitsrecht (Adat) ist das Adyge Chabse, das die gesamte Tradition regelte. Vor 1864 war es das wichtigste nordkaukasische Adat, das auch die Nachbarvölker beeinflusste und am meisten erforscht wurde. Die tscherkessische Identität ist bis heute besonders mit dem Adyge Chabse verbunden.

## Namen
Die Herkunft der Fremdbezeichnung „Tscherkessen“ oder englisch „Circassians“ ist umstritten. Sie taucht im 14. Jahrhundert etwa gleichzeitig in den Quellen als türkisch Çerkes, persisch چرکس tscharkas und bei Kaufleuten aus Genua, die zu dieser Zeit durch ihre Kolonien im Schwarzmeergebiet Kontakte unterhielten, als italienisch Ci(a)rcassi oder lateinisch Ci(a)rcassiani auf. Daraus entwickelten sich fast alle Bezeichnungen der Tscherkessen in europäischen und orientalischen Sprachen. Vielleicht geht sie auf die vorherige Fremdbezeichnung Kerketen zurück, eventuell vermittelt von der ossetischen Sprache, aber das ist umstritten.
Ebenso umstritten ist die Herkunft der Selbstbezeichnung „Adyge“ und „Adygei“. Eine alte Etymologie, nach der sie sich von tscherkessisch „attéghéi“ ableiten soll, wobei „atté“ Gebirgsbewohner und „ghéi“ Meeresbewohner (Küstenbewohner) bedeutet, gilt heute vielen Forschern aufgrund der Lautstruktur des Tscherkessischen als fraglich.

## Siedlungsgebiet

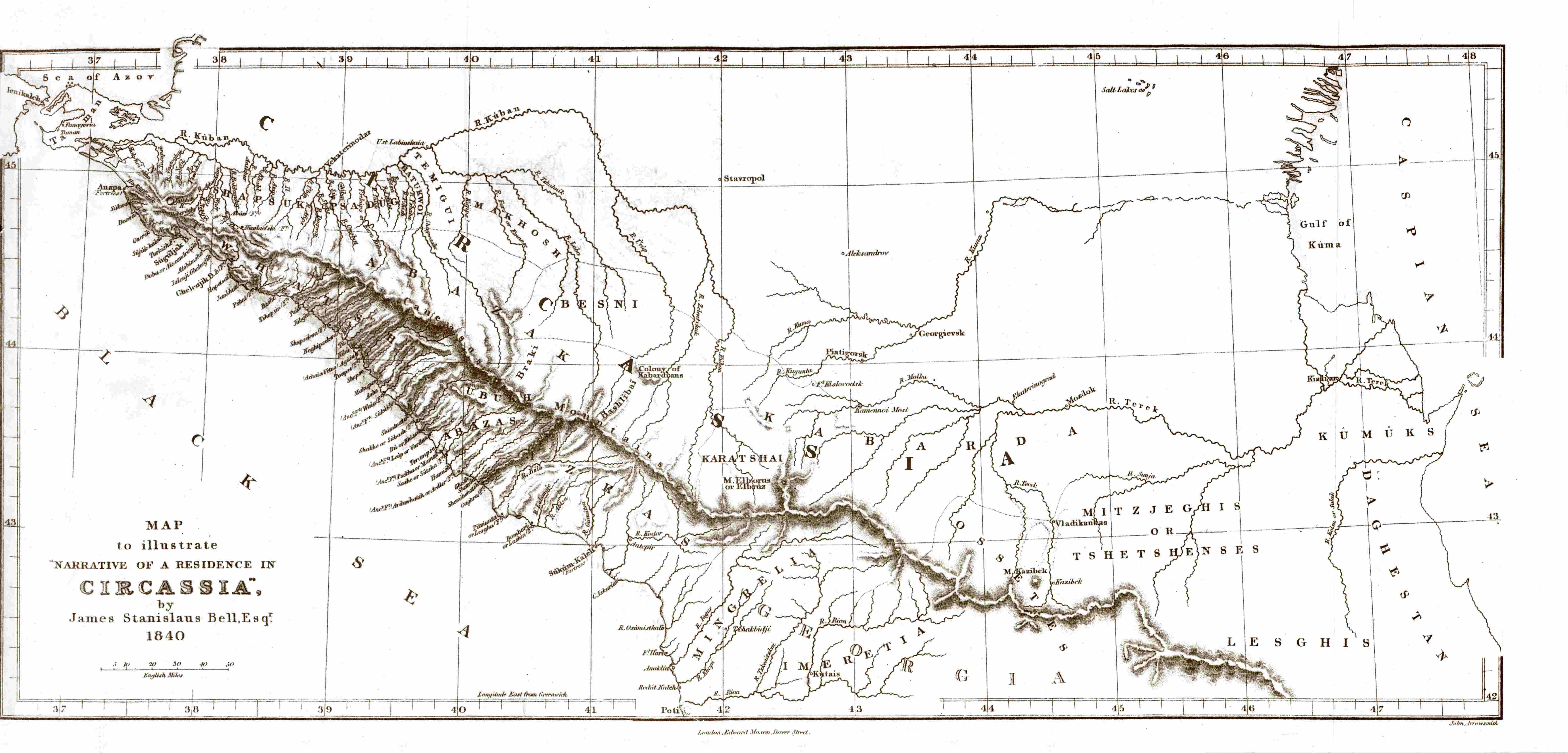
Tscherkessien im Jahr 1840 mit einigen Stämmen und Nachbarvölkern (Karte von James Stanislaus Bell)

Das Siedlungsgebiet reichte im 16. Jahrhundert bis an das Asowsche Meer und umfasste die Steppen des heutigen Südrussland bis zum Unterlauf des Don. Durch Kriege wurden die Tscherkessen immer weiter nach Süden zurückgedrängt. Im 18. Jahrhundert bildete der Kuban die nördliche Grenze ihres Siedlungsgebietes. Dieses erstreckte sich über die Ostküste des Schwarzen Meeres, den mittleren Kuban, den unteren Kuban, das Westufer des Terek-Flusses und den Großteil der Kabardei bis zur heutigen Stadt Mosdok in Nordossetien. Im 19. Jahrhundert, nach dem Ende des russisch-kaukasischen Krieges, wurden über 500.000 Nordkaukasier ins damalige Osmanische Reich zwangsumgesiedelt. In das Gebiet der Tscherkessen wurden zumeist christliche Bauern aus dem Landesinneren des Russischen Reiches angesiedelt.
Heute lebt die Mehrheit der Tscherkessen außerhalb des Kaukasus: in der Türkei etwa zwei Millionen, in Syrien ca. 100.000, in Jordanien min. 65.000, in Israel 4000 sowie in der EU 40.000 und in den USA 9000. Es gibt auch Tscherkessen im Kosovo (um Obiliq) und in Südserbien. Die Assimilation spielt in der Diaspora eine bedeutende Rolle, weshalb die Kinder oft nicht mehr Tscherkessisch sprechen.

Karte mit den heutigen russischen Republiken Adygeja, Karatschai-Tscherkessien und Kabardino-Balkarien im Nordwesten

Im Kaukasus ist eine Minderheit verblieben, die in drei autonomen Republiken lebt. In Adygeja waren von 440.000 Einwohnern bei der russischen Volkszählung 2010 107.048 Tscherkessen, die in Russland „Adygejer“ genannt werden, 25,2 % der Einwohner dieser Republik. In der Autonomen Republik Karatschai-Tscherkessien sind von etwa 478.000 Einwohnern 56.466 Tscherkessen (11,9 %), die in Russland auch offiziell „Tscherkessen“ genannt werden. In der Autonomen Republik Kabardino-Balkarien sind von 860.000 Einwohnern etwa 490.453 Tscherkessen (57,2 %), die in Russland offiziell als „Kabardiner“ bezeichnet werden. Weitere etwa 17.500 Tscherkessen leben als „Adygejer“ oder „Schapsugen“ in der Region Krasnodar, besonders in der Umgebung der Stadt Tuapse an der Schwarzmeerküste. Bis auf Kabardino-Balkarien sind die Tscherkessen in ihrer heutigen Heimat Minderheiten. Die Verbreitung entspricht nicht dem ursprünglichen Siedlungsgebiet. Die in sowjetischer Zeit eingeführte Unterteilung in vier offizielle Nationalitäten (Titularnationen) erweckt den Anschein, dass es sich bei den Adygejern, Tscherkessen, Kabardinern und Schapsugen um verschiedene Ethnien handelt. Alle Begriffe bezeichnen im Grunde Tscherkessen. Bei der Volkszählung 2021 waren die Schapsugen nicht mehr separat aufgeführt. Die Tscherkessen selbst nennen sich „Adyge“ und die Kabardiner und Schapsugen sind ursprünglich Stämme der Adyge und somit auch Tscherkessen. In ganz Russland registrierte die Volkszählung 2021 111.471 (2010 124.835) Adygejer, 523.404 (2010 516.826) Kabardiner, 114.697 (2010 73.184) Tscherkessen und keine (2010 3882) Schapsugen, also insgesamt 749.572 (2010 718.757) Tscherkessen. Davon lebten 17.613 Personen in der Region Krasnodar (10.484 Adygejer, 963 Kabardiner und 6166 Tscherkessen).

## Sprache
Die Sprache der Tscherkessen war ursprünglich eine Gruppe von Dialekten, die von den verschiedenen tscherkessischen Stämmen gesprochen wurden und sich wohl etwa seit dem 13./14. Jahrhundert auseinanderentwickelt hatten. Aus zwei dieser Dialekte wurden im 20. Jahrhundert die beiden tscherkessischen Schriftsprachen West-Tscherkessisch (Adygeisch) und Ost-Tscherkessisch (Kabardinisch) entwickelt. Das Adygeische ist in der Autonomen Republik Adygeja die offizielle Sprache und beruht auf dem temirgoischen Dialekt, das Kabardinische wiederum in Kabardino-Balkarien und in Karatschai-Tscherkessien und beruht auf dem kabardinischen Dialekt. Weitere existierende Dialekte wurden nicht zu Schriftsprachen erhoben. Da das Kabardinische weniger konsonantische Laute als Adygeisch besitzt, ist es für kabardinisch Sprechende schwieriger, das Adygeische zu verstehen, als umgekehrt. Nach ihrer Sprache befragt, geben alle die Antwort, Adygejisch („adyghebze/adyghabze“) zu sprechen, die in Russland offiziellen Bezeichnungen Adygeisch und Kabardinisch oder auch die Bezeichnungen West-Tscherkessisch und Ost-Tscherkessisch verwenden sie kaum.
Die Tscherkessen besaßen früher keine eigene Schriftsprache. Seit der Islamisierung war ihre Schriftsprache die Fremdsprache Arabisch. 1855 gab es den ersten Versuch, die tscherkessische Sprache zu schreiben, 1917 wurde ein Alphabet gebildet, das auf der arabischen Schrift basierte, 1925 bediente man sich des lateinischen Alphabets zur Schreibung des Tscherkessischen. Seit 1937/38 wird das kyrillische Alphabet mit einigen Ergänzungen benutzt.

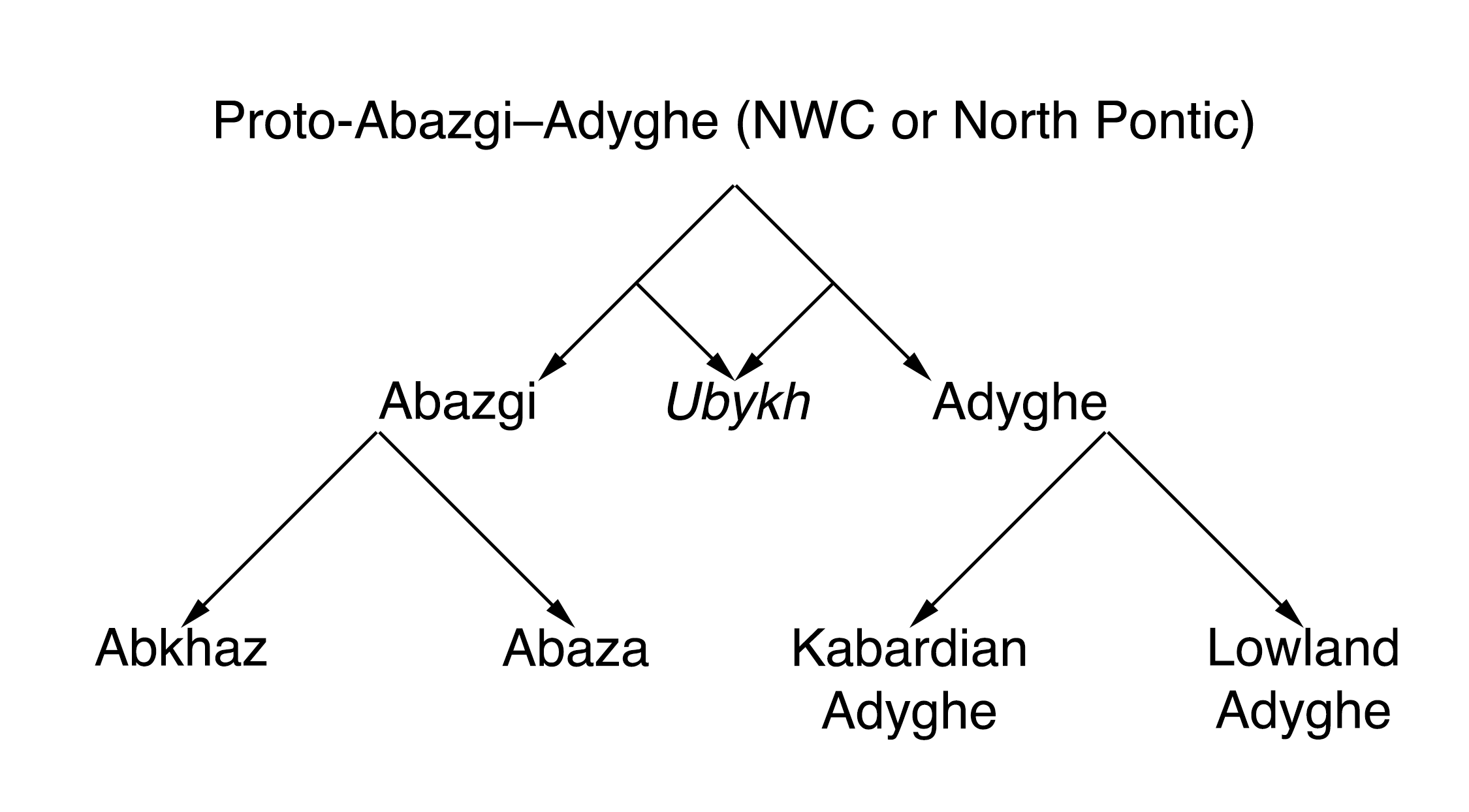
Tscherkessisch und Ubychisch (genaue Herkunft umstritten) in den nordwestkaukasischen Sprachen

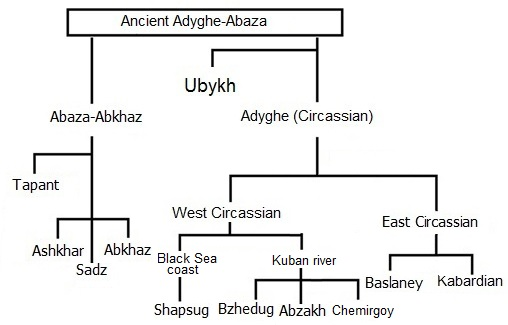
Tscherkessisch, Ubychisch und Abchasisch-Abasinisch nach einer möglichen Genealogie, mit einigen Dialekten

Einer der zwölf Tscherkessenstämme, die Ubychen, sprachen die Ubychische Sprache, die nach Dokumentationen mehrerer Sprachwissenschaftler, u. a. Adolf Dirr und Georges Dumézil, kaum mit den tscherkessischen (kabardinisch-adygeischen) Dialekten verständlich war und sich wesentlich eher abspaltete, wenn auch die Ubychen sich als Teilstamm der Tscherkessen sahen. Fast alle Ubychen emigrierten im 19. Jahrhundert in das Osmanische Reich, wo ihre Sprachkenntnisse verschwanden und die Sprache ausstarb. Letzter Muttersprachler war Tevfik Esenç.
Gemeinsam mit der abchasischen, abasinischen und ubychischen Sprache gehören die tscherkessischen Dialekte zur Adyge-abchasischen Sprachfamilie, die auch als (Nord-)Westkaukasische Sprachfamilie bezeichnet wird. Die Mehrheit der Kaukasiologen meint, dass die beiden Hauptzweige dieser Sprachfamilie, der abchasisch-abasinische und der tscherkessische (adygische), seit etwa 3000–5000 Jahren getrennt sind. Die historische Stellung des Ubychischen als mittlerer Zweig ist umstritten. Für einige Forscher hat es sich danach vom tscherkessischen Zweig entfernt, für viele Forscher dagegen vom abchasisch-abasinischen Zweig, näherte sich aber durch areale Sprachkontakte den tscherkessischen Dialekten an.

## Stämme

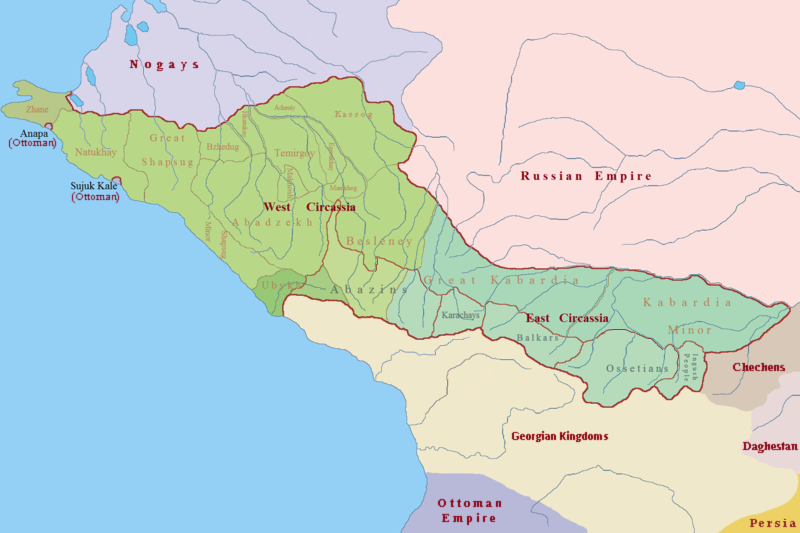
Siedlungsgebiet tscherkessischer Stämme (grün) 1750 mit größtenteils abhängigen oder verbündeten Abasinen, Karatschaiern, Balkaren, Osseten und Inguschen (stärker abgegrenzt). In dunklerem Grün im Osten die beiden Fürstentümer der Kabarda, im Südwesten die anderssprachigen Ubychen und im Westen die ebenfalls anderssprachigen Schanejer.

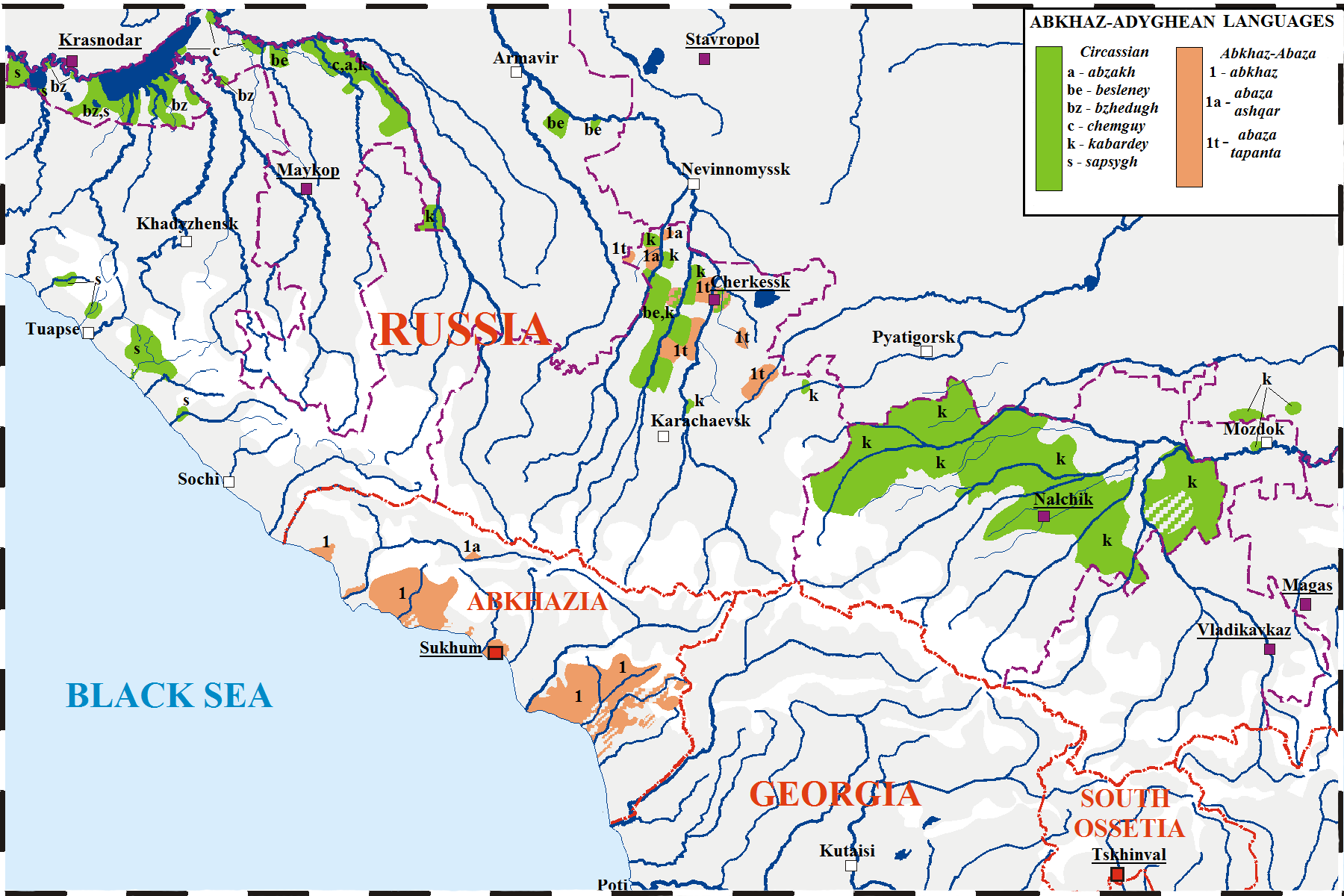
Heutige Hauptsiedlungsgebiete der Tscherkessen (grün) mit ihren Dialektformen im Westkaukasus.

Vom Anfang des 19. Jahrhunderts bis heute teilt sich die Gesellschaft der Tscherkessen in zwölf alte Stämme, die verschiedene Dialekte oder Sprachformen sprechen: Abadzechen oder Abzachen, Beslenejer, Bjjedughen, Hatkuajer, Kabardiner (meist in Kabardino-Balkarien, trugen historisch das Fürstentum Kabarda), Makhoscher, Mamkeyher, Natkhuajer, Schapsugen, Temirgojer (auch Chemgujer genannt), Ubychen und Yecerikhuajer. Die Zahl der Mitglieder reicht von mehreren Tausend (Hatkuajer) bis zu über einer Million (Kabardiner, mit Diaspora), je nach Größe des früheren Siedlungsgebietes. Nur noch sechs dieser Stämme leben zumindest teilweise im Kaukasus. Die anderen sechs – Hatkuajer, Makhoscher, Mamkeyher, Natkhuajer, Ubychen und Yecerikhuajer – sind fast vollständig in die Diaspora gegangen, und die wenigen Zurückgebliebenen schlossen sich anderen Stämmen an.

Die Flagge der Tscherkessen.
Die zwölf Sterne repräsentieren die zwölf Stämme der Tscherkessen.

Bis Mitte des 18./Anfang des 19. Jahrhunderts gab es weitere Stämme, die sich wegen ihrer geringen Größe zum Schutz größeren Stämmen anschlossen. Dies betraf besonders die Schanejer (Zhane) auf der Taman-Halbinsel, die im Konflikt mit Kubankosaken so starke Verluste erlitten, dass sich die Reste 1802 den Natkhuajern anschlossen, und die Adamijer in der Region der Wendung des Kuban nach Westen, die Ende des 18. Jahrhunderts im Konflikt mit den Nogaiern so stark dezimiert wurden, dass sich die Reste den Temirgojern anschlossen. In Quellen der Zeit werden weitere, schon immer kleine Stämme erwähnt, alle im äußersten Westen: die Adaler (Inselbewohner) im Westen der Taman, die Hegaiken bei Anapa und – alle im Hochland des äußeren Westkaukasus – die Nadho und Netaho (vielleicht identisch), die Koble, die S’schchapete, die Sotochen und die Guajer und Hakutschen. Abgesehen von den letzten beiden ist aber aufgrund widersprüchlicher Quellenangaben unklar, ob sie wirklich früher selbstständig waren, oder nur Untergruppen größerer Stämme. Alle diese kleineren Stämme gingen später in die Natkhuajer, Schapsugen oder Abadzechen auf. Nach Angaben zeitgenössischer Quellen (Evliya Çelebi, Sultan Khan-Giraj, Heinrich Julius Klaproth und Johann Anton Güldenstädt) sprachen die Schanejer früher, wie auch die Ubychen, eine von den anderen tscherkessischen Dialekten stark unterschiedliche Sprache. Mangels Überlieferung des Schanejischen sind keine näheren Aussagen möglich. Der Hakutschi-Dialekt hat heute nur noch wenige Sprecher.

## Religion
Seit dem 5. Jahrhundert wurden Tscherkessen teilweise zum Christentum bekehrt, im Mittelalter folgten Bekehrungen durch georgisch-orthodoxe, byzantinisch-orthodoxe und genuesisch-katholische (ein Erzbistum und zwei Bistümer) Missionare, die aber aufgrund der geografischen und politischen Abgeschnittenheit Tscherkessiens alle nicht von Dauer waren. Die katholischen Bistümer verschwanden im 14., die orthodoxen im 15. Jahrhundert, nachdem der Kontakt zu den Mutterkirchen abgerissen war.

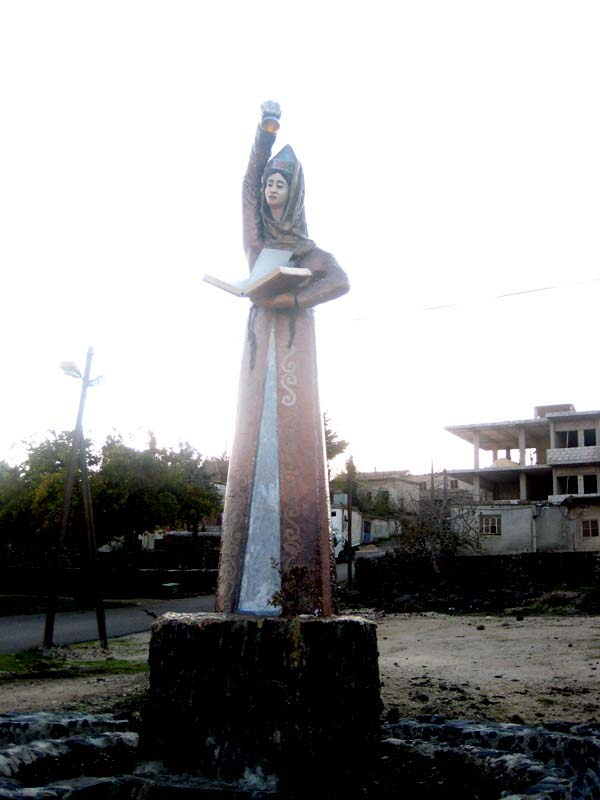
Statue der Narten-Heldin Satanaya, hier als Muse der Weisheit, in der syrisch-tscherkessischen Siedlung Bi’r Adscham.

Die Tscherkessen verehrten weiterhin Naturgeister und der christlich-pagane Mischkult wurde von einer eigenen Priesterschaft (dschiur) zelebriert. Die Tscherkessen pflegten einen respektvollen Umgang mit der Natur, früher wurde kein Baum ohne Beschluss des Ältestenrates (Chase) gefällt. Jede Sippe hatte ihren speziellen Baum, bei dem man sich zu Versammlungen oder wichtigen Entscheidungen traf. Naturgötter waren z. B. Schible – Gott des Donners, Tlepsch – Gott des Feuers, Soserez – Gott des Wassers, Mezischa – Gott der Wälder. Zahlreiche weitere animistische Geistwesen und Stammesgottheiten wurden verehrt. Kulte zu ihren Ehren waren auch mit der Islamisierung nie ganz verschwunden und werden in jüngerer Zeit als Teil des empfundenen Nationalerbes teilweise wiederbelebt oder verstärkt gepflegt. Sie kommen auch im Narten-Epos neben mythischen Heroen und historischen Tradierungen vor. Das Narten-Epos wird von mehreren nordkaukasischen Völkern zum Teil mit zwischen den Sprachversionen und Regionen differierenden Handlungen überliefert. Über die Herkunft der Grundmotive aus altkaukasischen, altiranischen oder altturksprachigen Mythologien gibt es in der Mythenforschung Debatten. Gesänge des Narten-Epos werden bis heute in traditionsbewussten Kreisen vorgetragen.

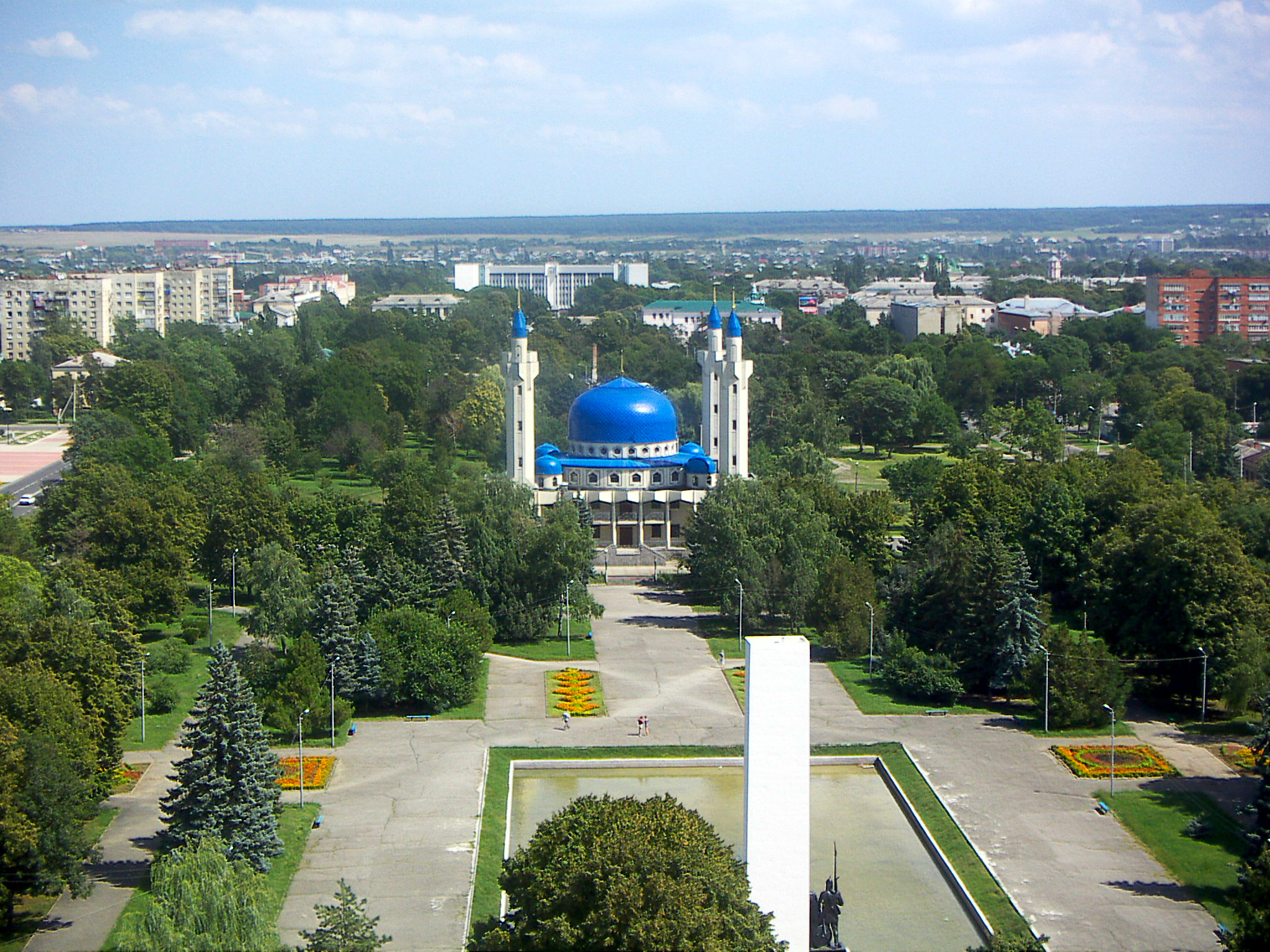
Große Moschee in Maikop, der Hauptstadt von Adygeja.

Seit dem 15. Jahrhundert wurden die nordwestlichen und kabardinischen Tscherkessen unter dem Einfluss der Krimtataren zum Islam bekehrt. Die Religion verbreitete sich bis zum 19. Jahrhundert unter den tscherkessischen Stämmen und benachbarten Völkern und drängte christliche und animistische Kulte teilweise zurück.
Der schottische Gesandte James Stanislaus Bell, der sich von 1837 bis 1839 in Tscherkessien aufhielt, berichtete, dass damals die Bibel und der Koran gelesen wurde und auch alte Kulte verbreitet waren, wobei der Koran bevorzugt wurde.
Bis auf eine kleine Minderheit der kabardinischen Tscherkessen in der Umgebung der Stadt Mosdok, die orthodoxe Christen sind, sind die meisten Tscherkessen heute sunnitische Muslime (Hanafiten). Während es in Nordostkaukasien (Dagestan, Tschetschenien, Inguschetien) eine stark vom Sufismus geprägte islamische Religiosität gibt, durch die große Mehrheiten der Bevölkerung bis heute religiös sind, ist der Anteil der Sufi-Anhänger im Nordwestkaukasus deutlich geringer. Auch durch die atheistische Erziehung der Sowjetunion sind große Minderheiten der Bevölkerung des Nordwestkaukasus, auch der Tscherkessen, heute nicht oder wenig religiös.

## Ethnologie: Tscherkessische Tradition (Adyge Chabse)
Tscherkessische Tradition wird auf tscherkessisch als adyge chabse bezeichnet (adyghe: „Tscherkessen/tscherkessisch“; chabse: „Tradition“, das Wort kann aber auch sehr viele konkretere Teilbereiche der Tradition bezeichnen, je nach Kontext der Aussage).

### Frühere Sozialordnung

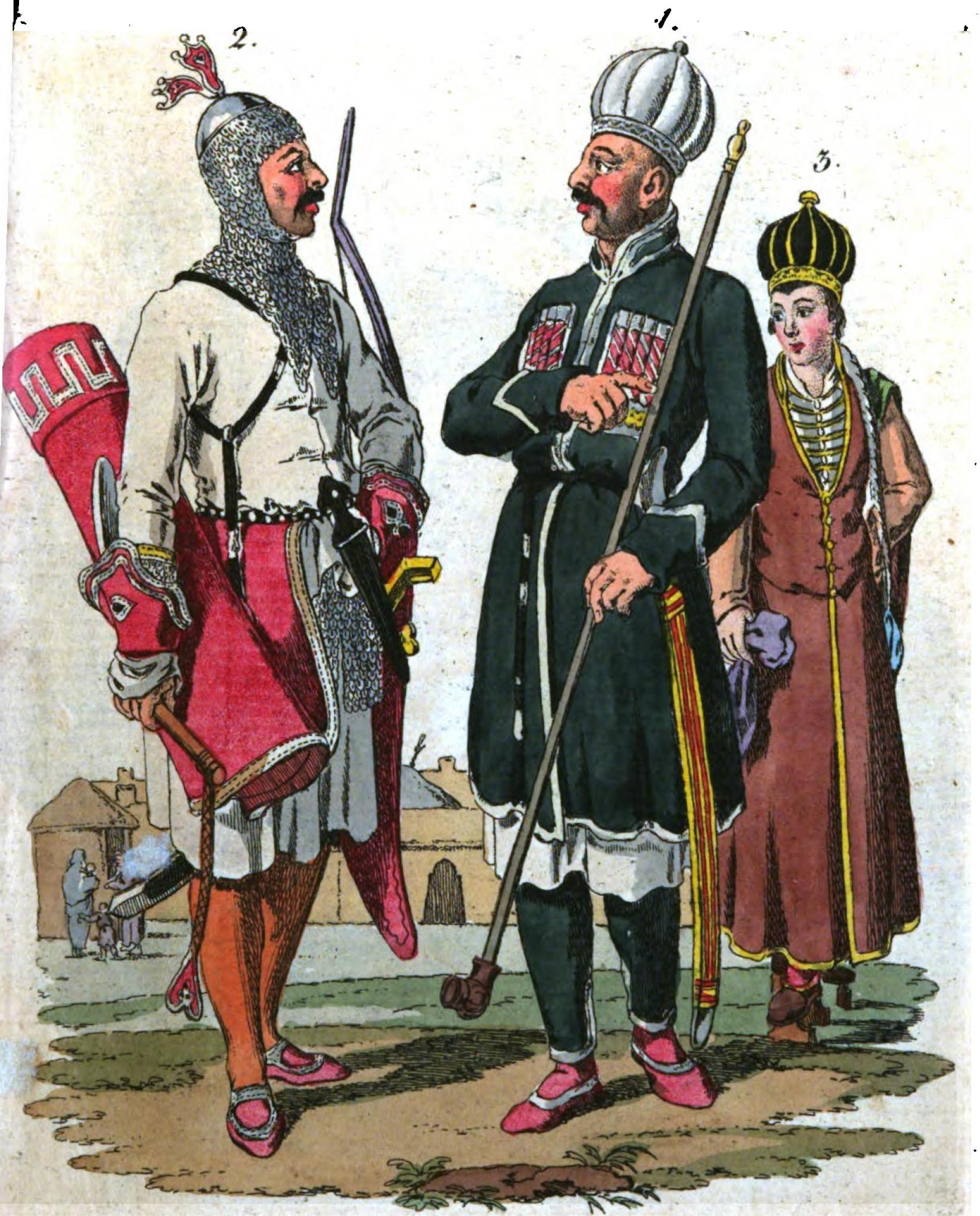
„Vornehmer Tscherkesse in gewöhnlicher Kleidung“ (Mitte), „Gewappneter Tscherkesse“ (links) und „Tscherkessische Fürstentochter“, Bild 1808

Bis ins 19./20. Jahrhundert hatten viele Tscherkessenstämme, wie einige andere nordkaukasische Gesellschaften, eine soziale Schichtung aus vier oder mehr Ständen, die nur untereinander heirateten. Am stärksten ausgeprägt war diese Schichtung bei den Kabardinern im Osten, gefolgt von den nordwestlichen Stämmen am Kuban. Stämme im südwestlichen Hochgebirge – Ubychen, Abadzechen, Natkhuajer und Schapsugen – hatten diese soziale Staffelung nicht und wurden in russischen Quellen auch als „freie Tscherkessen“ oder „demokratische Tscherkessen“ bezeichnet, im Gegensatz zu den „aristokratischen Tscherkessen“. Die Schapsugen und Abadzechen hatten im 18./19. Jahrhundert die Vorrechte des Adels beseitigt, die Ubychen und Natkhuajer hatten ihn nie.
1. Fürsten (pschi) aus einigen dynastischen Geschlechtern, die oft an einer konzentrisch gewölbten Mütze aus Samt zu erkennen waren.
2. Ritter (worq oder elsden), ein niederer Adel im Gefolge, der neben den Fürsten im Kriegsfall oft in Kettenrüstungen auftrat. Bei den Kabardinern war er unterteilt in eine höherstehende Gruppe tlakotle, die sich ihren Patron selbst suchen durften, und der niederen Gruppe deschenugo, die auf einen Anführer festgelegt waren. Wie andere breite Adelsschichten entwickelten sie einen ritterlichen Ehrenkodex und eine Adelskultur.
3. Freie (zokol oder waguscheh), die große Mehrheit der Bevölkerung. Bei den Kabardinern tlofokotle, bei einigen westlichen Stämmen auch techokotle genannt. Sie unterteilten sich in verschiedene Clan-Gemeinschaften (dschamaat)
4. Leibeigene (pschitli = „den Fürsten gehörend“), selten persönliche Sklaven (asat), die kleinste Gruppe. Sklaven waren entweder Gefangene oder gerichtlich verurteilte Tscherkessen. Die Zugehörigkeit zu den Leibeigenen war erblich. Während sie im Südwesten nicht vorkamen, im Nordwesten relativ selten waren, hatte das Fürstentum Kabarda der Kabardiner die größte Zahl und den größten leibeigenen Bevölkerungsanteil im Nordkaukasus.

Es ist ungewöhnlich, dass die Tscherkessen trotz dieser mehrheitlich hierarchischen Gesellschaft mit Ausnahme der Kabardiner nie Staaten mit einem Fürsten an der Spitze bildeten. Als Ursache gilt allgemein, dass die tscherkessische Tradition Adyge Chabse die Anhäufung und Zurschaustellung von Reichtum als Schande betrachtete, was die Konzentration von Macht in einzelnen Händen behinderte. Wichtige Entscheidungen wurden in Versammlungen (chase) getroffen. Diese Versammlungen wurden oft außerhalb der Siedlungen an traditionellen heiligen Plätzen von einer Familie, einem Clan oder einem ganzen Stamm stehend abgehalten. Bei den demokratischen Stämmen waren es Volksversammlungen unter Vorsitz der Ältesten, bei den aristokratischen tagten die Fürsten und Ritter an verschiedenen Orten und tauschten sich über Gesandte aus, zu denen selten noch eine Versammlung der Freien trat. Die zweiten Versammlungen wurden deshalb trotz oberflächlicher Unterschiede schon in Literatur des 19. Jahrhunderts als „Kongress“ bezeichnet. Von 1861 bis 1864 unterhielten die letzten drei noch gegen Russland kämpfenden Stämme der Abadsechen, Schapsugen und Ubychen einen gemeinsamen Madschlis aus dauerhaft abgeordneten Ältesten, Militärführern und Geistlichen in der Nähe des Dorfes Sotschi, der auch eine Art Regierung bestimmte und Gesandtschaften in verschiedene Staaten schickte. Dieser Madschlis wird häufig als erstes tscherkessisches Parlament bezeichnet.

### Gewohnheitsrecht

#### Einfluss und Entwicklung

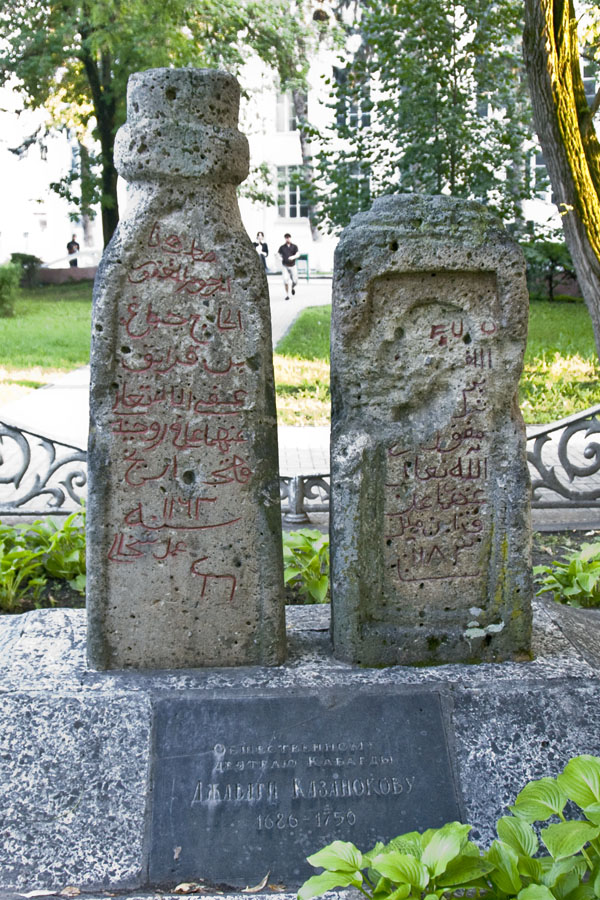
Grabstein des Fürsten Zhebaghi mit späterer Erinnerungstafel

„Adyge Chabse“ (tscherkessische Tradition) ist die tscherkessische Form des mündlichen Gewohnheitsrechtes (Adat), das viele Lebensbereiche regelte. Auch die Sozialstruktur, Siedlungsformen oder Musik können deshalb als Teile des Adyge Chabses bezeichnet werden. Aufgrund der Dominanz der Tscherkessen in Teilen des Nordkaukasus nach dem Mittelalter bis 1864 (Kap. 8.1) ist es die bekannteste und am häufigsten erforschte Adat-Variante des Nordkaukasus (vor dem abchasischen aṗsny oder dem tschetschenisch-inguschischen nochtschalla), die auch die Nachbarn am stärksten beeinflusste. Die tscherkessische Identität ist bis heute besonders stark mit der Tradition, dem Adyge Chabse verknüpft. Der Ehrenkodex betonte gegenseitigen Respekt, Verantwortung, Selbstbeherrschung, Kühnheit, Verlässlichkeit und Großzügigkeit. Habgier, Reichtum und Prahlerei galten als Schande (haynape). Obwohl der Adyge Chabse im Volksmund schon den legendären Narten nachgesagt wird, wurde er immer wieder reformiert, so von Fürst Beslan (ca. 1498–1525), einem Enkel Inals, des Gründers des Fürstentums Kabarda, und Onkel seines größten Herrschers Temrjuk, von Fürst Zhebaghi (Dschebachi, ca. 1684–1750) und nochmals im Jahr 1807 durch mehrere Älteste.
Sicher folgten nie alle Tscherkessen den Idealen des Adyge Chabse, die Gesellschaft versuchte aber, durch sozialen Konformitätsdruck die Regeln zu befolgen. In seinen heute noch praktizierten Teilen – Sklaverei und Blutrache gehören nicht dazu – hat das Adyge Chabse Bedeutung für die Identität der Tscherkessen. Oft meint man heute damit das Brauchtum, die Musik, die Gastfreundschaft und Höflichkeit, die Tracht, also die Teile, die von der Umgebung positiv aufgenommen werden, weshalb Adyge Chabse je nach Kontext auch „tscherkessische Etikette“ oder „tscherkessische Tracht“ usw. übersetzt wird. In der Gegenwart sind die Tscherkessen vor allem in der Diaspora vom Verlust ihrer Kultur bedroht, dabei spielt die Assimilierung eine bedeutende Rolle.

#### Bestimmungen im Alltag

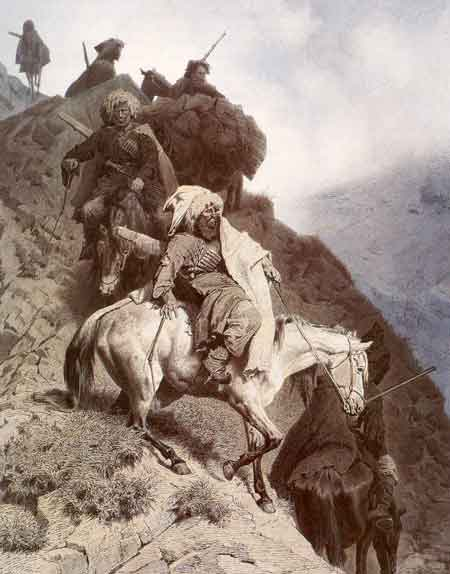
Tscherkessen. Gemälde von Theodor Horschelt, 19. Jahrhundert

Alle Lebensstationen von Tscherkessen wurden bis ins 19./20. Jahrhundert von Traditionen des Adyge Chabses bestimmt. So gab es Einschränkungen für Schwangere, nach der Geburt wurden die Kinder in kaltem Bergwasser oder Schnee gereinigt. Die Namensgebung geschah beim Fest des Neugeborenen, bei dem viele Rituale durchgeführt wurden, nicht durch die Eltern, sondern durch fremde Besucher. Die Taufe wurde oft noch nach der Islamisierung beibehalten, da ihre christliche Herkunft nicht mehr beachtet wurde, und war seltener ein Fest für Babys, meist ein Initiationsfest ins frühe Jugendalter. Kinder von Adeligen wurden zwischen sechs und zehn Jahren von ihren leiblichen Eltern weg zu einem Ziehvater (ataliq) gegeben, der ihnen in Gruppen die kriegerische und gesellschaftliche Erziehung zukommen ließ, weshalb die Bindung an die Zieheltern und Ziehgeschwister ein Leben lang oft enger war, als zu den leiblichen Verwandten. Diese Erziehungseinrichtung (ataliqate) wird oft mit der spartanischen agoge verglichen. Die Verhaltensregeln des Adyge Chabse waren so beliebt, dass manchmal georgische oder krimtatarische Adelskinder in die tscherkessische ataliqate geschickt wurden. Braut und Bräutigam lernten sich auf Tanzpartys oder Brautschauen kennen, und man traf sich danach in Begleitung von Freunden, aber immer ohne die Eltern (Regeln des semercho – der Brautschau und des Flirts). Die Verlobung und Hochzeit wurde danach mit Zustimmung der Eltern geplant. Waren die Eltern gegen die Hochzeit, bestand die im gesamten Nordkaukasus bis ins 20. Jahrhundert streng reguliert bestehende Möglichkeit des Brautraubes, die Familien mussten dann nachverhandeln. Nur selten entstanden daraus ernsthafte Fehden der Familien. Die Hochzeit war ein von sehr vielen Ritualen begleitetes zentrales Ereignis des tscherkessischen Lebens, das Brautheimführung (nisascha) in die Familie des Bräutigams genannt wurde, früher lernte der Bräutigam oft nie die Schwiegereltern kennen (siehe Patrilokalität). Die Scheidung war prinzipiell möglich, aber selten; ein Ehrenmord bei Ehebruch wurde gesellschaftlich nicht erwartet und kam deshalb nicht vor. Im Fall des Ehebruchs konnte die Ehe gegen Entschädigungszahlungen durch die Familien geschieden werden. Prinzipiell war die Gesellschaft monogam, Polygamie kam nur in der Diaspora und selten auf, und ist heute in allen Ländern nicht mehr legal. Der genuesische Reisende Giorgio Interiano berichtete im 16. Jahrhundert von einigen Ritualen rund um den Tod: eine legale Gnadentötung pflegebedürftiger Alter, eine zehntägige Wache am sitzenden Toten, eine Bestattung mit Grabbeigaben für das Jenseits und ein 40-tägiges tägliches Besuchen mit Lieblingsmahl und Lieblingspferd mit Aufforderungen, gemeinsam zu essen. Diese Rituale bestanden im 18. Jahrhundert nicht mehr, die tscherkessische Erzählung kannte sie aber und bestätigte, dass sie im Adyge Chabse abgeschafft wurden.

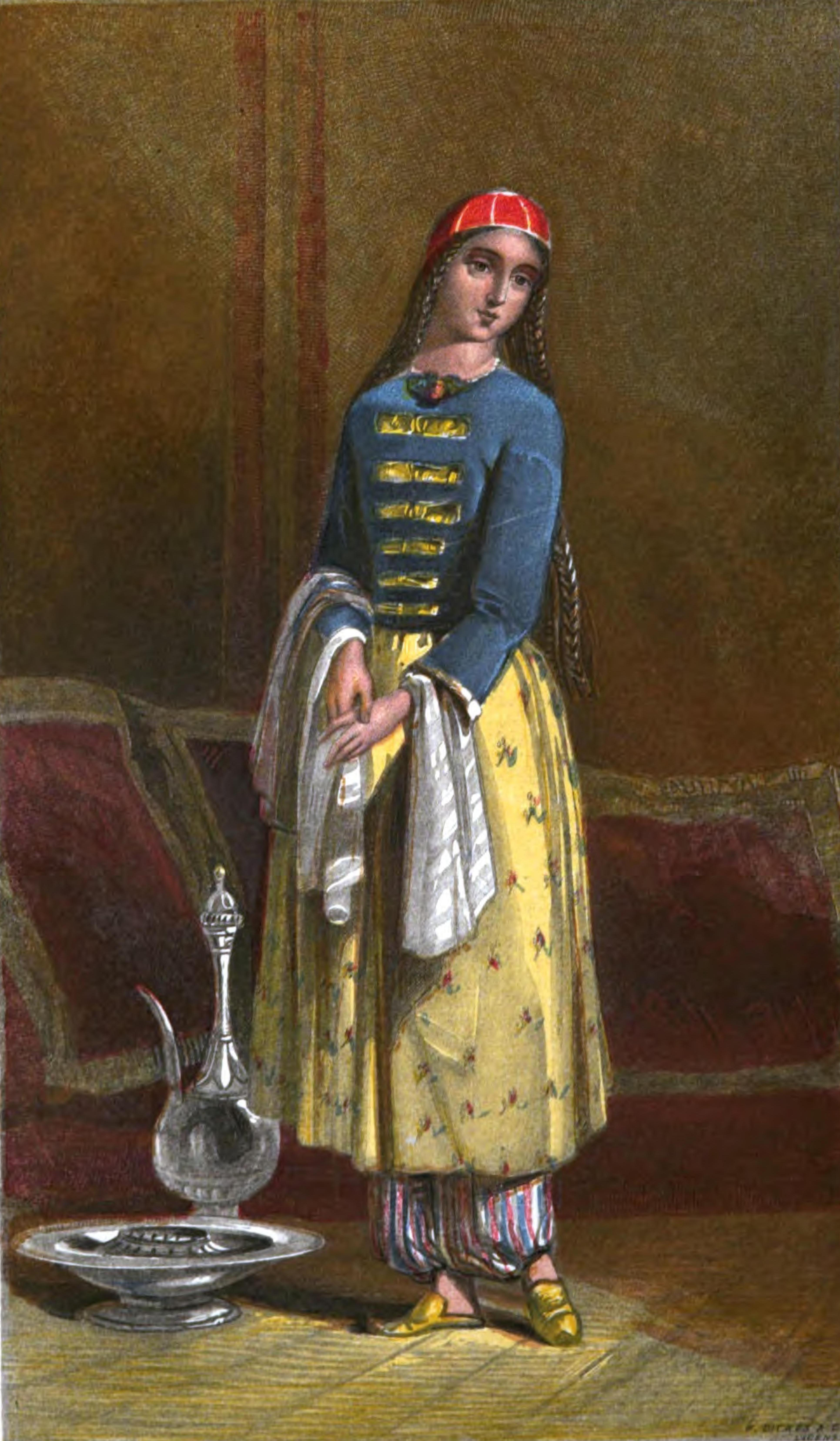
Tscherkessische Frau 1855

Dem ritterlichen Männerideal stand ein Frauenideal gegenüber: großer und schlanker Wuchs und eine zurückhaltende Art, sich zu geben und zu reden. Die Figur sollte bei Mädchen durch ein eng anliegendes Lederkorsett, welches das Brustwachstum hemmen sollte, erreicht werden. Das Wachsen der Brust wurde aber als Zeichen des Erwachsenwerdens akzeptiert. Obwohl die Gesellschaft prinzipiell patriarchalisch-kriegerisch war, standen Frauen Sonderrechte zu.
Grundstein der tscherkessischen Gesellschaft ist die soziale Rolle eines „Thamade“. Ein Thamade ist auch derjenige, der innerhalb einer Hochzeitsgesellschaft oder einer anderen Veranstaltung die Verantwortung übernimmt. Voraussetzung ist, dass ihm die Regeln der Chabse bekannt sind. Oft ist er ein Ältester, in früheren Zeiten auch oft ein Sänger. Er übernimmt auch die Leitung einer Festtafel und spricht die Trinksprüche aus. Auch in der georgischen Küche wird die Festtafel von einem Tamada geleitet.
Ein weiteres Element des Adyge Chabses ist u. a. die Tradition des regelmäßigen Verschenkens der eigenen Besitztümer, die in der Ethnologie als Potlatch-System bezeichnet wird – durch die sehr freigiebige Gastfreundschaft, aber besonders im Westen auch innerhalb der Gemeinschaft, v. a. durch das Verbot, reich zu werden und den Reichtum zur Schau zu stellen.

#### Rittertradition
Zum Adyge Chabse gehörten drei Bereiche, die vom Ritterstand stammen und deshalb gemeinsam auch worq chabse genannt werden. Sie strahlten aber auf andere gesellschaftliche Schichten, die Fürsten, Freien und Leibeigenen aus und wurden gesamtgesellschaftlich: die Regeln der Blutrache, der Gastfreundschaft und des Respekts für Ältere und Frauen. Letztere waren auch verbunden mit einem ausgeprägten Ideal der Höflichkeit und Mäßigung.
Wie viele alte Gewohnheitsrechte regelte auch das Adyge Chabse in der Vergangenheit im Fall kriegerischer Konflikte, des Mordes an Verwandten, die Frage der Verhandlungen um Entschädigung, oder welche Schritte der Blutrache möglich waren und welche zu weit gingen. Die Blutrache wurde gesellschaftlich erwartet und war, weil auch die Familie des Mörders oder des aus Rache getöteten Verwandten die Schande nicht auf sich sitzen ließ, oft der Ausgangspunkt längerer Fehden zwischen den Familien. Es gab Möglichkeiten, durch ein Verzeihen, durch Entschädigungszahlungen oder durch eine arrangierte Ehe zwischen den Familien dem Gewaltkreis zu entkommen, aber sie galten besonders für Adelsfamilien als ehrenrührig.
Die Gesellschaft galt allgemein als kriegerisch. Tscherkessen und andere Kaukasier waren in der Vergangenheit, wie die Steppennomaden für ihre Kampftaktik bekannt, nie lange in Deckungen zu bleiben, sondern sehr schnell ungeachtet der eigenen Verluste anzugreifen, weshalb sie als Elitekrieger beliebt waren. Der Wert dieser Eliteeinheiten wurde aber dadurch geschmälert, dass Feuerwaffen lange Zeit verpönt waren, nur Hieb- und Stichwaffen und Pfeil und Bogen anerkannt. Bis ins 19. Jahrhundert galt das Ethos noch im Ritterstand. Diese Einstellung ist auch von den Burdschi-Mamluken bekannt, weshalb ihr Reich der Artillerie der Osmanen nichts entgegenzusetzen hatte. Im Ursprung waren die sehr schnellen kaukasischen Tänze auch eine unterhaltsame Übung der notwendigen Schnelligkeit und Wendigkeit. Die horizontale Grundhaltung der Oberarme geht auf die Armhaltung von Bogenschützen zurück. Als besonders ehrenhaft galt, Streitigkeiten statt in der Schlacht im Zweikampf zu entscheiden. Diese Tradition scheint sehr alt zu sein, denn schon 1022 kämpften der Stammeskönig der frühtscherkessischen Kassogen, Reidade und der altrussische Fürst Mstislaw von Tschernigow und Tmutarakan statt in der Schlacht im Zweikampf.
Die Gastfreundschaft ist bei den Tscherkessen besonders ausgeprägt. Ein Gast war nicht nur Gast der Familie, sondern immer der ganzen Ortschaft und der Sippe. Wie in weiten Teilen den Kaukasus wurde er im besten Haus des Gehöfts mit den besten Vorräten bewirtet. Selbst Feinden gegenüber wurde diese Gastfreundschaft als Pflicht angesehen. Wenn ein Feind das Haus betrat, wurde auch er respektvoll behandelt und bedient. Es gehörte sich auch nicht, den Gast zu fragen wer er ist, woher er kommt und wohin er will. Der Kaukasiologe Adolf Dirr schrieb: „Der Gast ist wie ein Sklave des Gastgebers“, womit er meinte, dass auch der Gast die Vorschriften der Chabse zu befolgen hat, so durfte der Gast nicht ohne die Erlaubnis seines Gastgebers zum Gast einer anderen Familie werden. In der Vergangenheit gab es eine komplizierte Hierarchie der Gäste, die aber heute kaum noch verbreitet ist.
Neben der Gastfreundschaft hatte traditionell auch die Höflichkeit eine hohe Bedeutung. Jeder Tscherkesse erhebt sich, sobald jemand den Raum betritt, bietet diesem einen Platz an und redet nur, wenn er dazu aufgefordert wird. Es gab früher auch ein heute weitgehend vergessenes kompliziertes System an Grußformeln. Die Anwesenheit von Älteren und Frauen verlangt Respekt. In Gegenwart von Frauen werden Streitigkeiten unterbunden, bricht eine Frau in so eine Situation herein, wird der Streit sofort beendet. Frauen hatten auch die Möglichkeit, einen von der Blutrache Bedrohten in ihrem Haus zu schützen, oder durch den Wurf eines Taschentuchs zwischen zwei bewaffnet Streitende, den Streit zu beenden. Speziell aus dem Rittertum stammt die Tradition des kaschen oder psetluk: eine idealisierte Beziehung zwischen Männern und Frauen, die manchmal mit der mittelalterlichen Minne verglichen wird.

### Traditionelle Lebensweise

Tscherkessisches Wohnhaus, Bild 1810

Traditionelle tscherkessische Siedlungen unterschieden sich bis auf wenige Ausnahmen stark vom mittel- und ostkaukasischen Aul, bei dem die Häuser sehr dicht am Hang stehen. Typisch waren rechteckige Langhäuser aus Lehm mit Stroh gedeckt. Oft befanden sich neben dem Wohnhaus ein Gästehaus, ein Küchenhaus, eine Scheune, Stallungen und weitere Wirtschaftsgebäude auf einem Hof, der zur Verteidigung meist nur von einem Flechtzaun umgeben war. Wehrtürme waren selten. Nach zahlreichen Berichten im 19. Jahrhundert hatten die Bewohner des niederschlagsreichen Westkaukasus eine andere Verteidigungsstrategie entwickelt als die des zentralen und östlichen Kaukasus. Sie blieben nicht in ihren Ortschaften, sondern zogen sich in die dicht bewaldete und zerklüftete Wildnis zurück, aus der sie die Dörfer wieder eroberten. Die Höfe standen in den Siedlungen oft weit auseinander, eine Tradition, die die Tscherkessen in der Diaspora wiederholten.

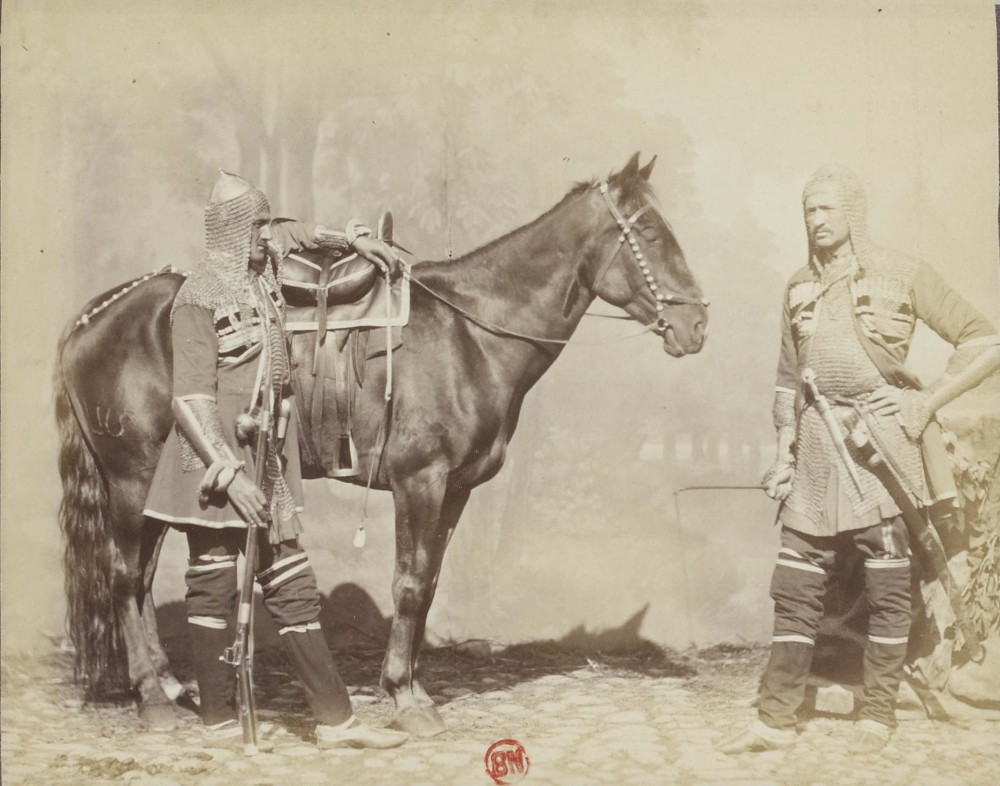
Tscherkessische Ritter mit Kabardinerpferd

Wie viele Bewohner des Kaukasus und auch anderer Hochgebirge lebten die Tscherkessen traditionell halbnomadisch in Transhumanz, d. h. ein Großteil der Bevölkerung zog im Winter mit den Viehherden auf Weiden am Rand des Gebirges. Im Gegenzug trieben die Tscherkessen des nördlichen steppenartigen Hügellandes und auch benachbarte Volksgruppen ihre Herden im Hochsommer auf die Gebirgsalm. Die Schafzucht war der wichtigste Teil der Viehzucht, gefolgt von der Pferdezucht, die in der Kultur einen sehr breiten Raum einnahm. Seit dem Mittelalter wurden im zentralen und westlichen Nordkaukasus Gebirgspferde gezüchtet, die als „Kabardiner“ bezeichnet werden, weil die Adelsfamilien des Fürstentums Kabarda die bekanntesten Züchter waren. Rinder, Hühner, die Herdenschutzhundrasse Kaukasischer Owtscharka und Katzen waren weitere Haustiere. Im Ackerbau dominierte Getreide, meist Hirse und Linsen, auch Weizen, danach Obst, Gemüse und Gewürze, zu dem seit dem 18. Jahrhundert die aus Amerika stammenden Kartoffeln, Tomaten, Mais und Chilis kamen. Der Weinbau spielte eine große Rolle, wie schon genuesische Reisende berichteten. Der Fisch- und Kaviarfang im Schwarzen Meer und den Flüssen des Westkaukasus war auch für den Export wichtig. Ergänzend kam dazu die Jagd, die v. a. vom Adel gepflegt wurde. Die Tscherkessen, wie auch die Abchasen oder Inguschen hatten eine geheime „Jägersprache“.

### Alltagskultur

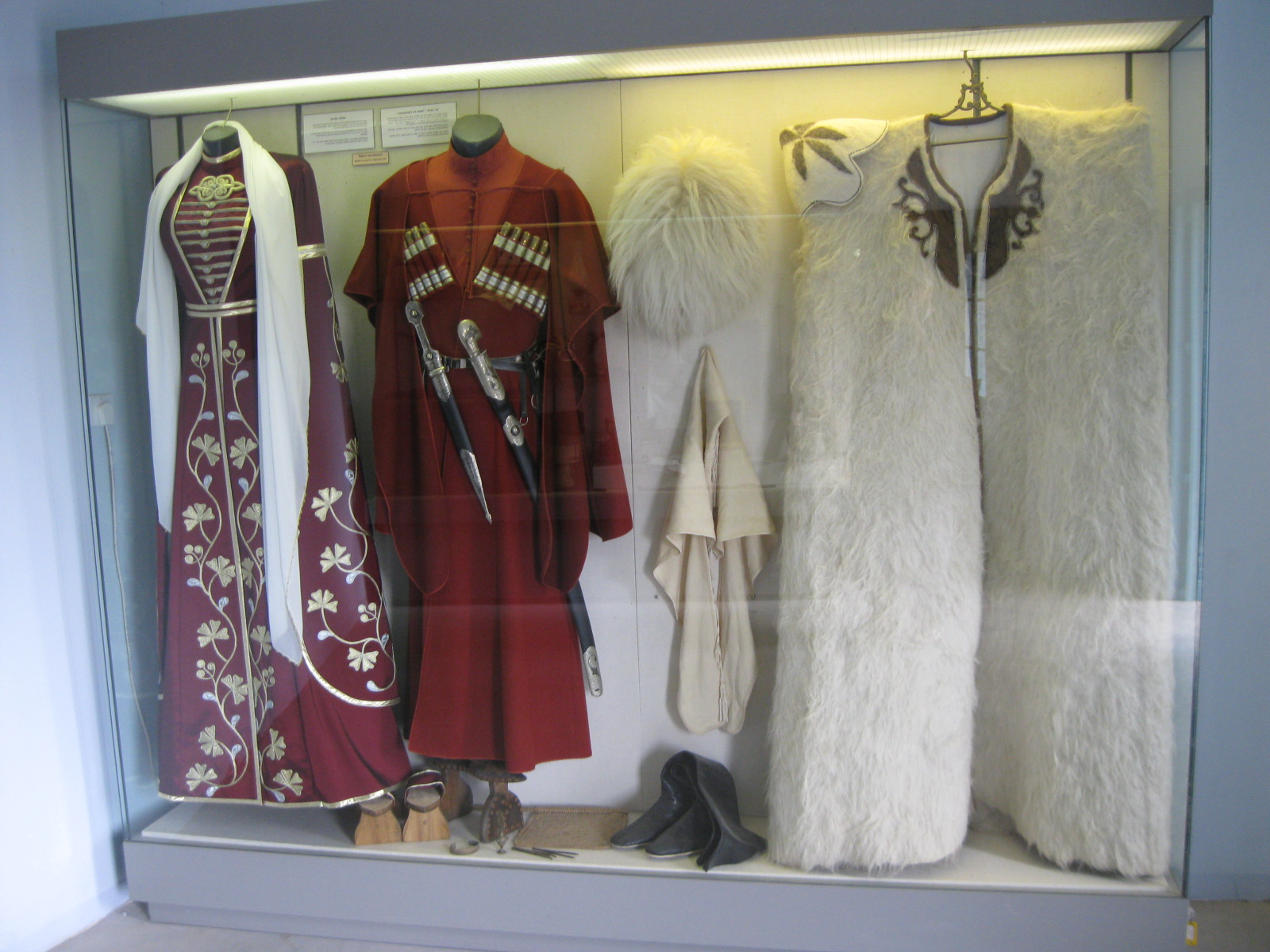
Tracht im Circassian Heritage Center von Kfar Kama (Israel). Von links nach rechts: Blusengewand mit Umhang für Frauen, darunter die Holzsandalen, Männerkleidung, Papacha-Mütze mit Kapuzen-Baschlik und Stiefeln, Burka-Umhang.

Die traditionelle Kleidung der Tscherkessen ähnelte im 16. bis 19. Jahrhundert zunehmend der Tracht anderer Bewohner Kaukasiens, die auch von den südrussischen Kosaken übernommen wurde. Männer trugen eine Tschocha (tscherkessisch: sai, russisch: tscherkesska), darunter ein Hemd (dschane), eine Papacha (paʾo) oder die Filzmütze Beschmet (schʾharchon), weiche Lederstiefel (schasma) und einen silberbeschlagenen Gürtel (tidschhin bghiripch). Bei Wind oder Regen wurde darüber die kaukasische Burka (dschako-schtschaque) und der Baschlik getragen. Zur Verteidigung diente der Kindschal (kama), eine Schaschka und die Gazyr oder Gasiren genannten Schießpulverladungen im Brustbereich. Frauen trugen ein verziertes Blusengewand (sch'i'w oder bgh'ewlh) mit falscher Hemdfront vorn und eine Pluderhose, zu denen öffentlich ein Kaftan-ähnlicher Leinenumhang kam und je nach festlichem Anlass und Kälte noch eine bestickte Kappe, ein tunikaähnlicher Umhang (zey) sowie weitere Gewänder, z. T. mit Goldapplikationen und Schmuck, dies aber nur zu festlichen Anlässen oder bei adeligen Frauen. Gesichtsschleier waren nicht üblich. Auffällig waren verzierte hohe Holzsandalen (pch'evaqe). Diese Tracht wird heute nur noch in entlegenen Regionen, von älteren Menschen oder zu Festen getragen und war bei vielen Völkern Kaukasiens ähnlich.

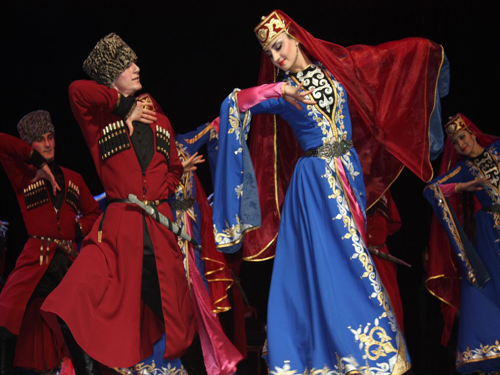
Kabardinisches Folklore-Ensemble Islamej

Der traditionelle Tanz der Tscherkessen ist die Lesginka, die weitgehend dem tscherkessischen Paartanz islamej/islamij (Islamischer) entspricht. Er ist in ganz Kaukasien verbreitet und entgegen dem tscherkessischen Namen nicht nur bei muslimischen Völkern, sondern auch bei christlichen und jüdischen. Der lheperischw (leperischu) ist eine Variante, die nur von Männern getanzt wird, dazu kommt der Springtanz zighelhet. Neben diesen oft sehr akrobatischen Tänzen existieren weitere, wie der langsamere Geschlechtertanz zechwek’we (zefaqu) und der alte Ritualtanz w(u)idsch, der eine Tanzparty (zekes) beendet, mit seiner schapsugischen Variante ch’wrasche. Der qafe (=Tanz), ein langsamer, sehr getragener Tanz, war vor allem im Adel beliebt, wo er auch worq qafe (Rittertanz) genannt wurde.
Früher gab es auch Sänger (dschegwak’we), die romantische, melancholische und heroische Gesänge vortrugen, aber auch Gesänge des nordkaukasischen Narten-Epos, Volkslieder, Märchen, Witze, satirische und Lobgesänge. Zu ihren Aufgaben gehörte die Leitung von Tanzbanketten. Die Tscherkessen setzten beruhigende Musik, Rituale, motivierende Ansprachen und Unterhaltung zur Therapie Verwundeter ein. Eine Sonderform tscherkessischer Volkslieder sind die sogenannten Istanbulako (=Weg nach Istanbul; auch Jistanbulakue)-Gesänge: Mehrstimmige Klagegesänge, die an die Flucht ins Osmanische Reich 1864 erinnern und besonders in der Diaspora die Erinnerung erhielten.

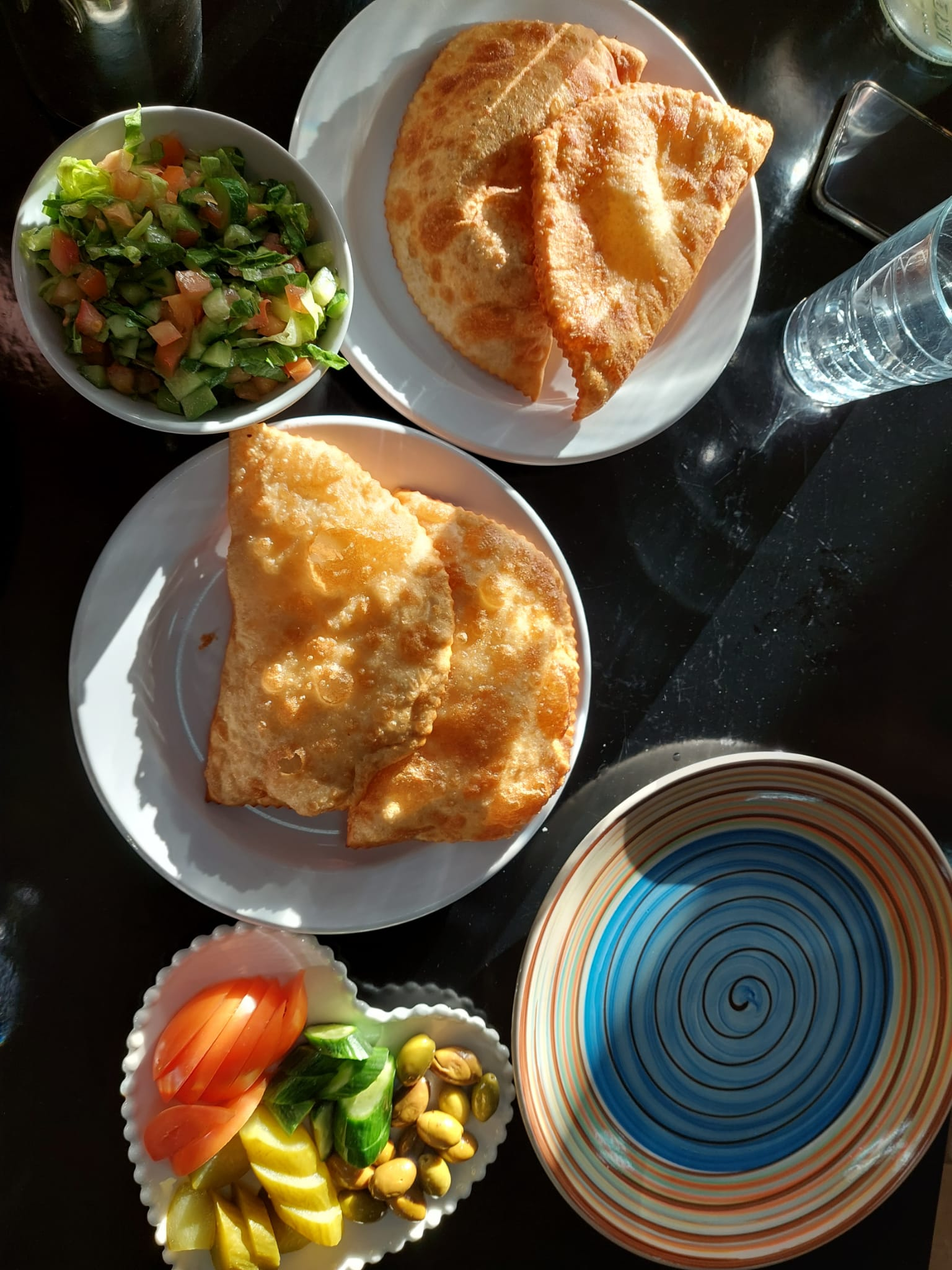
Tscherkessische Halva, ähnlich dem krimtatarischen Tscheburek

Die tscherkessische Küche war im Alltag der einfachen Bevölkerung oft vegetarisch: Brot, gewürzte Suppen oder Aufläufe aus Graupen, Linsen, Gemüse oder Hirse. Durch die große Rolle der Viehzucht waren auch Fleisch und Milchprodukte häufiger. Viel der heutigen Nationalküche war im 19. Jahrhundert die Küche des Adels, an Festtagen oder besonders zur Bewirtung von Gästen. Es gibt Ähnlichkeiten zur Küche anderer nordkaukasischer Ethnien, zur georgischen Küche und zur Küche der Krimtataren. Häufig waren gekochte oder gebratene Teigtaschen (Adyghe: хьэлжъо [ħalʐʷa], etymologisch von arab. Halva, aber ein anderes Gericht), Spieße und Eierspeisen. Bekannt ist auch im Nahen Osten der „Tscherkessenkäse“ (q’wey) aus Kuhmilch oder „Tscherkessenhuhn“ in Walnuss-Paste. Übliche Getränke waren der sogenannte „Kalmücken-Tee“ (mit Butter und Pfeffer oder Chili), Kefir und die mit der Islamisierung selteneren alkoholischen Getränke Hirse- und Maisbier (machsima oder bachsima), Bier (sira), Wein und Met.
Zum traditionellen Kunsthandwerk der Tscherkessen gehörten Schaffelle, Kleidungsstücke, Wiegen, Bastmatten, Sattel und Gold-, Silber-, Eisen- und Waffenschmiedearbeiten, die oft sehr hochwertig waren, weil sie neben Fisch, Holz, Getreide, Kaviar oder Wachs auch für den Export bestimmt waren. Seit der Antike bis ins 19. Jahrhundert wurden auch immer wieder gefangene Sklaven aus dem Westkaukasus verkauft.

## Herkunft, Vorgeschichte und Ethnogenese bis 14. Jahrhundert

### Herkunft adyge-abchasischer Sprachen
Die frühe Geschichte der Nordwestkaukasischen Sprachen in der Region ist schwer rekonstruierbar, weil sie lange Zeit keine verschriftlichten Sprachen waren und erst ab dem 17. Jahrhundert (Abchasisch) bzw. ab dem 18./19. Jahrhundert (Tscherkessisch, Abasinisch und Ubychisch) niedergeschrieben und erforscht wurden. Wissenschaftler sind deshalb auf Hypothesen durch den Vergleich sprachhistorischer Rekonstruktionen mit archäologischen Forschungen und den Angaben über Stammesverbände im westlichen Kaukasus in Quellen angewiesen. Die meisten Kaukasiologen gehen seit den 1960er Jahren davon aus, dass die nordwestkaukasischen Sprachen neben den nordostkaukasischen Sprachen und den südkaukasischen Sprachen zu den autochthonen Sprachfamilien gehören, die seit mindestens 5000 Jahren in Kaukasien gesprochen werden und nicht, wie man bis ins 20. Jahrhundert annahm, aus dem Süden eingewandert sind. Im nie geradlinigen Prozess der Ethnogenese wurden immer wieder verschiedene anderssprachige Gruppen assimiliert. Das gilt auch für das zerklüftete Gebiet des Großen Kaukasus, in dem sich sehr viele Sprachen sehr lange erhalten haben. Die Veränderungen waren hier nur seltener und langsamer als unter den mobilen Reiter-Nomaden der nördlich angrenzenden Steppe.
Viele ältere Forscher sehen Ähnlichkeiten zwischen den Nordwestkaukasischen Sprachen und der Hattischen Sprache, der ältesten Schriftsprache Anatoliens (bis ca. 1500 v. Chr.), und vermuten eine Verwandtschaft. Darauf und auf ähnlichen Stammesnamen aufbauend vertraten ältere Kaukasiologen (zuletzt u. a. Igor Diakonow) die Hypothese, die Anwesenheit nordwestkaukasischer Sprachen sei auf eine Einwanderung von Hattiern in den Westkaukasus zurückzuführen. Sie wird auch heute noch von einigen abchasischen Historikern und Sprachwissenschaftlern (Wladislaw Ardsinba, Wjatscheslaw Chirikba und Stanislaw Lakoba) und tscherkessischen (wie Kadir I. Natho und Amjad M. Jaimoukha) vertreten. Tscherkessische Nationalverbände haben diese Hypothese als Ideologie übernommen. Der Adler im Wappen Kabardino-Balkariens soll den Adler der Hattier symbolisieren, als deren Nachkommen sich nationale Tscherkessen und Kabardiner fühlen. Dem halten führende Kaukasiologen entgegen, dass sich diese Einwanderung aus dem Süden nicht archäologisch nachweisen lässt, dass der zeitliche Abstand von über 3000 Jahren zu groß für gesicherte linguistische Aussagen ist, dass das System der grammatischen Einschübe, Vorsilben und Nachsilben im Hattischen noch zu schlecht erforscht ist und viele rekonstruierte nordwestkaukasische Grundworte auf einen Siedlungsraum im Hochgebirge und am Meer, also etwa der Region der heutigen Verbreitung dieser Sprachen hinweisen.
Eine weitere, früher anerkannte und heute wieder umstrittene Frage ist die Hypothese der Verbindungen der Westkaukasier zu den Bewohnern der nördlicheren Steppen von etwa 4000 v. Chr. bis 300 n. Chr. Die Kulturen im Westkaukasus dieser Zeit zeigen archäologisch starke Ähnlichkeiten zu denen in den Schwarzmeersteppen. Diese westliche Steppenregion war nach Meinung vieler Indogermanisten eventuell ab 5000 v. Chr. Sprachgebiet früher Formen der Indogermanischen Sprachen. Glaubte man bis Anfang des 20. Jahrhunderts, dass damals auch im Westkaukasus indogermanische Sprachen gesprochen wurden, wird diese These heute allgemein verworfen und man geht davon aus, dass schon damals nordwestkaukasische Sprachen in der Region vorherrschten und es lediglich Kontakte mit den nördlichen Nachbarn gab. Einige Sprachwissenschaftler versuchten, diese Kontakte durch eine Gruppe von Lehnwörtern aus dem Frühindogermanischen in den nordwestkaukasischen Sprachen nachzuweisen. Auch diese Hypothese wird methodisch kritisiert, weil der große Zeitabstand ohne sprachhistorische Rekonstruktionen kaum sichere Aussagen zulässt. Die Hypothese der Kontakte mit und eventuellen Aufnahme von indogermanischen Gruppen in nordwestkaukasische bleibt also, wie auch die Hypothese der Zuwanderung der nordwestkaukasischen Sprachen aus dem Süden, „hochspekulativ“ (James Patrick Mallory), beide werden aber auch von Autoren vertreten.

### Frühe Geschichte

Maikop-Kultur (zu groß eingezeichnet, sie reichte nur an der nördlichen Taman-Halbinsel zur Küste)

Im späten Neolithikum (Jungsteinzeit) und der Bronzezeit existierte in Westkaukasien ca. 3700–2500 v. Chr. die Maikop-Kultur etwa von der Taman-Halbinsel bis an die Westgrenze des heutigen Dagestan (benannt nach dem ersten Fundplatz Maikop), die eine soziale Hierarchie mit reich ausgestatteten Fürsten-Grabhügeln entwickelte. Wie erwähnt, vermuten viele Forscher, dass bereits die Maikop-Leute zumindest teilweise frühe nordwestkaukasische Sprachen gesprochen haben könnten, obwohl ihre Kultur Ähnlichkeit zu nördlicheren Kulturen, besonders der Jamnaja-Kultur hatte. Aus der Maikop-Kultur wurden (neben anderen Funden zwischen Mitteleuropa und der Indus-Kultur) frühe Reste und Darstellungen von Rädern und Wagen und auch die ältesten Wagengräber gefunden.
Zeitlich überlappte sich mit ihr die etwas nördlichere Nowotitarowskaja-Kultur (3300–2700 v. Chr., zwischen Asowschem und Kaspischem Meer, nach dem ersten Fundort Nowotitarowskaja), die der Maikop-Kultur stark ähnelt, aber eine andere Keramik und mehr Wagengräber aufwies.

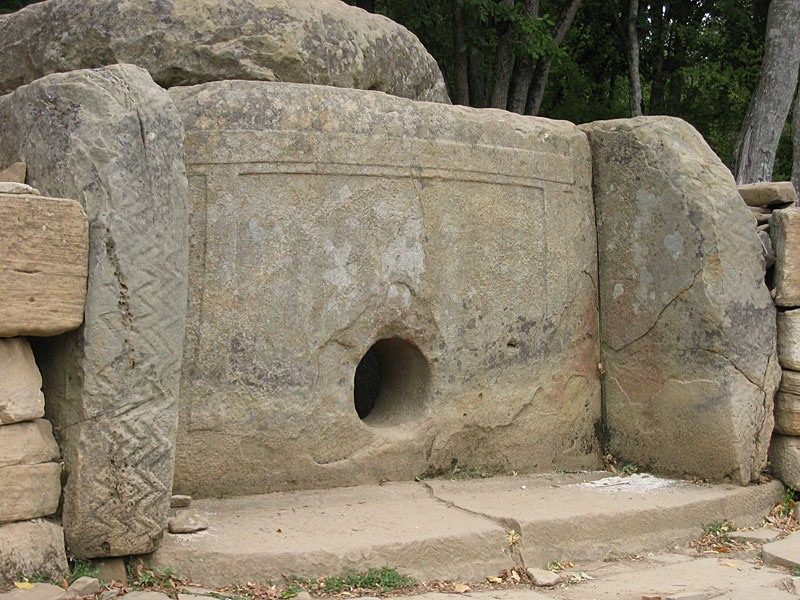
Ein typisch kaukasischer Dolmen

Südwestlicher entstand die Westkaukasische Dolmen-Kultur (ca. 3100–1900 v. Chr.) vom Norden Gelendschiks bis Otschamtschire, die im mittleren Bereich auch über den Kaukasuskamm nach Osten bis in den mittleren Norden Adygejas und den Westzipfel Karatschai-Tscherkessiens reichte. Die Dolmen- („Steintisch“-) oder Megalithkulturen („Riesensteinkulturen“) waren eine Gruppe unabhängig entstandener archaischer Kulturen von Westeuropa und Nordafrika bis Indien und Korea, die diese Bauwerke entweder für Grabkammern unter Grabhügeln oder für andere religiöse Kultstätten verwendeten. Westkaukasische Dolmen, die oft mit Steinmetzarbeiten verziert und mit charakteristischen „Seelenlöchern“ versehen sind, werden teils als Grabkammern, teils als andere religiöse Stätten gedeutet, es ist nicht immer geklärt.

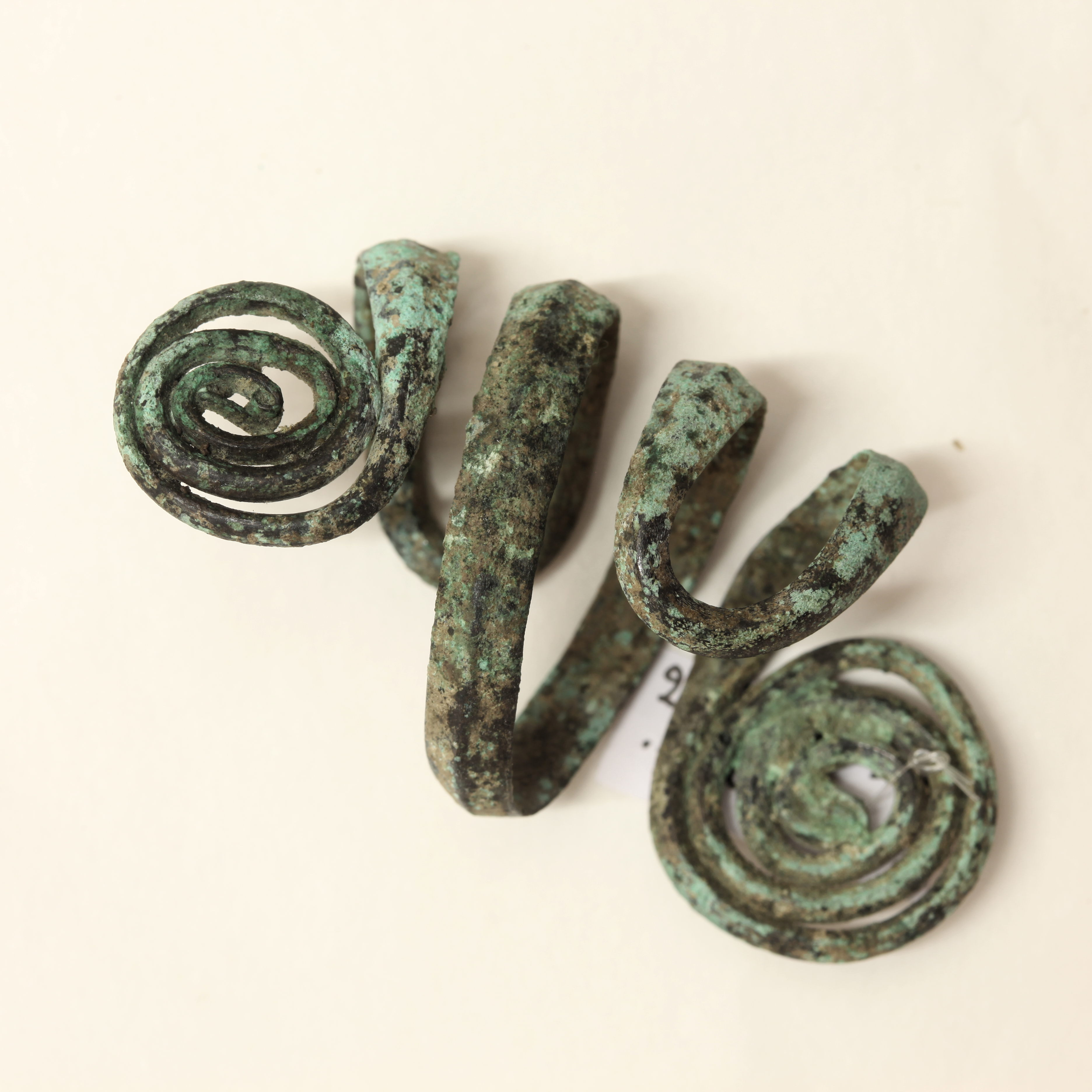
Metallschmuck aus einem Grabmal der Koban-Kultur

In der zweiten Hälfte des 3. Jahrtausends bis zur Mitte 2. Jahrtausends v. Chr. folgte diesen drei Kulturen die Nordkaukasische Kultur, deren Fundstücke künstlerisch etwas einfacher, als die der Vorgängerinnen und der Nachfolgerin waren.
Ihr folgte ca. 1200–400 v. Chr., die spätbronzezeitlich-eisenzeitliche Koban-Kultur, die trotz Kontakten nach Norden und Süden eine gewisse Eigenständigkeit mit großen, planmäßig angelegten Siedlungen mit rechteckigem Straßennetz und schwarzer Keramik zeigte. Die Koban-Kultur war, wie die westgeorgische Kolchis-Kultur, ein überregionales Zentrum des Metallabbaus, der Metallverarbeitung und des Metallexports, besonders von Eisen, Kupfer, Zink, Zinn, Gold und Silber.

### Vortscherkessische Geschichte bis ins 14. Jahrhundert

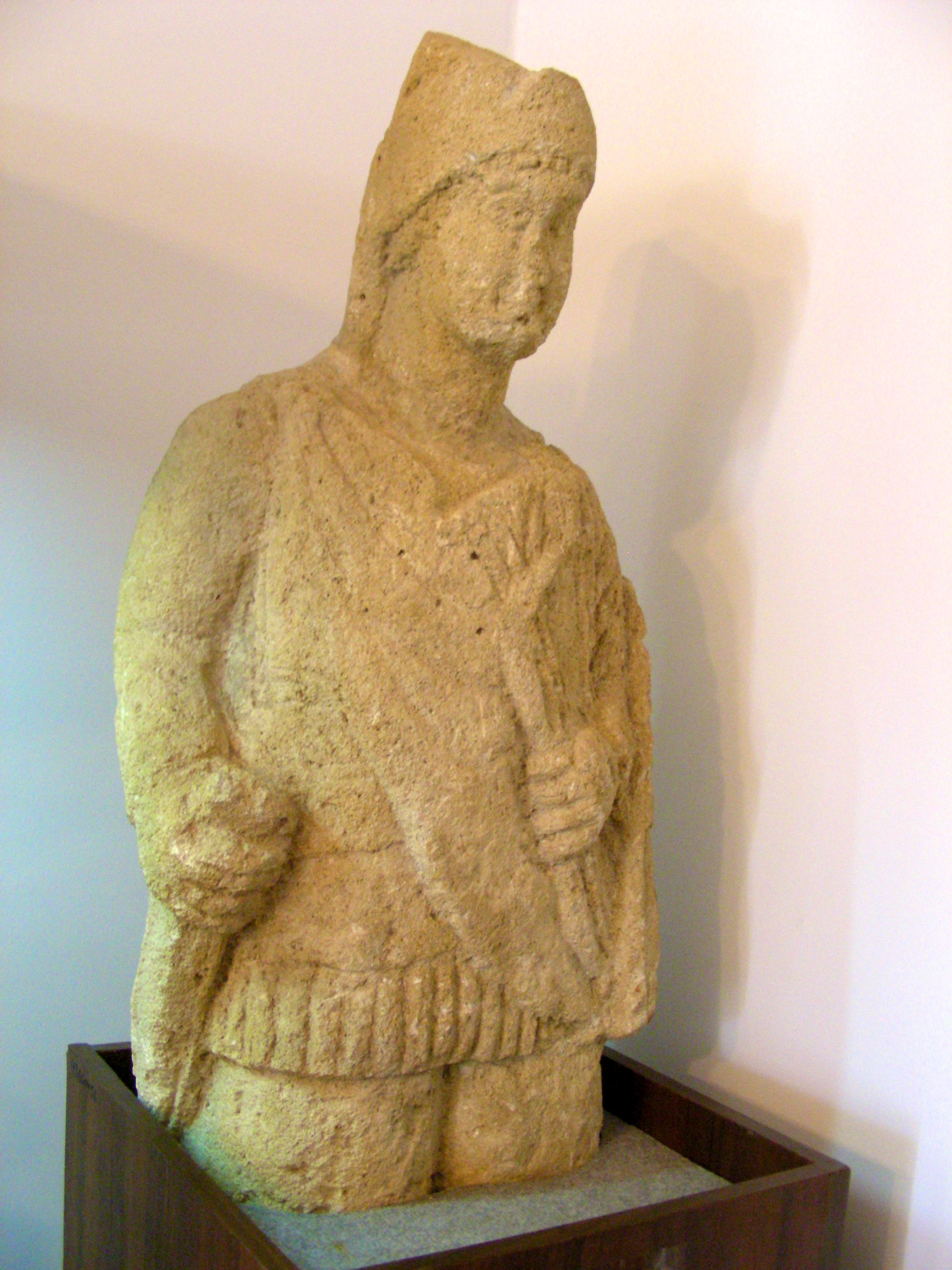
Statue eines Kriegers der Sindi

In geschichtlicher Zeit werden im Vorland des Westkaukasus die Stammesverbände der Maioten und Siraken erwähnt. Strabon erwähnt mehrere Teilstämme des Stammesverbandes der Maioten, von denen die Sindi im Land Sindika, der heutigen Taman-Halbinsel, mit der Hauptstadt Gorgippa, dem heutigen Anapa später noch häufig erwähnt werden. Sindika war lange mit dem griechisch dominierten Bosporanischen Reich verbündet. Die Kultur der Sindi stand unter griechischen Einfluss; es wurden handwerklich hochstehende Artefakte der Maioten, Siraken, besonders der Sindi gefunden. Während ältere und westliche Forschung oft bis heute davon ausgeht, dass es sich bei diesen sesshaften Stammesverbänden um Untergruppen der eigentlich nomadischen, iranischsprachigen Sarmaten handelte, hält es seit den 1960er und 1970er Jahren die sowjetische bzw. russische Forschung für wahrscheinlich, dass die Maioten, aber nicht die Siraken westkaukasischsprachig waren.
Unzweifelhaft Vorläufer der Tscherkessen waren die Kerketen (Kaschagen, Kassogen oder ähnlich genannt) nördlich des westlichen Kaukasus von der Taman-Halbinsel bis zum oberen Kuban, auf deren Name vielleicht der Name der Tscherkessen zurückgeht, und der Stammesverband der Zichi (Zekchi, Zygii, Sichen) südlich des Westkaukasus, etwa zwischen dem heutigen Gagra und Gelendschik.
Die Kerketen wurden erstmals von Pseudo-Skylax um 330 v. Chr. neben weiteren Stämmen in der Region beschrieben. Seitdem werden sie von antiken griechischen und römischen Quellen (wie Strabon, Pomponius Mela, Quintus Curtius Rufus) bis hin zu mittelalterlichen byzantinischen (wie Konstantin VII. Porphyrogennetos), armenischen, georgischen, muslimischen, russischen (Nestorchronik) und genuesischen Quellen immer wieder erwähnt und beschrieben. Nach den Angaben der Quellen scheinen sich die Kerketen/Kaschagen/Kassogen aus ihrem ursprünglich kleinen Siedlungsgebiet an der Nordostküste des Schwarzen Meeres mit Hinterland schrittweise vom 5. bis 10. Jahrhundert auf ihr mittelalterliches Siedlungsgebiet von der Taman-Halbinsel und der Umgebung des Asowschen Meeres im Westen bis zum Oberlauf des Kuban im Osten ausgedehnt zu haben. Dabei scheinen sie ältere Stämme der Maioten und der Siraken assimiliert oder verdrängt zu haben, deren Erwähnung aus historischen Quellen verschwindet. Aus dem 6./7. Jahrhundert sind kurze Inschriften der Kassogen in einer runenähnlichen Schrift überliefert, die man lesen kann, weil sie den Murfatlar-Runen der Protobulgaren ähneln, die zeigen, dass die Kassogen westkaukasischsprachig waren. Eventuell wurden daraus die von tscherkessischen Adelsfamilien verwendeten Symbole ohne Lautwert gebildet. Dass aus diesen eine lautlich systematische „alte tscherkessische Schrift“ gebildet wurde, ist eine sehr junge Erfindung.

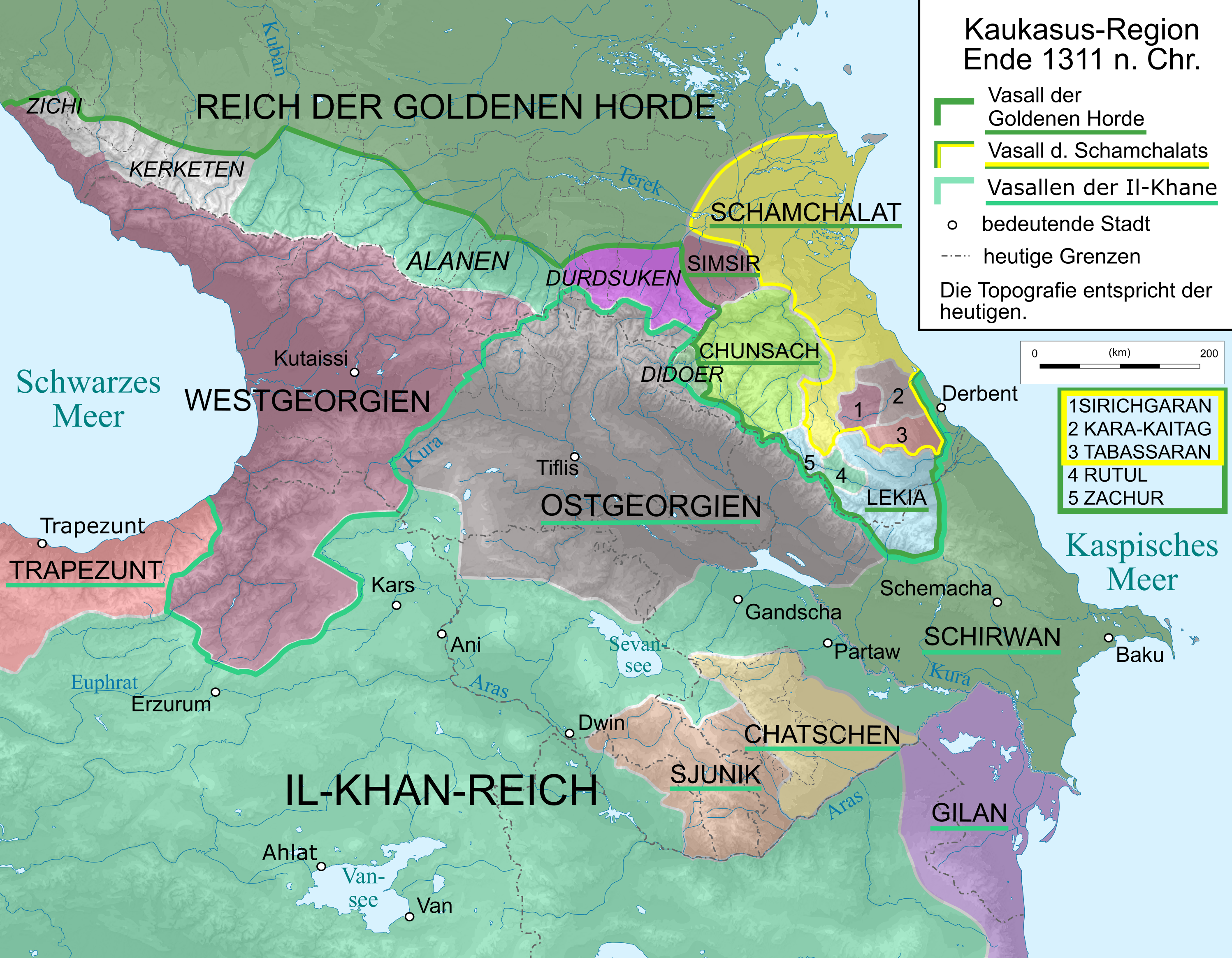
Ungefähres Rückzugs- und Entstehungsgebiet der Tscherkessen (graugrün) im Westkaukasus um 1311

Die Zichi wurden vor über 2000 Jahren bei Strabon beschrieben. Auch sie lebten anfangs in einem kleinen Siedlungsgebiet zwischen dem heutigen Gagra und Tuapse und breiteten sich im 3.–8. Jahrhundert nach Norden bis etwa Gelendschik aus, wobei die älteren Stämme der Acheaner und Tetraxiten (eine östliche Splittergruppe der Krimgoten) verdrängt oder assimiliert wurden. Ab dem 10. Jahrhundert erwähnen die Quellen nördlich des Königreiches Georgien und westlich des kaukasischen Reiches der Alanen nur noch die beiden Stammesverbände der Kerketen und Zichen. Die Mehrheit der Forscher geht davon aus, dass die Zichi ebenfalls westkaukasischsprachig waren. Trotz Ungewissheiten über die genauen sprachlichen Verhältnisse der Zichi ist unstrittig, dass sie wie auch die Kerketen Vorläufer der Tscherkessen waren, weshalb sie besonders in russischer Fachliteratur neben den Kerketen und oft auch den Maioten, Sindi und Siraken zur tscherkessischen Geschichte gezählt werden.
Im 13. Jahrhundert wurde Kaukasien durch die Mongolenfeldzüge verwüstet, die in Nordkaukasien zwei Enkel Dschingis Khans – Möngke Khan und Batu Khan – anführten. Das Alanen-Reich brach zusammen und die überlebenden Alanen flüchteten teils in den höheren Kaukasus, teils als Jász nach Ungarn oder schlossen sich den Mongolen an. Auch das südlich zuvor dominierende Königreich Georgien zerfiel in mehrere Teilreiche. Erneute Zerstörungen brachten Ende des 14. Jahrhunderts die Feldzüge Timurs nach Kaukasien. Aufgrund dieser Ereignisse zogen sich die übrigen Zichi und Kerketen ins Hochgebirge zurück, wo die Ethnogenese der Tscherkessen einen Abschluss fand. Die Zichi und Kerketen wurden in den Quellen nicht mehr erwähnt, sondern seit dem 15. Jahrhundert nur noch die Tscherkessen. Dem entspricht auch die Ansicht der Kaukasiologie, dass sich die tscherkessischen Dialekte, abgesehen vom Ubychischen, seit etwa dem 14./15. Jahrhundert auseinanderentwickelten. Das relativ kleine Gebiet des westlichen Bergkaukasus wurde zum Ausgangsgebiet der Expansion der tscherkessischen Stämme seit dem 14./15. Jahrhundert.

## Geschichte bis 1864

### Tscherkessische Geschichte seit dem 15. Jahrhundert

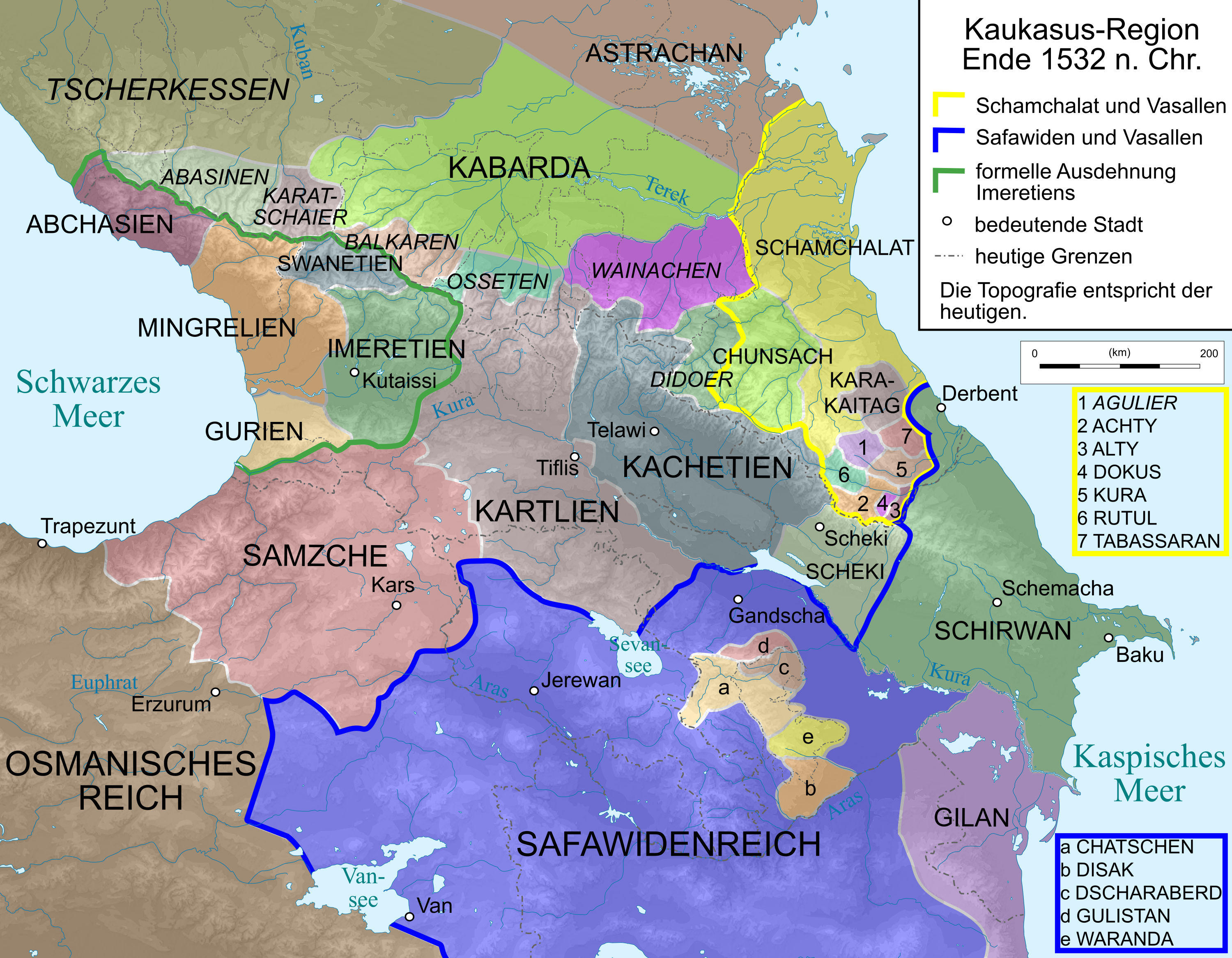
Die Kabarda (hellgrün) und übrige Tscherkessen (graugrün, damals bis zur Donmündung) 1532 in Kaukasien kurz vor der maximalen Expansion (dann bis zur Terekmündung).

Nach den Kriegszügen Timurs begann im 14./15. Jahrhundert die territoriale Expansion der Stämme, die in den Quellen nunmehr als Tscherkessen oder Adygejer bezeichnet werden. Dabei siedelten sie anfangs entlang des Westkaukasus nach Norden bis zum unteren Don, teilweise sogar auf die Krim. Seit dem 15. Jahrhundert siedelten die Kabardiner auch nach Osten in das teilweise entvölkerte nördliche Vorland des mittleren Kaukasus, wo zuvor das Reich der Alanen existiert hatte. Bei dieser Ausbreitung gerieten die Tscherkessen in Konflikt mit dem islamisierten Krimkhanat, einem der Nachfolgestaaten der zerfallenen Goldenen Horde, das die nördlichen Regionen für sich beanspruchte und auch mit dem Krimkhanat verbundenen Nogaiern. Besonders die Handelsstraße von Derbent nach Asow (Tana), eine seiner ökonomischen Lebensadern, ließ das Krimkhanat nicht von expandierenden Tscherkessen unterbrechen. Vor allem im 15. und 16. Jahrhundert führten das Krimkhanat, die Nogaier und ihre Hegemonialmacht, das Osmanische Reich, das einige Festungen an der Küste von den Genuesen erobert hatte, mehrere Kriege gegen die Tscherkessen, die dadurch hinter den Kuban zurückweichen mussten. Um politischen Einfluss unter den Tscherkessen zu bekommen, griff das Krimkhanat seit dem 15. Jahrhundert zum ungewöhnlichen Mittel der Zwangsislamisierung, wobei tscherkessische Orte für zwölf Jahre besetzt wurden, Priester des christlich-paganen Mischkultes vertrieben oder getötet, Moscheen errichtet und der Islam gepredigt wurde. Seit dem 17. Jahrhundert ist diese Praxis nicht mehr überliefert, die Mehrheit der Konversionen, die noch im 18. Jahrhundert nur einen kleineren Teil der Tscherkessen erreicht hatte, war nicht erzwungen.

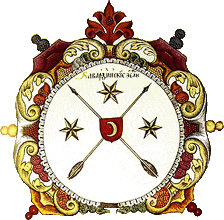
Wappen des Fürsten der Kabarda im 18./19. Jahrhundert

Während dieser Konflikte kam es unter den Tscherkessen im 15. Jahrhundert zu Ansätzen einer politischen Zentralisierung. Mehrere Stämme sammelten sich unter der Führung des tscherkessischen Fürsten Inals des Großen (anderer tscherkessischer Beiname nef=„der Schielende“) zur erfolgreichen Abwehr des Krimkhanats und der Osmanen. Angaben über ihn stammen vorwiegend aus mündlich überlieferten tscherkessischen Erzählungen, zeitgenössische Quellen bestätigen aber seine Existenz. Nach den Angaben des katholischen Missionsbischofs Johannes de Galonifontibus (Jean de Gaillefontaine) könnte er ein Sohn, nach anderen Quellen ein anderer Verwandter des burdschi-mamlukischen Sultans (siehe nächstes Kapitel) al-Aschraf Sayf ad-Din Inal gewesen sein und bündelte erfolgreich den Widerstand gegen äußere Gegner. Als er versuchte, seine Macht zu konsolidieren, sollen viele Stämme von ihm abgefallen sein, und schließlich unterlag seine Fürstenpartei im Krieg gegen ihre Gegner. Inal soll anschließend den Stamm der Kabardiner auf seiner Expansion nach Osten geführt und das einzige tscherkessische Fürstentum Kabarda (älterer deutscher Name „Kabardei“) begründet haben, das die Dominanz im mittleren Nordkaukasien erlangte. Durch diese Expansion entwickelten sich die Kabardiner zum größten Tscherkessenstamm. Die übrigen westlichen Tscherkessen blieben in staatenloser Gesellschaft.

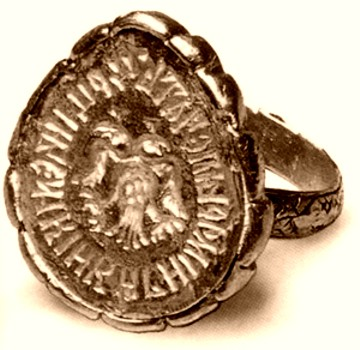
Siegelring Maria Temrjukownas

Auf Inals Tod folgte bis ins 16. Jahrhundert eine Phase interner Konflikte um den Rang des Fürsten der Kabardiner. Danach erreichte die Kabarda unter Inals Urenkel Temrjuk dem Großen (gest. um 1571) den Höhepunkt der Macht und beherrschte auch die Mehrheit der anderen nordkaukasischen Sprachgruppen. Der Einfluss Kabardas reichte unter Temrjuk bis zur Mündung des Terek, diese östlichen Gebiete gingen aber später wieder verloren. Im 15. bis 19. Jahrhundert hatten die politisch uneinheitlichen Tscherkessenstämme also eine dominierende Stellung im Nordkaukasus mit Ausnahme Dagestans und des Siedlungsgebietes der Tschetschenen, und sie bildeten auch die mit Abstand größte Sprachgruppe Nordkaukasiens. Die Kabarda wurde ein entwickeltes Staatswesen und beherrschte politisch, wirtschaftlich und kulturell Teile Nordkaukasiens. Gegen den Druck des Krimkhanats suchte Temrjuk Bündnisse zum Zarentum Russland, das sich seit Iwan IV. dem Schrecklichen nach der Eroberung der Khanate von Kasan und Astrachan als neue Macht im Vorland des Kaukasus etablierte. Seine Tochter Maria Temrjukowna (tscherkessischer Name eigentlich Kutschenej) war eine der Ehefrauen Iwans IV. und mehrere von Temrjuks Söhnen stellten sich mit ihrem Anhang in die Dienste Russlands und begründeten das russische Fürstenhaus Tscherkasski, dem sich bis ins 19. Jahrhundert weitere Nachkommen der Fürsten der Kabarda anschlossen. Während die Tscherkasski und Bekowitsch-Tscherkasski zu den Fürstenfamilien, damit zum Hochadel Russlands gehörten, existieren auch im niederen Adel des Fürstentums Moldau und seit 1562 auch im zahlreichen polnischen Adel einzelne Familien mit tscherkessischen Ursprüngen. Obwohl sich tscherkessische Verbände gern auf sie berufen, existieren heute praktisch keine Verbindungen nach Tscherkessien, wie schon bei einigen historischen Persönlichkeiten zu deren Lebzeiten, z. B. die tscherkessische Fürstentochter und Gesellschaftsdame Charlotte Aïssé, die als Kleinkind verkauft wurde, oder Carlo de' Medici (1430–1492), unehelicher Sohn Cosimo de’ Medicis und einer tscherkessischen Sklavin.
Im 17. Jahrhundert spaltete sich das Fürstentum durch Erbteilung in die westliche „Große Kabarda“ und die östliche „Kleine Kabarda“. Zur gleichen Zeit, seit dem 16. Jahrhundert, unterwarfen sich Stämme am Kuban dem Krimkhanat, während die übrigen ohne politische Bündnisse zu Russland, zur Krim oder den Osmanen blieben.
Seit der Zeit innerrussischer Wirren, der Smuta in der ersten Hälfte des 17. Jahrhunderts, ging der russische Einfluss bis zum 18. Jahrhundert in Nordkaukasien zurück, während das neue Nomadenvolk der Kalmücken im nördlichen Vorland expandierte und Russland zeitweilig von Nordkaukasien trennte. In dieser Zeit suchten zuerst die Kleine Kabarda und danach die Große Kabarda Bündnisse mit dem Krimkhanat. Damals begann die Konversion der Oberschicht, der Fürsten und des Adels der Kabardiner zum Islam, während die Religion sich zur gleichen Zeit auch unter den nordwestlichen Stämmen weiter ausbreitete. Einige Mitglieder der Girej-Familie, der Herrscherfamilie des Krimkhanates, die als Nachkommen Dschingis Khans respektiert wurden, erlangten im Nordkaukasus gesellschaftlichen Einfluss.

### Tscherkessen außerhalb Tscherkessiens bis zum 19. Jahrhundert
Als Händler und Kaufleute, häufiger als Kriegsgefangene und Sklaven, hatten Tscherkessen immer wieder Außenkontakte. Im Vorland Nordkaukasiens verlief seit dem Mittelalter eine Handelsstraße von Osteuropa und den Handelsstädten der Krim (wie Kaffa oder Sudak) nach Derbent und weiter nach Persien und Indien oder China. Von der Krim oder der nordkaukasischen Küste verliefen Seewege nach Anatolien. Tscherkessische und vorher zichische und kerketische Händler handelten vor allem mit Pökelfisch und -fleisch, Schaffellen und Wolle, Holz und Erzeugnissen des einheimischen Handwerks, darunter Bastmatten und Textilien oder Gold-, Silber- und Waffenschmiedearbeiten.

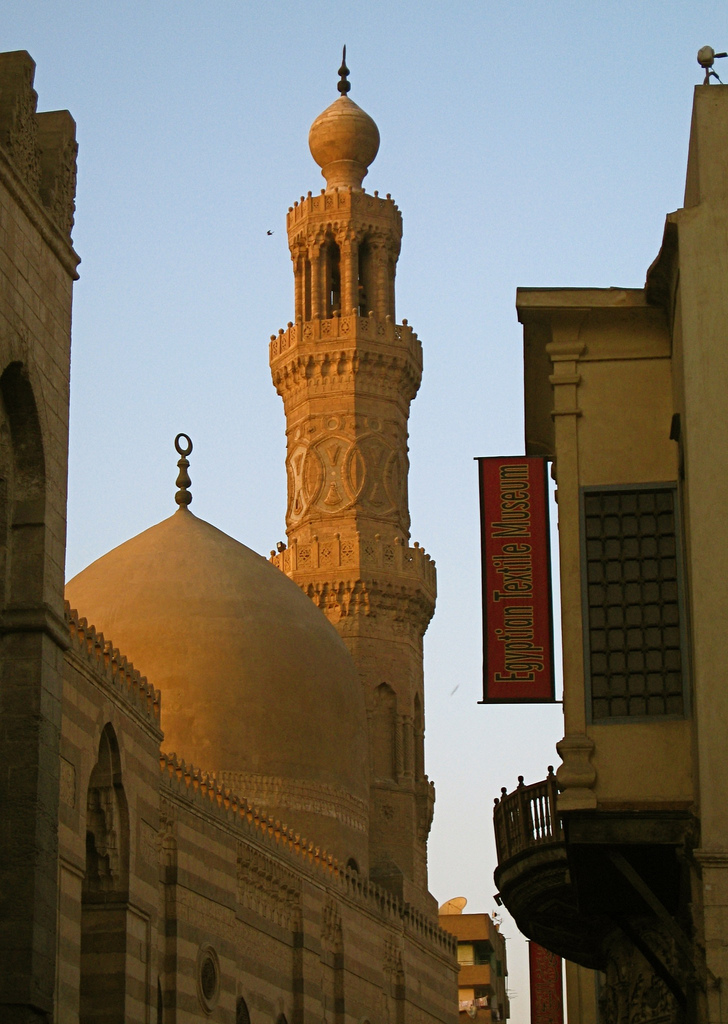
Grabkomplex mit Moschee und Madrasa des ersten Sultans der Burdschi-Dynastie, Barqūq (1382–1399) in Kairo

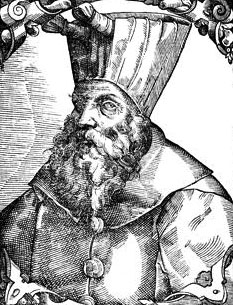
Al-Aschraf Qansuh al-Ghauri (1501–1516), der vorletzte Sultan der Burdschi-Mamluken, zeitgenössischer Stich von Paolo Giovio

Seit der Antike bis in die Neuzeit war der West- und Nordkaukasus daneben eines der Herkunftsgebiete gefangener Sklaven für den Sklavenhandel ins Mittelmeergebiet und nach Persien. Einige als Haremsfrauen – mehrere osmanische Herrscher hatten tscherkessische Mütter –, andere als Militärsklaven. Der Einfluss von Tscherkessen war auch am Osmanischen Hof in Istanbul stark; im 19. Jahrhundert waren viele Haremsbewohnerinnen Tscherkessinnen, die als Schönheitsideal galten. Aufgrund der wenig kodifizierten Nachfolgeregelungen der Sultane und Kalifen waren tscherkessische Adelige und teils Sklavinnen oft auch Mutter des nächsten Sultans. Innerhalb des kaiserlich osmanischen Haushaltes war dann die Mutter des jungen Sultans, die Valide Sultan, eine machtvolle Person, die ohnehin die Häuslichkeit des Kalifen regierte, und darüber hinaus in einigen Phasen die wahre Macht innehatte.
In mehreren islamischen Reichen wurde die Armee und Verwaltung – beides war in traditionellen orientalischen Reichen verbunden – aus Militärsklaven gebildet (arabisch Mamluken, persisch gholām), die zu militärischen und politischen Eliten aufstiegen. In einigen Reichen stiegen sie bis zum Sultan auf, so im ägyptisch-syrischen Mamlukenreich 1252–1517, das 1279–1382 von Sultanen der Bahri-Mamluken und 1382–1517 der Burdschi-Mamluken regiert wurde. Beide Dynastien waren im Allgemeinen keine erbliche Familiendynastien, sondern zwei Fraktionen innerhalb der Mamluken dieses Reiches. Die Bahri-Mamluken hatten ihr militärisches Ausbildungszentrum auf der Nilinsel Roda (im Bahr an-Nil = „Nilstrom“), die Burdschi-Mamluken dagegen in der Zitadelle von Kairo (Burdsch al-Qāhira = „Turm von Kairo“). Die Bahri-Mamluken waren meist Kumanen aus Mittelasien, die Burdschi-Mamluken werden dagegen in Quellen meist als Zichi, später Tscherkessen bezeichnet. Auf den Tod eines der Mamluken-Sultane folgten oft blutige Nachfolgekämpfe zwischen den Fraktionen der Mamluken und auch zwischen den Kommandeuren der Fraktionen, wobei sich nur selten die Söhne durchsetzten. Oft waren die Nachfolger andere Befehlshaber der Mamluken, 1382–1517 behaupteten sich die Burdschi-Mamluken, die meist tscherkessischer Herkunft waren. Auch nach der Eroberung durch das Osmanische Reich 1517 hatten die Mamluken in der Provinz Ägypten bis 1811 eine bestimmende Rolle, waren aber zunehmend verschiedener, neben türkischer und tscherkessischer auch georgischer, albanischer u. v. a. Herkunft. Weil das Adyge Chabse das Alleinerbe des ältesten Sohnes, in einigen Regionen auch des nächstjüngeren Bruders vorschrieb, gibt es Berichte, dass sich einige jüngere Söhne verkaufen ließen, um in der Fremde Karriere zu machen. Oft war die Versklavung aber eine Folge von Kriegsgefangenschaft. Bis ins 19. Jahrhundert gab es in der ägyptischen Oberschicht neben anderen auch tscherkessische Zuwanderer, die zuletzt oft keine Sklaven mehr waren.

### Kaukasuskrieg und Deportation

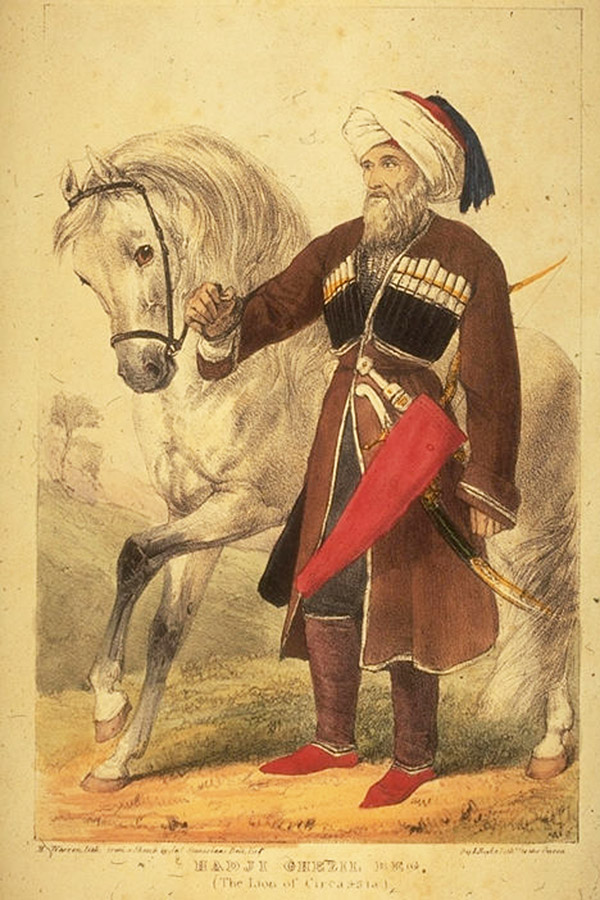
Kysbetsch Tughusique (Scheretluko) (Tscherkessisch: ШэрэлIыкъо Тыгъужъыкъо Къызбэч=Scherelh'yqwe Tyghwyschyqwe Qysbetsch) war einer der tscherkessischen Heerführer. Er starb 1840 an Kriegsverletzungen. Schon sein Vater hatte Ende des 18. Jahrhunderts gegen Russland gekämpft. Bild von James Stanislaus Bell.

Seit dem 18. Jahrhundert expandierte das Russische Kaiserreich erneut ins nördliche Vorland des Kaukasus und schließlich nach Transkaukasien. Anders als im 16. Jahrhundert folgten zunehmende kriegerische Konfrontationen mit der Mehrheit der Tscherkessen und anderer Bewohner Nordkaukasiens und des Großen Kaukasus. Die Kampfhandlungen steigerten sich zum Kaukasuskrieg des 19. Jahrhunderts, der erst 1864 mit der Eroberung der letzten Gebiete im Großen Kaukasus endete.

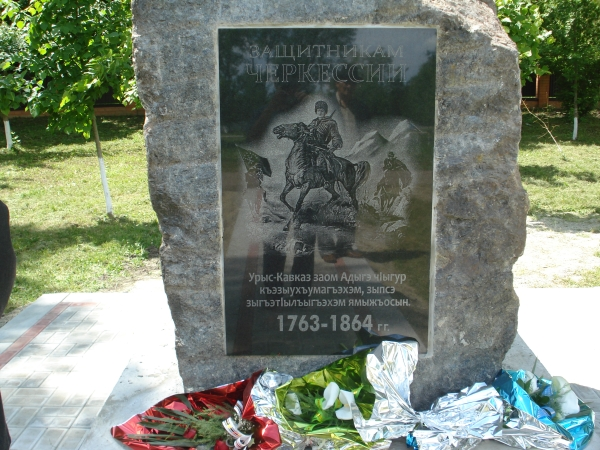
Denkmal des Kaukasuskrieges in Maikop mit der bei tscherkessischen Historikern häufigen Datierung 1763–1864

Der Eroberungskrieg Russlands gegen den erbitterten Widerstand kaukasischer Völker begann für einige tscherkessische Autoren 1763, als einige Tscherkessen die russische Festung Kisljar und kurz darauf die Festung Mosdok angriffen, weil sie die Errichtung der Kaukasuslinie, die sie von ihren Winterweiden trennte, verhindern wollten, worauf Russland mit ersten Feldzügen nach Tscherkessien und Kabarda antwortete. Für andere Autoren begann er mit dem Frieden von Küçük Kaynarca 1774, als das Krimkhanat und die beiden Kabarda-Fürstentümer zu Protektoraten Russlands wurden, oder 1801, als Russland die Umgebung der Georgischen Heerstraße von Mosdok über Wladikawkas nach Tiflis annektierte. Die meisten Autoren setzen den Beginn des Krieges 1817 an, als sich die Feindseligkeiten soweit steigerten, dass der russische Vizekönig Kaukasiens Alexei Jermolow die Eroberung des gesamten Kaukasus zum Kriegsziel erhob.
Für die Tscherkessen begannen die Kriege bereits, als sich Mitte des 18. Jahrhunderts eine Fraktion der nomadischen Nogaier vor den von Russland angesiedelten Wehrbauern, den Kosaken, in die Region südlich des Kuban zurückzog und dabei den Tscherkessenstamm der Adamijer besiegte. Die Kuban-Nogaier waren später an den Kämpfen um die Unabhängigkeit auf tscherkessischer Seite beteiligt. Bald darauf eroberten die Kubankosaken die Taman-Halbinsel vom Stamm der Schanejer. Die beiden Kabarda-Fürstentümer wurden 1825 annektiert. Während es hier in den Jahren um 1774 sehr heftige Widerstände der pro-krimtatarischen Partei der Kabardiner gegen Russland und die pro-russische Partei gab, war nach der Annexion der Widerstand hier nur noch gering. Im 19. Jahrhundert kämpften vor allem die westlichen Tscherkessenstämme, die entweder von führenden Fürsten oder gewählten Kriegsführern befehligt wurden, noch um ihre Unabhängigkeit.

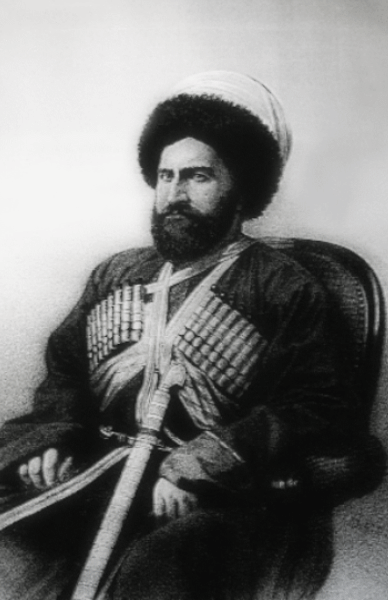
Muḥammad al-Amīn, der Statthalter Schamils für den Westkaukasus.

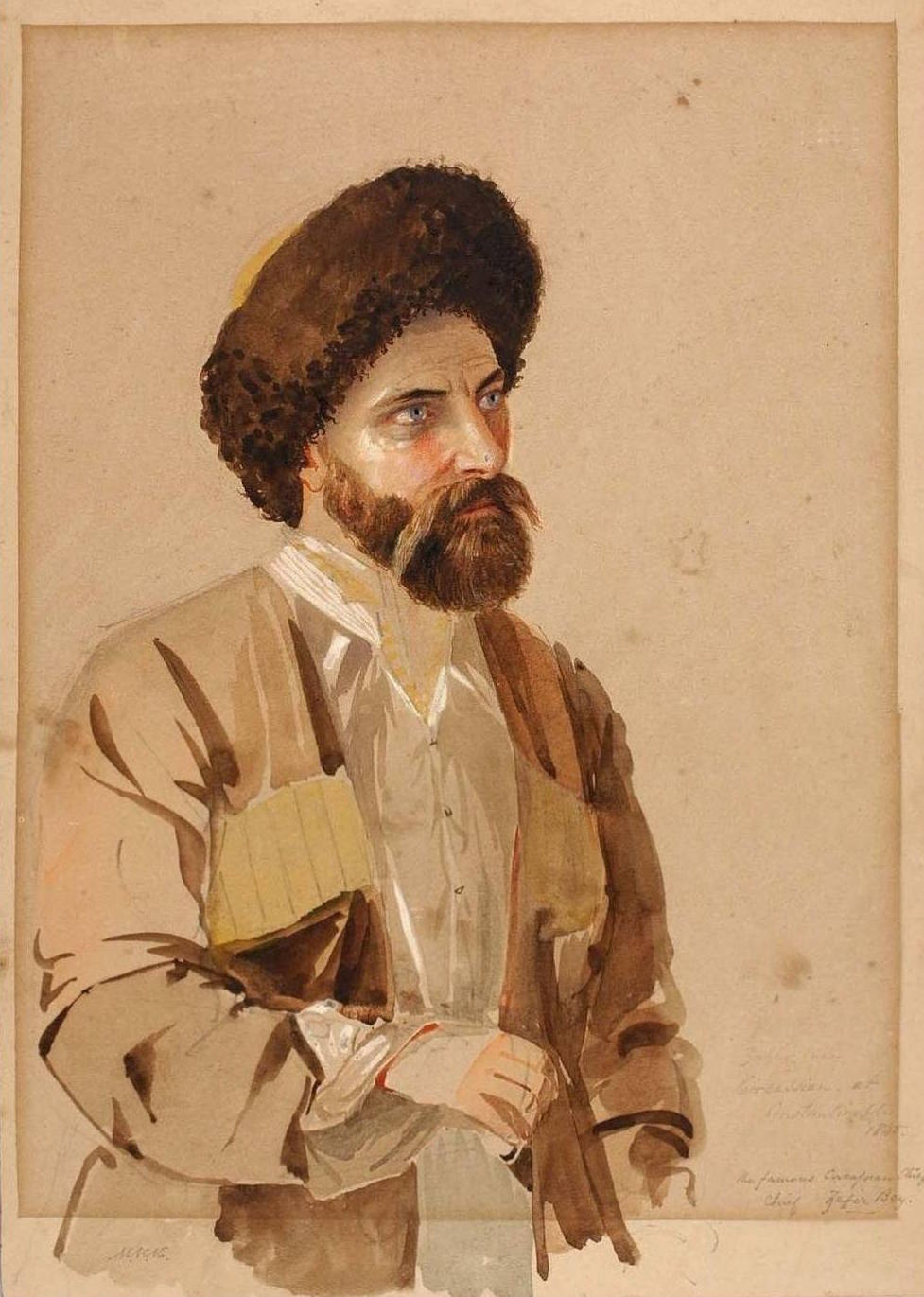
Sefer-bey San(uqo), pro-osmanischer Befehlshaber und Gegenspieler von Muḥammad al-Amīn

Ab ca. 1827/29 vereinigten sich viele nordostkaukasische Völker (Tschetschenen und Dagestaner) unter Ghazi Muhammad, danach Hamsat Bek und schließlich Imam Schamil zum islamischen Aufstand gegen die Expansion Russlands und erschwerten so dem Russischen Kaiserreich die Eroberung. Schamil wurde 1859 von den russischen Truppen gefangen genommen, was den tschetschenisch-dagestanischen Widerstand brach. Im Nordwestkaukasus spielte dieser sogenannte Muridenkrieg aber nur zeitweilig eine Rolle. Er wurde von Schamils Statthalter für den Westkaukasus Muḥammad al-Amīn befehligt. Ihm gelang es 1848–1851, die meisten Bjedughen, Schapsugen, und kleinere Teile der Natchuajer und Ubychen und die Mehrheit der turksprachigen Karatschaier und Balkaren hinter sich zu bringen. Sein Rivale war der vom Osmanischen Reich unterstützte Ṣaffār-bey (Sefer-bey San(uqo)/Seferbiy Saneqo), der ab 1845 die meisten Natchuajer und Abadsechen hinter sich hatte. Beide zeitweilig bedeutenden überregionalen Befehlshaber gerieten aber in den 1850er Jahren in die Defensive und wurden 1859 besiegt, wobei sich Muḥammad al-Amīn ergab und Ṣaffār-bey umkam. Die meiste Zeit des Krieges wurden die tscherkessischen Stämme von Kriegsführern angeführt, die von Schamil oder vom Osmanischen Reich unabhängig waren.
Nach Schamils Kapitulation konnte die russische Armee ihre vereinigten Kräfte auf die im Westkaukasus beheimateten Tscherkessen und Abchasen richten. Seit 1861 koordinierte den Widerstand der letzten noch gegen Russland kämpfenden Stämme der Abadsechen, Schapsugen und Ubychen und einiger Abasinen der gemeinsame Madschlis, der an der Stelle des heutigen Sotschi tagte. Das damalige Dorf Sotschi wird daher von einigen Tscherkessen als letzte Hauptstadt bezeichnet. Die letzten Gefechte wurden oberhalb von Sotschi mit der Schlacht von Kbaade am 21. Maijul. / 2. Juni 1864greg. beim heutigen Krasnaja Poljana ausgetragen. Der 21. Mai 1864, an dem eine erste Siegesparade auf der Lichtung des heutigen Krasnaja Poljana abgehalten wurde, gilt offiziell als Kriegsende. Die Kämpfe der letzten Jahre waren ein vernichtender Höhepunkt des Kaukasuskrieges.

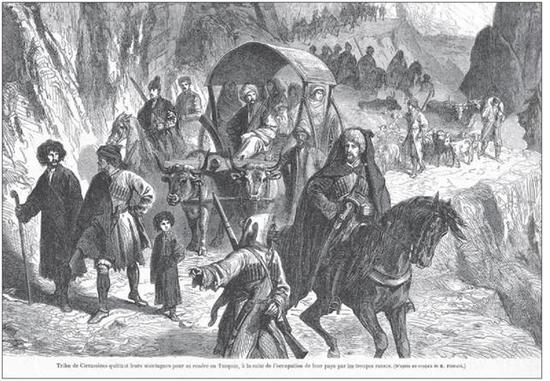
Kaukasische Flüchtlinge. Künstlerische Darstellung.

Nach dem Krieg wurden die Tscherkessen aus ihrer Heimat vertrieben oder an den Kuban umgesiedelt. Etwa 500.000 bis 1.000.000 Tscherkessen, Abchasen und andere Kaukasier wurden über das Schwarze Meer ins Osmanische Reich zwangsverschifft, sogenannte Muhadschire. Dabei kamen nach Schätzungen über 100.000 Vertriebene um. Der Anteil der Tscherkessen wird auf 600.000 geschätzt. Die zurückgebliebenen fast 100.000 westlichen Tscherkessen und Abasinen wurden in festgelegte Ansiedlungsgebiete am Kuban außerhalb des Gebirges umgesiedelt. Im übrigen Westkaukasus wurden nichttscherkessische Siedler zugelassen, nur zwischen Sotschi und Tuapse konnten sich ab 1878 einige schapsugische Dörfer etablieren.
Während einige ältere russische Literatur diese Ereignisse beschönigend als Umsiedlung und Aussiedlung charakterisiert, bezeichneten zuerst tscherkessische Verbände die Kampfhandlungen am Ende des Krieges und die Deportation als Genozid, der Streit zwischen Vertretern beider Standpunkte hat manchmal politische Züge. Das Parlament Georgiens hat sie 2011 als Genozid eingestuft. In den letzten Jahren beschäftigt sich auch die akademische Genozidforschung damit, die aber noch zu verschiedenen Ergebnissen kommt. In einigen Maßnahmen werden zunehmend genozidale Züge gesehen.
Man vermutet, dass sich eine tscherkessische Identität über die Stammesgrenzen hinaus erst während des langen Krieges bildete oder verstärkte, jedenfalls in der Oberschicht. So wurde z. B. die tscherkessische Flagge von einem tscherkessischen Bekannten James Stanislaus Bells anfangs mit sieben Sternen für Adelsgeschlechter entworfen und, dadurch international bekannt, gelegentlich vom Madschlis nun mit zwölf Sternen verwendet, aber erst 1993 als Nationalflagge festgelegt.
Auch die Islamisierung wurde durch den langen Krieg wohl verstärkt. Während Mitte des 18. Jahrhunderts noch weniger als die Hälfte der Tscherkessen Muslime waren, bekannten sich 1864 fast alle, bis auf eine kleine Gruppe bei Mosdok zum Islam.

## Geschichte ab 1864

### Osmanisches Reich

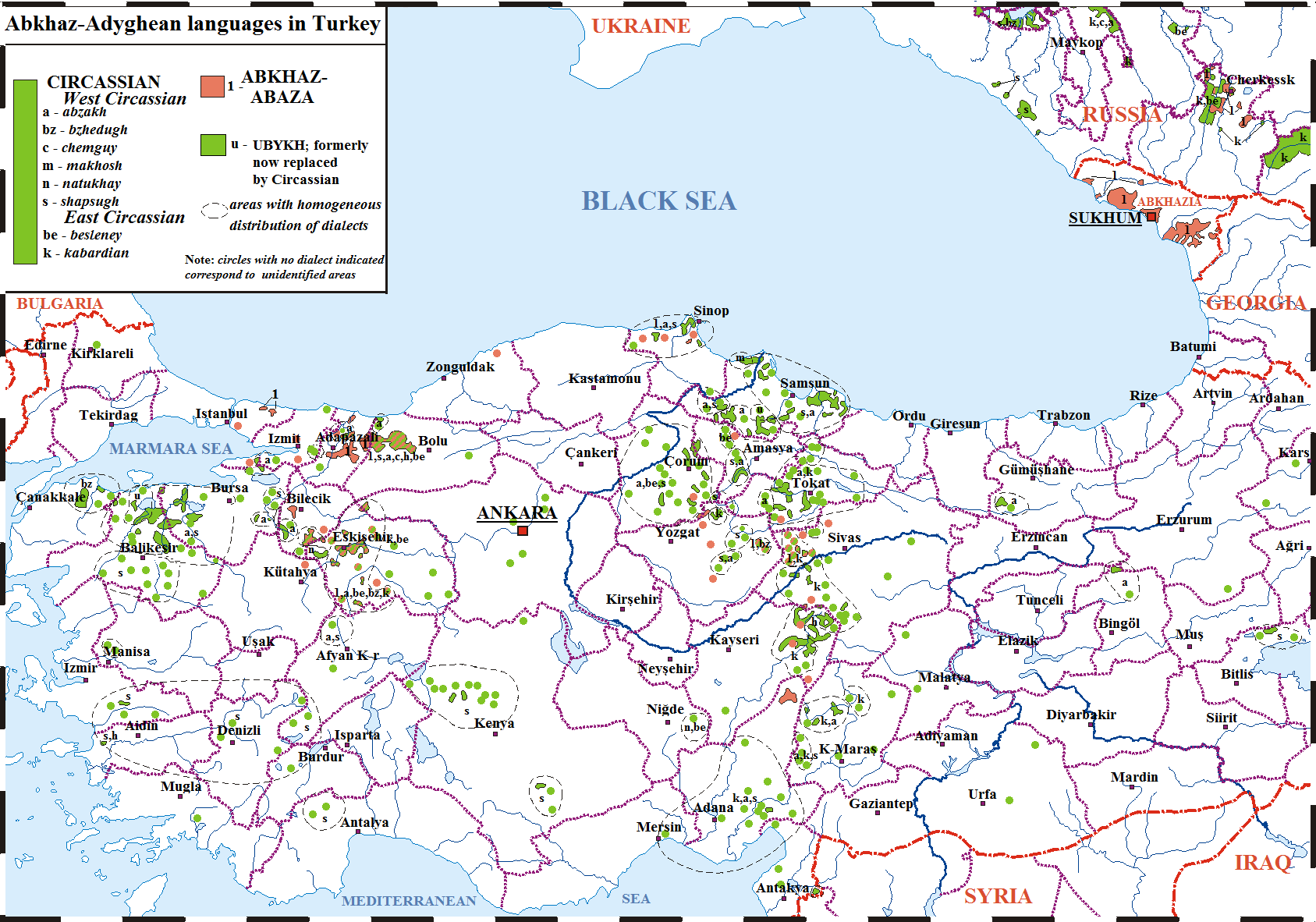
Tscherkessen (grün) und Abchasen und Abasinen (rot) in der heutigen Türkei.

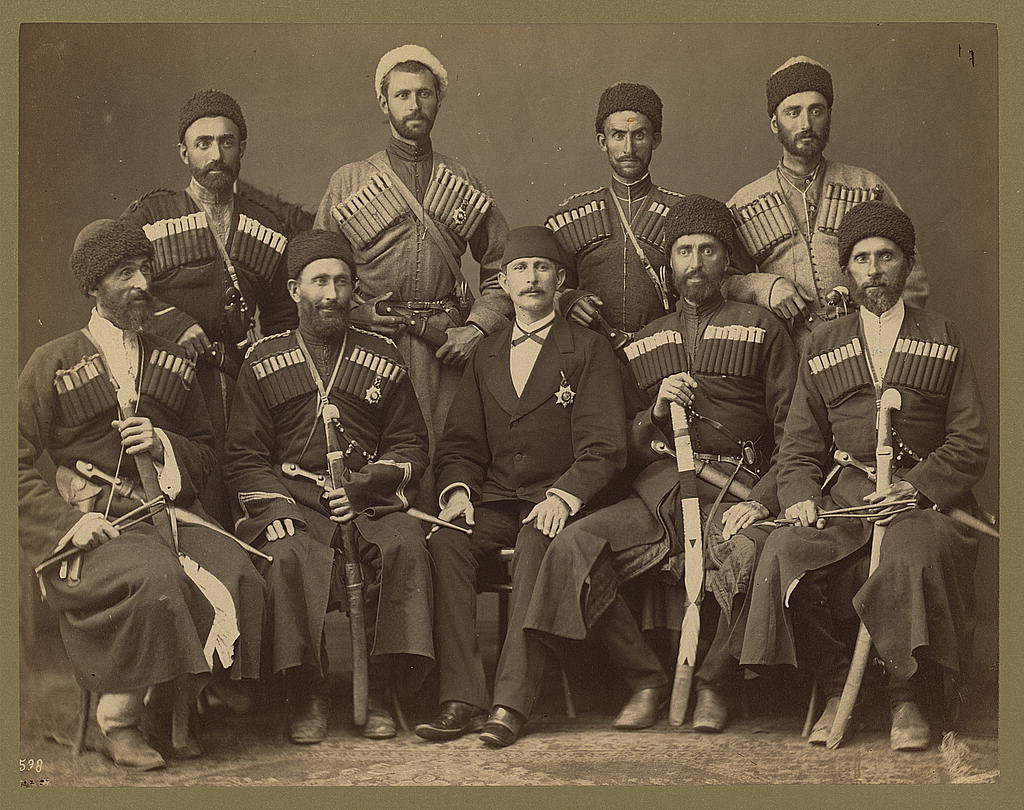
Tscherkessen im Osmanischen Reich zwischen 1880 und 1900. Die Person vorn in der Mitte ist nach Kleidung und Orden wohl ein osmanischer Beamter. Foto der osmanischen Hoffotografen Abdullah Frères.

Der Vertrag zwischen dem Russischen und Osmanischen Reich 1860 über die kaukasischen Flüchtlinge sah vor, sie abseits der Grenze von Samsun aus südlich bis Zentralanatolien anzusiedeln. Die osmanischen Behörden hatten aber wenig Interesse, die als kriegerisch bekannte Bevölkerungsgruppe vollkommen zu konzentrieren. Stattdessen wurden sie auch als irreguläre Grenzsicherung und als Gegengewicht gegen national unruhig werdende christliche Untertanen und rebellische kurdische und arabische Stämme eingesetzt.

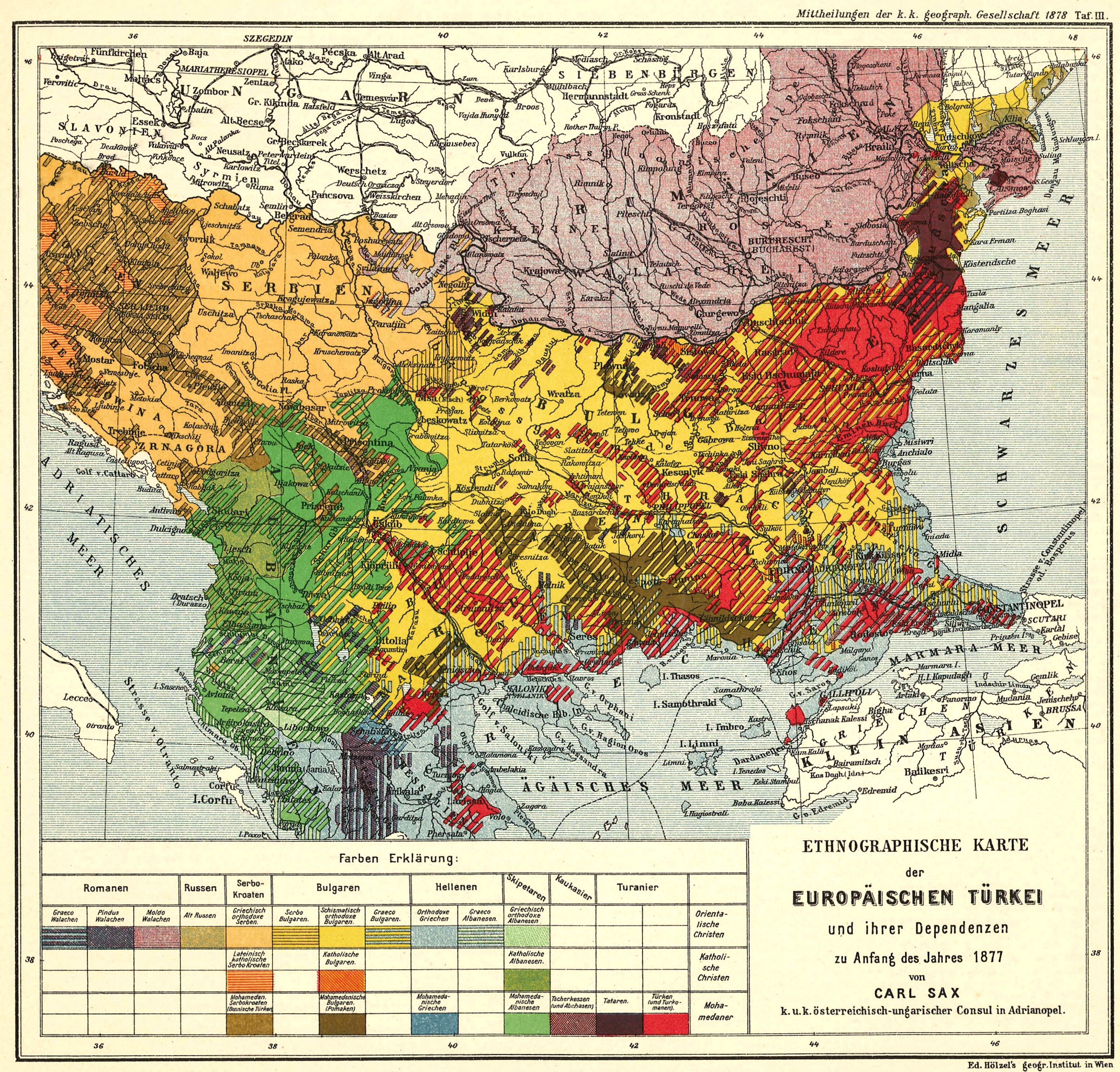
Ethnographische Karte des europäischen Teils des Osmanischen Reiches und autonomer Gebiete 1877 von dem österreichisch-ungarischen Konsul Carl Sax. Tscherkessen, Abchasen u. a. Kaukasier: violett karierte Schraffuren.

Die Ansiedlungen geschahen teilweise auch gegen den Willen der kaukasischen Muhadschire. Die Vorfahren der Kosovo-Tscherkessen wurden bspw. von Samsun über Istanbul nach Saloniki weitergeleitet, in dessen Hinterland sie freies Ackerland vorfanden und beabsichtigten, sich anzusiedeln, während die osmanische Verwaltung sie nördlich in der Nähe der Grenze zu den formal autonomen Fürstentümern Rumänien und Serbien haben wollte. Nach Niederschlagung eines Aufstands durch die osmanische Armee wurden sie mit der neuen Eisenbahn Saloniki-Priština in ihre späteren Siedlungsgebiete transportiert. Somit wurden neben dem Hauptansiedlungsgebiet südlich von Samsun weitere Dörfer auf der Balkanhalbinsel und in Ostanatolien gebildet.
In den ersten Jahrzehnten waren die Muhadschire schlecht integriert, ihre landwirtschaftlichen Kenntnisse aus dem Kaukasus nutzten in der neuen Umgebung oft wenig, weshalb es immer wieder zu Landkonflikten und anderen Auseinandersetzungen mit der umgebenden Bevölkerung kam. Diese Konflikte gaben den Großmächten, die sich als Schutzmächte der osmanischen Christen betrachteten, Anlässe zu Interventionen im Osmanischen Reich. Auf den Russisch-Osmanischen Krieg 1877/78 und den Berliner Kongress folgte deshalb eine weitere Flucht- und Umsiedlungswelle von der Balkanhalbinsel, besonders aus den nun rumänischen Küstengebieten, aus dem neuen autonomen Fürstentum Bulgarien und aus Ostrumelien. Nur im Kosovo, den nun südserbischen Gebieten und dem europäischen Teil der Türkei blieben einige tscherkessische Dörfer erhalten. Ein Teil der tscherkessischen und kaukasischen Dörfer in Westanatolien und nahezu alle in Syrien, Jordanien und Palästina wurden erst ab 1878 gebildet.
Die hierarchische Gesellschaft einiger Stämme, deren Zerfall bereits im Kaukasuskrieg durch Rezessionen, einen Bürgerkrieg 1770–1790 unter den Abadsechen zur Beseitigung des Adels und seiner unblutigen Absetzung Anfang des 19. Jahrhunderts unter den Schapsugen begonnen hatte, konnte in der Diaspora-Gesellschaft nicht aufrechterhalten werden. Viele verarmte Adelige versuchten, mit dem Geld, das sie durch den Freikauf ihrer Leibeigenen und Sklaven erlangten, ihre Position zu verbessern. Es kam auch zu blutigen Kämpfen der zweiten Gruppe gegen den Adel, in die 1876/77 nahe Istanbul sogar die osmanische Armee eingreifen musste.

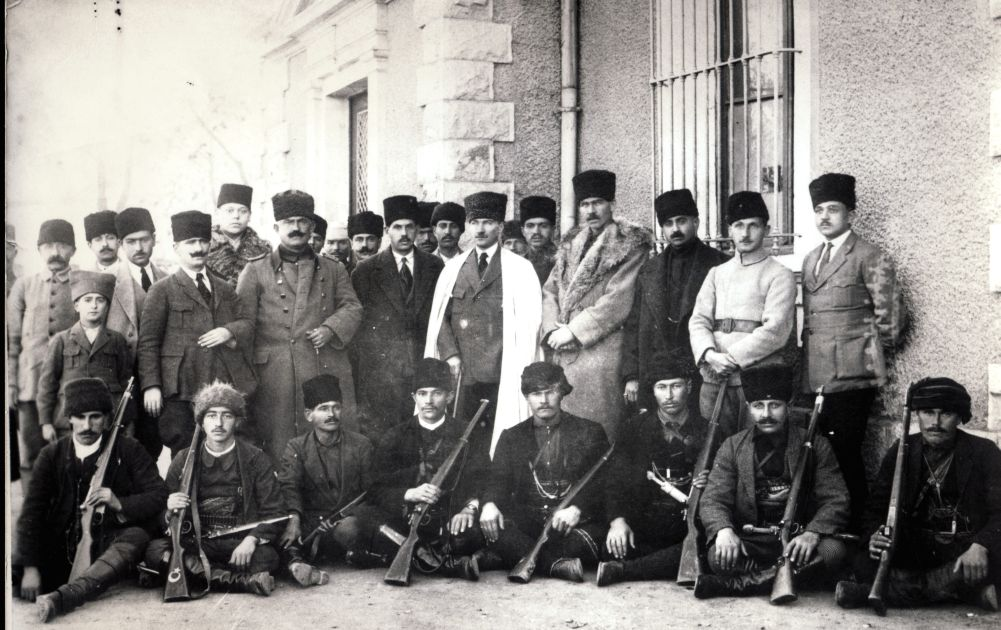
Çerkez Ethem (mit Pelzkragen) und Atatürk (mit weißem Umhang) mit Ethems tscherkessischen Männern der Kuvayı Milliye im Juni 1920

Bereits in osmanischer Zeit begann die Integration der Tscherkessen und übrigen Kaukasier in die Gesellschaft. Überproportional viele Tscherkessen waren in den Balkankriegen, im Ersten Weltkrieg und im Türkischen Befreiungskrieg in höhere Offiziersränge der osmanischen Armee und der folgenden türkischen Armee aufgestiegen, besonders in irregulären Truppen und in Kavallerieeinheiten. Bekanntestes Beispiel ist Çerkez Ethem (Ethem der Tscherkesse), der im Türkischen Befreiungskrieg Hilfsmilizen Atatürks befehligte, sich später aber mit ihm überwarf und im Exil starb. Ein Beispiel des Aufstiegs im Rahmen traditioneller dynastischer Beziehungen war die ägyptische Königin Melek Tourhan (1869–1956), die Ehefrau Hussein Kamils aus tscherkessischem Adel.

### Russisches Reich
Im Russischen Reich wurde die bei den Tscherkessen vorgefundene Sklaverei am 31. Juli 1864 verboten, Die Leibeigenschaft war seit 1861 im Reich abgeschafft. Die Ansiedlungsbeschränkungen für alle Nordkaukasier galten noch bis zur Revolution 1905.

Offiziere der Wilden Division am 31. August 1917 zur Zeit des Kornilow-Putsches mit Muhammad-Zahir Schamil, einem Enkel Imam Schamils (vorn in der Mitte).

Vom 19. Jahrhundert bis zur Wehrreform 1916 galten alle Nordkaukasier, wie auch Mittelasiaten und Steppennomaden als inarodzy (etwa „nicht zum (Staats-)Volk gehörend“). Im Gegensatz zu den narodzy (meist christliche Völker, aber auch z. B. Tataren und Aserbaidschaner) waren die inarodzy von der Wehrpflicht befreit, trugen aber eine höhere Steuerlast. Ein freiwilliger Eintritt in die russische Armee war erlaubt. Deshalb existierte seit dem 19. Jahrhundert eine kabardinische Freiwilligendivision, die Kabardiner hatten eine längere Tradition des Lebens in Russland hinter sich. Zu Beginn des Ersten Weltkrieges formierte man um sie herum die „Kaukasische Eingeborenen-Kavalleriedivision“, die in Anspielung auf ihre wenig disziplinierte, aber aggressive Kampfweise bald allgemein Wilde Division genannt wurde. Neben Kabardinern gehörten ihr Inguschen, Dagestaner, Aserbaidschaner, Tschetschenen und Westtscherkessen, aber auch einige Osseten, Karatschaier, Balkaren, Abchasen und Georgier an. Sie wurde vorwiegend an der Front gegen Österreich-Ungarn in den Karpaten eingesetzt und war eine der letzten Einheiten, die nach der Februarrevolution 1917 noch an der russischen Westfront blieb. Als deren Oberbefehlshaber Kornilow sie aber in Petrograd gegen die Revolution einsetzen wollte, war Hauptgrund des Scheiterns dieses „Kornilow-Putsches“, dass sich große Teile der Wilden Division politischen Einsätzen verweigerten. Viele kehrten auf eigene Faust in den Kaukasus zurück. Die Verhaftung einer anderen Einheit der Wilden Division durch die Bakuer Kommune war einer der Auslöser für die dortigen Märzkämpfe oder Märzmassaker von 1918.

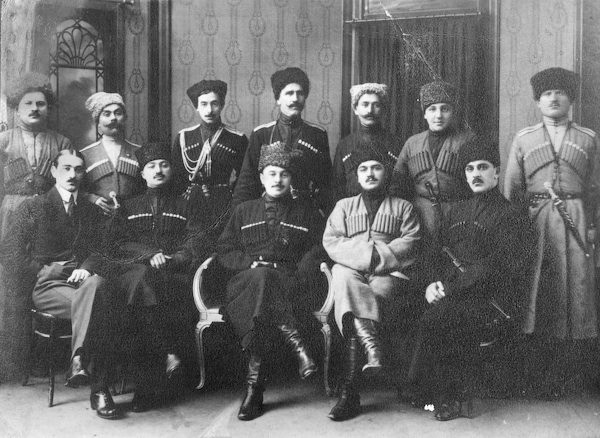
Die Regierung der Bergrepublik, 3. v.r. stehend Pschemacho Kozew

Während des sich anbahnenden Russischen Bürgerkrieges entstand im Nordkaukasus die autonome Bergrepublik, die vom Mai 1917 bis Februar/März 1919 existierte. Sie erklärte sich im Dezember 1918 unabhängig. Sie entstand als Zusammenschluss spontan gebildeter Nationalräte der Völker Nordkaukasiens von den Abchasen im Westen bis nach Dagestan im Osten, darunter auch dem kabardinischen Nationalrat. Die Regierung bestand aus den Vorsitzenden dieser Räte und einigen Adeligen und Sufischeichs. Für die Kabardiner saß der Jurist Fürst Pschemacho Kozew in der Regierung, seit Dezember 1918 der zweite und letzte Ministerpräsident. Die Westtscherkessen waren dagegen bald nicht mehr an der Bergrepublik beteiligt. Viele von ihnen verbündeten sich mit der autonomen Rada der Kubankosaken. Die Bergrepublik wurde letztlich von der Weißen Armee unter Denikin zerschlagen, die etwas länger bestehende „Republik Ter-Dagestan“ und das spätere „Imamat Kaukasus“ waren auf den Nordostkaukasus beschränkt und Tscherkessen beteiligten sich nicht. Ihr Gebiet blieb aber Kampfgebiet zwischen „Weißen“ und „Roten“ Truppen, bis sich die Roten, die Bolschewiki, Anfang 1920 durchsetzten. Die Zeit des Bürgerkrieges war die einzige Periode vor 1992, in der es zu einer begrenzten Rückwanderung aus dem ebenfalls zerfallenden Osmanischen Reich kam.

### Sowjetunion

#### Entstehung der Territorien
Im frühen Marxismus sah man Nationalfragen als künstlich neben den eigentlichen sozialen Fragen, doch bereits Lenin hatte vor dem Ersten Weltkrieg unterdrückte nationale Minderheiten den Arbeitern ideologisch gleichgestellt. Im Bürgerkrieg waren die Bolschewiki mit vielen nationalen Autonomie- und Unabhängigkeitsbewegungen konfrontiert; die Bergrepublik war dabei weniger bedeutend. 1917 versuchten sie, nationale Bewegungen durch Zusicherungen einzubinden, was ihnen meist nur bei sozialistisch eingestellten Flügeln der Bewegungen gelang. Nach ihrem Sieg im Bürgerkrieg beabsichtigten die Bolschewiki, ihre Versprechen einzulösen. Über die administrative Beantwortung der Nationalfragen kam es in den letzten Lebensmonaten Lenins zu einem Konflikt zwischen ihm und dem führenden Nationalitätenpolitiker Stalin, der schließlich zu Lenins politischem Testament gegen Stalin führte. Lenin strebte eine „Union der Sozialistischen Sowjetrepubliken Europas und Asiens“ mit Austrittsrecht an, weil er glaubte, sozialistisch entfaltete Völker hätten keine Konflikte. Stalin, der Nationalbewegungen und Nationalismen misstraute, wollte dagegen eine Russische Föderative Republik mit höchstens autonomen Republiken ohne Austrittsrecht. Ergebnis des Machtkampfes war schließlich die Gründung der Sowjetunion am 30. Dezember 1923 und ein kompliziertes Mischsystem aus Unionsrepubliken (SSR) mit formalem Austrittsrecht, ihnen untergeordneten Autonomen Republiken (ASSR) ohne Austrittsrecht, Autonomen Oblasten oder Gebieten (AO), die den Provinzen unterstanden und als kleinste Autonomie Nationalen Kreise (NO, deutsch auch NK).

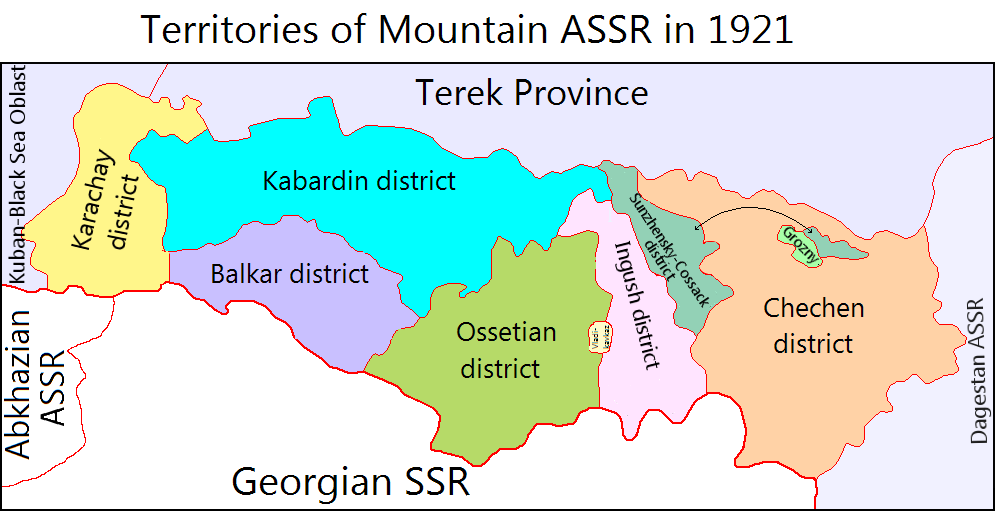
Die Berg-ASSR mit ihren Stadtkreisen und Nationalen Kreisen, darunter in blau auch der Kabardinische Nationale Kreis

Der Nordkaukasus wurde der russischen Unionsrepublik RSFSR zugeordnet, die dem heutigen Russland entspricht. Hier wurden anfangs neben der Dagestanischen ASSR auch die Berg-ASSR (Januar 1921–November 1924) als untergeordnete Autonome Republiken gegründet. Die Grenzen der Berg-ASSR richteten sich nach denen der vorherigen Bergrepublik ohne Dagestan und ohne das schon von der Bergrepublik am Ende nicht mehr beanspruchte Abchasien. Sie bestand aus den Stadtkreisen Wladikawkas und Grosny und sieben Nationalen Kreisen für die Karatschaier, Kabardiner, Balkaren, Nordosseten, Sunscha-Kosaken, Inguschen und Tschetschenen. Aus ihr wurde zuerst im September 1921 der Kabardinische NK als Autonome Oblast ausgegliedert, die im Januar 1922 mit dem nun ebenfalls ausgegliederten Balkarischen NK zur Kabardino-Balkarischen AO mit der Hauptstadt Naltschik vereinigt wurde. Sie wurde 1936 zur Kabardino-Balkarischen ASSR erhoben.

Karte Kaukasiens 1957 mit der ASSR Kabardino-Balkarien und den AO Karatschai-Tscherkessien und Adygeja

Westlich wurden zwei weitere AO für die Westtscherkessen am Kuban eingerichtet: die Tscherkessische Autonome Oblast mit der Hauptstadt Tscherkessk, die zur Region Stawropol gehörte, und die Adygeische Autonome Oblast mit der Hauptstadt Maikop in der Region Krasnodar. Im Januar 1922 wurde die Tscherkessische AO mit der Karatschaischen AO zur Karatschai-Tscherkessischen AO vereinigt, aber im April 1926 wurden beide Teile wieder getrennt; der tscherkessische Teil war bis zum April 1928 ein NK, danach eine AO. Im Januar 1957 wurden sie erneut zur Karatschai-Tscherkessischen AO vereinigt. Eine zeitweilige vierte Autonomie, ebenfalls innerhalb der RSFSR, war der 1924–1945 in der Nähe von Tuapse bestehende Schapsugische Nationale Rayon. Dementsprechend wurden die Tscherkessen in die offiziell so bezeichneten und gezählten Titularnationen der „Adygejer“, „Kabardiner“, „Tscherkessen“ und „Schapsugen“ aufgeteilt.
Tscherkessische Nationalverbände werfen heute der sowjetischen Nationalpolitik vor, eine Teilungspolitik der Tscherkessen betrieben zu haben. Die Teilung in mehrere Titularnationen war ungewöhnlich und kam im gesamtsowjetischen Vergleich nur bei den ähnlich sprechenden Turkvölkern vor, wobei auch hier fast immer historisch verankerte Verbandsgrenzen genommen wurden, die die Adygejer und Tscherkessen aber nicht waren. Eine Grenze zwischen Adygeja und Tscherkessien wurde vermieden, obwohl die Siedlungsgebiete eine Verbindung am Kuban um Armawir erlauben würden. Auch wurden im Gebiet zwischen den Titularnationen der Kabardiner und Tscherkessen nichttscherkessische Karatschaier angesiedelt, was auch hier eine Zusammenlegung unmöglich macht. Auswertungen sowjetischer Akten nach den Gründen dieser Politik liegen nicht vor.
Separate Identitäten der Titularnationen bildeten sich in sowjetischer Zeit nur begrenzt, am ehesten bei den Kabardinern, die eine andere Geschichte hatten. Die Zugehörigkeit zur Titularnation wurde eher im offiziellen Zusammenhang verwendet, ein Bewusstsein von Gemeinsamkeiten blieb erhalten. Das System war auch nicht gut zur Trennung geeignet, da bekannt war, dass die nun für zwei verschiedene Gruppen zu verwendenden Namen „Adygejer“ und „Tscherkessen“ nur die Fremdbezeichnung und Selbstbezeichnung derselben Gruppe waren. Auch dass es Angehörige des Stammes der Kabardiner gab, die aber nicht zur Titularnation der „Kabardiner“ zählten, sondern zu den „Adygejern“ oder „Tscherkessen“, oder Schapsugen, die nicht zur gleichnamigen Titularnation, sondern zu den „Adygejern“ zählten, förderte die Trennung nicht. Schließlich führte auch die Regelung, dass die „Kabardiner“ und „Tscherkessen“ die Kabardinische Schriftsprache zu verwenden hatten, die „Adygejer“ und „Schapsugen“ dagegen die Adygeische Schriftsprache dazu, dass ein Bewusstsein von Gemeinsamkeiten nicht verschwand.

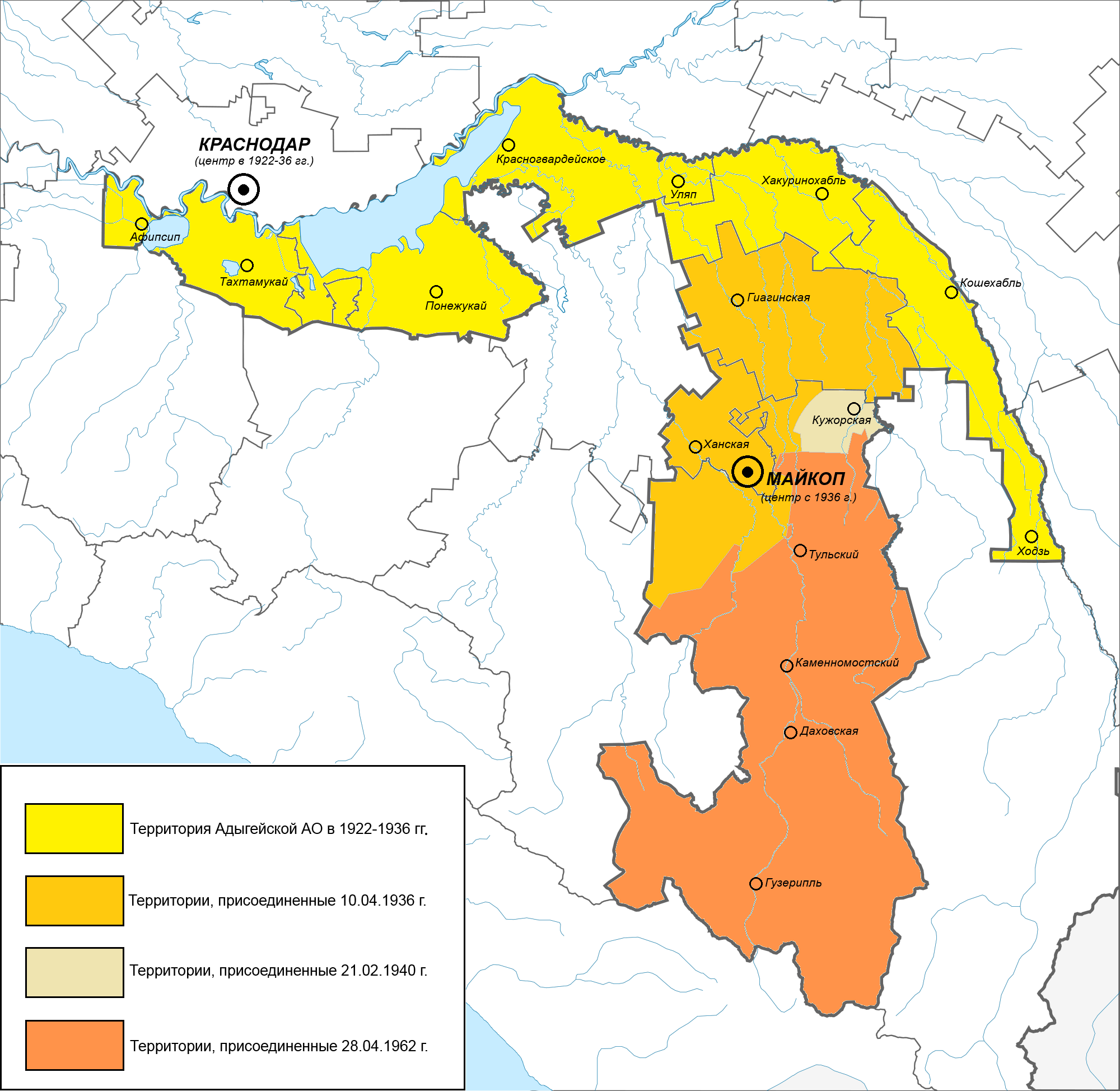
Territorium der Adygeischen AO 1922–1936 (gelb) und Erweiterungen 1936 (dunkleres gelb), 1940 (grau) und 1962 (rötlich)

Während der Schapsugische Nationale Rajon in Küstennähe 1945 aufgehoben wurde, erweiterte man in sowjetischer Zeit das Territorium der Adygeischen AO schrittweise 1936, 1940 und 1962. Dadurch wurden einige touristisch interessante Gebiete im Süden angegliedert, andererseits aber der russisch-ukrainische Bevölkerungsanteil von knapp 50 % auf über 60 % heraufgesetzt.

#### Nationsbildung: Korenisazija und ihre Beendigung
Die Zeit der Sowjetunion war, wie im gesamten Staatsgebiet, im Westkaukasus besonders in den ersten vierzig Jahren eine Ära grundlegender sozialer Umwälzungen und Modernisierungen. Sehr früh ging die sowjetische Verwaltung gegen die Tradition der Blutrache vor, die sie anfangs mit Hilfe der Ältesten beendete, später neben dem Besitz von Waffen verbot und die deshalb heute aus dem Alltag praktisch verschwunden ist. Seit den 1920er Jahren wurde beginnend mit der Gottlosenbewegung der Einfluss aller Religionen bekämpft und durch Erziehung zum Atheismus entstand und wuchs ein religionsloser Bevölkerungsanteil. Auch die Privilegien des tscherkessischen Adels und ihr größerer Landbesitz wurden in der Anfangszeit der Sowjetunion beseitigt.
Grundlegende Veränderungen gingen mit der frühsowjetischen Politik der Korenisazija („Einwurzelung“ von russ. koren „Wurzel“) einher, mit der die nationalen Minderheiten gefördert werden sollten. Zur Korenisazija gehörte neben der Bildung von SSRs, ASSRs, AOs und NKs der Versuch, eine dem regionalen Bevölkerungsanteil der Minderheiten entsprechenden Anteil in der Arbeiterschaft, unter KP-Mitgliedern, in der Staatsverwaltung und im Bildungswesen durch Quotenregelung herzustellen, die Schaffung neuer Nationalsprachen meist in lateinischer Schrift, die Festlegung von Nationalkulturen und Nationalhistorien und schließlich die Einführung der Schulpflicht und die schnelle Alphabetisierung der gesamten Bevölkerung, wobei möglichst jeder in seiner Muttersprache unterrichtet werden sollte („Sozialismus in 100 Sprachen“). Linguisten legten innerhalb der vielen Sprachen der Sowjetunion Dialekte als Grundlage der Schriftsprachen fest, bildeten lateinische Schriftzeichen für die Vokale und Konsonanten und verfassten Wörterbücher, Grammatiken, Schulbücher und Beispieltexte. Beim Tscherkessischen wie bei allen nordwestkaukasischen Sprachen ergaben sich Probleme aus dem besonderen Reichtum an Konsonanten (je nach Sprache und Dialekt fast 50 bis über 80 konsonantische Laute) und daraus, dass viele Laute in verschiedenen Wortpositionen und Beugungen verändert werden. Nach einer experimentalen Phase mit Zusatzbuchstaben in arabischer Schrift bis 1927 einigte man sich auf lateinschriftliche Zusatzbuchstaben und eine systematische Schreibung, die nicht immer der konkreten Aussprache entspricht (vgl. die nach Stellung im Wort variierende Aussprache der Buchstaben im Kabardinischen). Die Schulpflicht für Kinder und Erwachsene wurde 1930 eingeführt und bis in die 1960er Jahre wurde die Bevölkerung alphabetisiert. Komplizierter war die Bildung eines Berufsschul-, Oberschul- und Hochschulsystems in den Minderheitssprachen. Durch die Korenisazija wurde Tscherkessisch in den beiden Formen Adygejisch und Kabardinisch zum ersten Mal in der Geschichte überhaupt etablierte Schriftsprache. Diesen Maßnahmen folgte die Niederschrift und zum Teil Konstruktion von Nationalhistorien und Nationalkulturen, die als weiterer Teil der „Nationsbildung“ in Schulen gelehrt wurden. So wurden in der Zeit der Korenisazija die tscherkessische Variante des Narten-Epos, alte Geschichtserzählungen und Märchen, sowie die Bestimmungen des Adyge Chabse erstmals auch tscherkessisch niedergeschrieben. Die Bolschewiki, die selbst auf nationale Zugehörigkeit wenig Wert legten, kamen mit dieser Politik den Nationalidentitäten in Sprachgrenzen (die sie nicht hinterfragten) nicht nur entgegen, sie förderten und festigten sie bewusst. In einigen Regionen Mittelasiens und Dagestans, in denen man vorher in Grenzen des Stammes, der Herkunftsregion oder der Religionsgemeinschaft dachte, wurden die Identitäten faktisch erst erfunden. Bei den Tscherkessen hatte vor der Korenisazija wohl nur die Oberschicht eine gesamttscherkessische Identität entwickelt, Teile der einfachen Bevölkerung dachten noch eher in Stammesgrenzen.
Die Korenisazija wurde zunehmend von Repressionen Stalins gegen eingebildete oder tatsächliche nationalistische Abweichler in der Kommunistischen Partei begleitet, die sich über die Zwangskollektivierung der Landwirtschaft mit folgender Entkulakisierung bis hin zur Großen Terror-Säuberung Ende der 1930er Jahre steigerten. Während die Zwangskollektivierung in den kaukasischen Gebieten langsamer durchgeführt wurde, als in den fruchtbaren Gebieten der Ukraine, an der mittleren Wolga und noch in den benachbarten russisch-ukrainisch besiedelten Regionen des Nordwestkaukasus und somit weniger Hungertote forderte, waren die Gebiete nationaler Minderheiten von den folgenden Säuberungen wegen des Misstrauens gegen Nationalisten besonders stark betroffen. Parallel zu diesen Ereignissen wurde auch die Korenisazija 1932–1938 beendet. Ein Zuzug russischer Facharbeiter und Funktionäre in die Minderheitengebiete wurde wieder gefördert, die Quoten für Minderheiten aufgehoben und die Bedeutung des Russischen in der Schulausbildung deutlich angehoben. Ergebnis war, dass am Ende der Sowjetunion bis auf wenige Restgebiete praktisch die gesamte Bevölkerung auch fließend russischsprachig war. Auffällig war die Ersetzung lateinischer Alphabete für Minderheitensprachen durch neue kyrillische Alphabete 1937/38, so auch für Adygejisch und Kabardinisch. Daneben trat eine Propagierung der „Völkerfreundschaft“ und seit dem Zweiten Weltkrieg auch des „Sowjetvolkes“. Auch wurden Widerstände gegen die russische Expansion im 19. Jahrhundert nun nicht mehr als „antikolonialer Freiheitskampf“, sondern als „anachronistischer Widerstand gegen den Fortschritt“ bewertet. Trotzdem wurden nicht alle Elemente der Korenisazija-Politik beseitigt. Ein Recht auf die Pflege der Nationalsprachen, Nationalliteraturen und Nationalkulturen blieb erhalten, beispielsweise wurden die Kaukasustänze durch professionelle Tänzer und Komponisten weiterentwickelt. Auch die Schulbildung in den Minderheitensprachen blieb bestehen, wenn auch bei weniger bedeutenden Sprachen auf die Grundschule reduziert. Diese Reste ohne die Möglichkeit politischer Abweichung wurden unter dem Slogan „Kulturautonomie“ zusammengefasst, zu deren Charakterisierung es in der Sowjetunion den Witz gab: „Kulturautonomie ist das Recht, den Willen des Kreml auch in der eigenen Sprache zu sagen.“ Aber auch damit hatte die UdSSR eine weiter entwickelte Minderheitenpolitik, als die meisten Nachbarstaaten.

#### Zweiter Weltkrieg und Nachkriegszeit

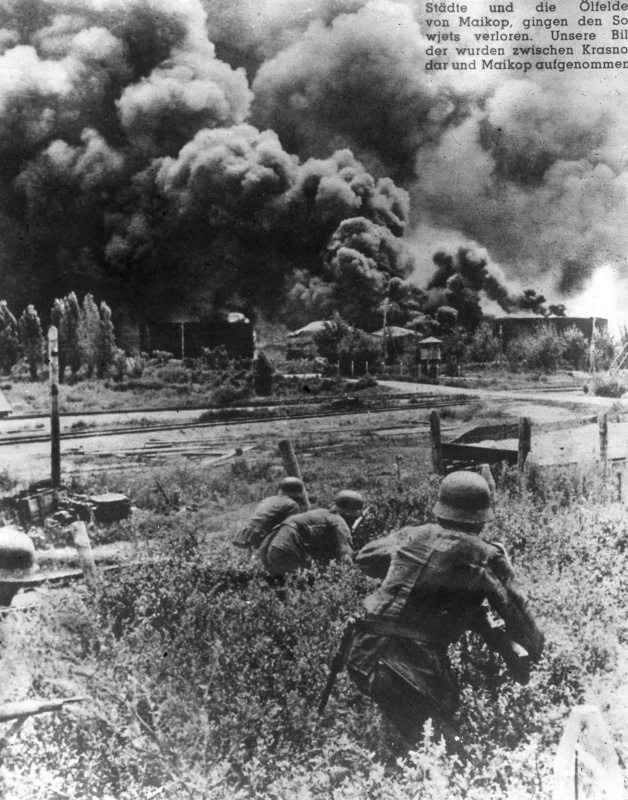
Wehrmachtssoldaten in den brennenden Ölfeldern von Maikop.

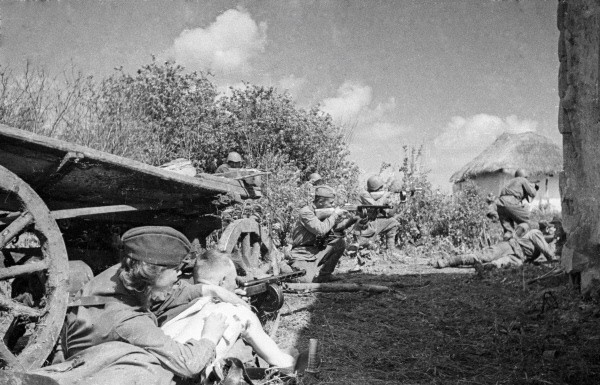
Sowjetische Soldaten im Nordkaukasus. Nach Baustil des Gebäudes im Hintergrund wahrscheinlich in einem tscherkessischen oder ukrainisch-kubankosakischen Dorf

Nach dem deutschen Überfall auf die Sowjetunion im Juni 1941 wurden im darauffolgenden Jahr auch die tscherkessischen Siedlungsgebiete zeitweilig in die Kampfhandlungen einbezogen. Im Unternehmen Edelweiß im Juni bis August 1942 eroberte die Wehrmacht den westlichen und mittleren Nordkaukasus mit dem Ziel, die Ölfelder von Baku zu besetzen. Die Offensive blieb aber unter heftigen Kämpfen im Großen Kaukasus stecken, während ein anderer Teil der Heeresgruppe Süd in der Schlacht von Stalingrad eingeschlossen wurde. Im Januar/Februar 1943 wurden die Eroberungen durch die Nordkaukasische Operation der sowjetischen Armee vollständig rückgängig gemacht. Obwohl die Wehrmacht eine sehr intensive Propaganda unter nationalen Minderheiten, besonders baltischen Völkern, Ukrainern, Kosaken, Steppenvölkern und kaukasischen Völkern („Kaukasuspropaganda“) entfaltete, um den Zusammenhalt der Sowjetunion zu schwächen, hatten sie damit – entgegen eigenen propagandistischen Behauptungen, die das Misstrauen Stalins verstärkten – nur begrenzten Erfolg. Einige Dorfsowjets versuchten, unter deutscher Herrschaft weiterzuarbeiten. Anfang 1943 bildeten sich regionale Aufstände gegen den Einmarsch der Roten Armee bei den südlich benachbarten Karatschaiern und Balkaren. Obwohl diese offenbar nicht direkt auf deutsche Initiative, sondern eher als spontaner Widerstand gegen die Reetablierung des stalinistischen Systems entstanden, wurden sie von der sowjetischen Führung als Kollaboration gewertet und 1943 alle Karatschaier, 1944 alle Balkaren nach Mittelasien oder in sibirische Lager des Gulag deportiert. Diese kompletten ethnischen Strafdeportationen betrafen am Ende des Weltkrieges auch die Krimtataren, Tschetschenen, Inguschen und Kalmücken, obwohl in allen Fällen die Zahl der Kollaborateure geringer war als die der Sowjetsoldaten oder Partisanen. Die karatschaischen und balkarischen Gebiete wurden zwischen der Georgischen SSR, dem Krai Stawropol, der Tscherkessischen AO und der nunmehrigen Kabardinischen ASSR aufgeteilt. Außerdem wurde eine Region um Mosdok, in der die Kabardiner die Minderheit stellen, der Nordossetischen ASSR zugeschlagen. Nach Stalins Tod wurden ab Mitte der 1950er Jahre alle deportierten Völker rehabilitiert und einige, darunter Karatschaier und Balkaren, durften in die alten Gebiete zurückkehren. Die Kabardino-Balkarische ASSR und die Karatschai-Tscherkessische AO wurden 1957 wiederbegründet, die Region um Mosdok blieb aber bei der Nordossetischen ASSR.
Wie die gesamte Sowjetunion wurden auch die tscherkessischen Siedlungsgebiete seit den 1930er Jahren industrialisiert, hier besonders mit Erzbergbau, Baustoffindustrie und Lebensmittelindustrie. Rund um Maikop in Adygeja wurden außerdem Ölfelder entdeckt, deren Erträge am Ende der Sowjetzeit rückläufig waren. Verglichen mit anderen sowjetischen Gebieten war der Nordkaukasus aber weniger industrialisiert. Außerdem entwickelte sich seit den 1920er Jahren allmählich der Tourismus mit Schwerpunkten an der Schwarzmeerküste und rund um den Elbrus. Das Siedlungsbild wurde in nachstalinistischer Zeit wie überall in der sozialistischen Welt stark vom Plattenbau geprägt. Grundsätzliche Neuentwicklungen waren in der zunehmend stagnierenden nachstalinistischen Gesellschaft kaum noch zu beobachten. Mit dem Nachlassen des stalinistischen Drucks auf die Gesellschaft entwickelten einige Historiker aber wieder national geprägte Geschichtsbetrachtungen.

### Diaspora

#### Allgemeines
Die meisten Tscherkessen leben heute außerhalb des Kaukasus, wo sie ähnliche Modernisierungen erlebten, wie einen gesellschaftlichen Aufstieg, die Urbanisierung und die breitere Alphabetisierung und Bildung. Wesentlicher Unterschied war, dass sich in der Diaspora keine tscherkessische Schriftsprache bildete. Für schriftliche Kommunikation wurden etablierte Schriftsprachen der Umgebung (Türkisch, Arabisch u. a.) verwendet. Aufgrund ähnlicher Trachten und Traditionen wurden die kaukasischen Muhadschire und ihre Nachkommen in den umgebenden Gesellschaften oft als einheitlich wahrgenommen und meist pauschal als Tscherkessen bezeichnet, obwohl die eigentlichen Tscherkessen nur die größte Gruppe bilden und sich unter ihnen auch andere Nordwestkaukasier (muslimische Abchasen, Abasinen, Karatschaier, Balkaren, Nogaier, muslimische Osseten), Nordostkaukasier (Tschetschenen und Inguschen, Awaren, Darginer, Lesgier und andere Dagestaner) und Südkaukasier (sunnitische Aserbaidschaner, muslimische Georgier) befinden. Dieses Fremdbild wurde von den Kaukasiern, v. a. den Nordwestkaukasiern, übernommen, weshalb sie gemeinsame Kulturverbände gründeten, sich selbst häufig ebenfalls summarisch als Tscherkessen bezeichneten. Von der verlorenen Heimat im Kaukasus bildeten sie aufgrund ungenauer Überlieferung und der Abschottung der Sowjetunion unklare, mythisch überhöhte Vorstellungen. Konflikte sind selten, die Tscherkessen werden in allen Diaspora-Gesellschaften nicht diskriminiert, sondern anerkannt, auch aufgrund ihres Rufes, gute Militärs und Beamte hervorzubringen. Das erleichterte die gesellschaftliche Integration und bei über der Hälfte der Diaspora-Kaukasier auch sprachliche und kulturelle Assimilation. Die Einstellung zum Islam variiert. Weil vorislamische Traditionen des adyge chabse aufgrund der späten Islamisierung nicht von islamischen Traditionen verdrängt wurden und diese Bedeutung für die tscherkessische Identität haben, besteht weniger Identifikation mit stärker islamischen Lebensstilen, erst recht mit dem seit den 1980er Jahren auftretenden politisierten Islamismus. Nur einige isolierte tscherkessische Dörfer haben sich stärker islamischen Traditionen angepasst, viele betrachten es als essenziell, den Islamismus abzulehnen. Die Tendenz besteht etwas weniger bei Tschetschenen und anderen Nordostkaukasiern der Diaspora, die längere islamische Traditionen haben.

#### Türkei

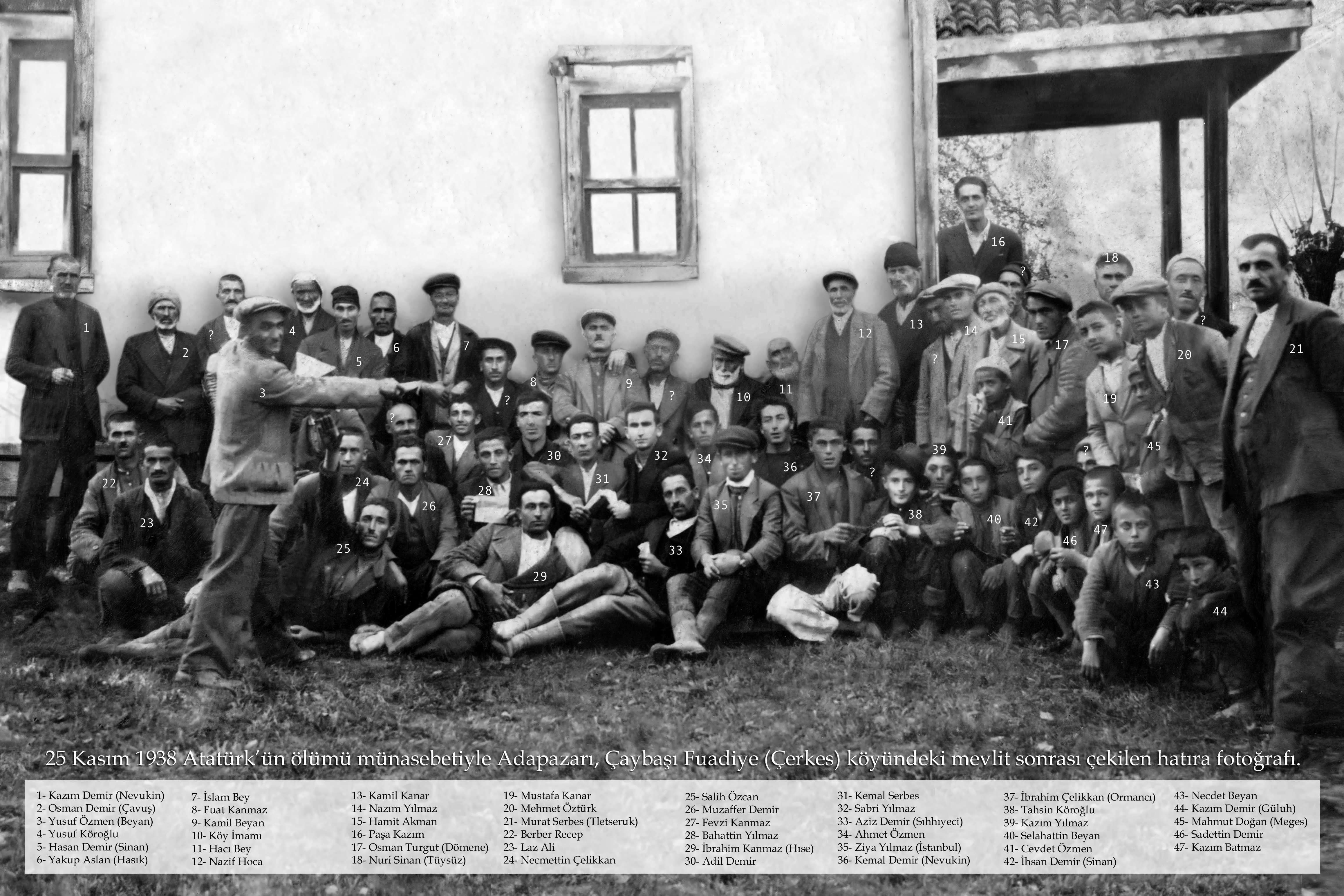
Bewohner eines tscherkessischen Dorfes nahe Adapazarı am Rande von Trauerfeiern für den Staatsgründer Atatürk, 25. November 1938. Deutlich zu sehen der veränderte Kleidungsstil nach der Mode der 30er Jahre und die türkischen Namen.

Die größte Gruppe der Tscherkessen in der Diaspora sind die Tscherkessen in der Türkei: nach Schätzungen 1,5–2,5 Millionen Menschen, wobei heute noch weniger als die Hälfte tscherkessisch spricht. Man schätzt über 900 Dörfer mit kaukasischen, meist tscherkessischen Bewohnern, in kleineren Landstrichen West- und Zentralanatoliens bilden sie die Mehrheit der Bevölkerung. Sie sind ähnlich urbanisiert und ausgebildet wie der Durchschnitt der Bevölkerung der Türkei.
Obwohl die Tscherkessen eine lange Tradition haben, interne Fragen selbst zu regeln, entstanden im dörflichen Rahmen persönlicher Kontakte daraus selten formale Vereine. Wie überall wurden auch tscherkessische Vereine besonders von der modernisierten, meist urbanisierten Bevölkerung gegründet und waren anfangs Vereine zur Pflege der Kultur und Geschichte. Autoren sprechen von „kontrapunktueller Modernisierung“: in der pluralen Vereinzelung der Moderne sucht ein Teil der Bevölkerung die eigene Herkunft und Identität, wobei die vorher vielfältige Geschichtserinnerung und Kultur vereinheitlicht, gebündelt, somit konstruiert wird. Tscherkessische Vereine waren bis in die 1980er Jahre ausschließlich Kulturvereine, weil das türkische Vereinsgesetz von 1938 allen Vereinen politische Betätigung verbot, und weil die Unerreichbarkeit des sowjetischen Kaukasus die Bildung nationaler Ziele verhinderte. Erste tscherkessische Vereine entstanden schon in osmanischer Zeit und schlossen sich meist im Dachverband Çerkess Ittihad ve Teavun Cemiyeti (Tscherkessischen Union und Hilfs-Assoziation, 1908–1923) zusammen, der eine Zeitung herausgab.
Mit der Herrschaft Mustafa Kemal Atatürks begann eine Politik grundlegender Modernisierung und Türkisierung. Markantestes Beispiel war das Hutgesetz 1925, mit dem traditionelle Kopfbedeckungen und danach alle traditionellen Kleidungsstile durch westliche Kleidung ersetzt wurden. So konnten auch die Tscherkessen ihre kaukasischen Trachten in der Türkei nicht mehr verwenden. Die Modernisierung war aber wesentlich umfangreicher, bspw. durch die neue Verfassung und die Umstellung des Rechtswesens. Auch wurde die Gesellschaft türkisiert, so mussten die Tscherkessen ihre Namen türkisieren, mit dem Familiennamensgesetz 1935 ihre Familiennamen, die immer an erster Stelle standen, durch türkische Nachnamen ersetzen. Auch der Unterricht fand bis vor wenigen Jahren nur in türkischer Sprache statt. Lange Zeit war Türkisch die einzig erlaubte öffentlich zu verwendende Sprache. Tscherkessische Vereine und ihre Schulen wurden zur Regierungszeit Atatürks aufgelöst, darunter 1923 der Dachverband.
Als sein Nachfolger İsmet İnönü ab etwa 1943 die Politik lockerte, bildeten sich wieder tscherkessische Vereine. Anfang der 1950er Jahre waren es über 30. Allerdings durften diese lokalen und regionalen Vereine bei Verdacht auf politische Betätigung polizeilich geschlossen werden. Um dem zu entgehen, strebten einige den Status der Stiftung (Vakıf) an, die nicht so einfach auflösbar ist. Nach dem türkischen Vereinsgesetz muss eine Stiftung ein Grundkapital nachweisen und sozial tätig sein, weshalb einige tscherkessische Vereine heute öffentliche Krankenhäuser, Schulen und andere soziale Institutionen betreiben. Als erster Dachverband mit anderen kaukasischen und aserbaidschanischen Vereinen entstand 1946 der Dost Eli Yardimlasma Derneği (Treuhänderische Wohlfahrtsassoziation), gefolgt vom 1964 gegründeten Kuzey Kafkas Kültür Derneği (Nordkaukasische Kulturassoziation). Sie sind die größten Assoziationen mit den meisten Mitgliedsverbänden. Obwohl sie im Kalten Krieg manchmal antikommunistisch instrumentalisiert wurden, sind sie unpolitisch eingestellt und unterhalten heute gute Beziehungen nach Russland, besonders nach Adygeja und Kabardino-Balkarien.
Erst mit der Auflösung der Sowjetunion entstanden politische Vereine, organisiert im Dachverband Kafkas Derneği (Kaukasische Assoziation, 1993, kurz Kaf-Der), der Verbände der Nordkaukasischen Kulturassoziation in sich aufnahm, und als kleinste seit 1995 Kafkas Vakfı (Kaukasische Stiftung) und Birleşik Kafkasya Derneği (Vereinigte Kaukasische Assoziation), die religiös-konservativ ausgerichtet sind und unter denen die Tschetschenen stärker vertreten sind. Kaf-Der ist offiziell unpolitisch, einige meist tschetschenische, abchasische und ossetische Teilverbände unterstützten in den Tschetschenienkriegen, im Abchasienkrieg und im Südossetienkrieg aber die Separatisten. Die kaukasischen Verbände stehen, wie auch kurdische und andere Minderheiten, der Türkisierung und einem starken türkischen Nationalismus oft ablehnend gegenüber. Nicht alle Menschen tscherkessischer Herkunft sehen sich aber heute noch als Tscherkessen oder sind in diesen Vereinen organisiert.

#### Syrien

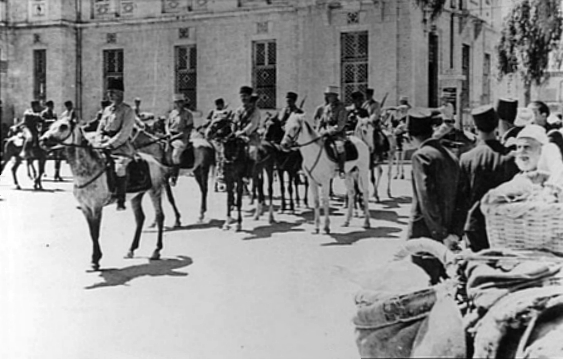
Tscherkessische Kavallerieeinheit Vichy-Frankreichs auf dem Weg zur Kapitulation vor dem Freien Frankreich in Damaskus 1941.

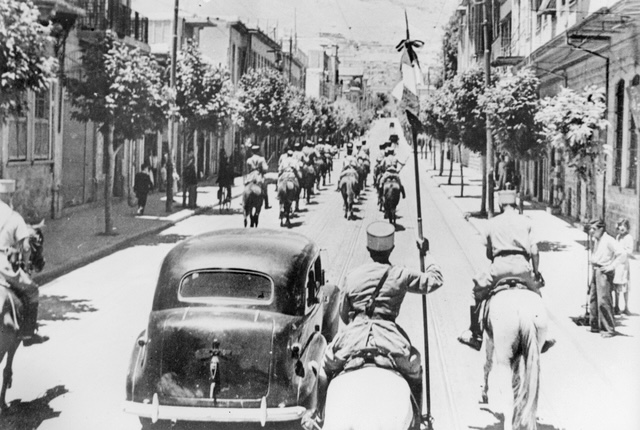
Einmarsch der Generäle des Freien Frankreich Georges Catroux und Paul Louis Legentilhomme in Damaskus im Juni 1941 mit Garde Tcherkess.

In Syrien wird die Zahl der tscherkessischen Einwohner auf ca. 80–120.000 Menschen geschätzt. Siedlungsschwerpunkte sind das Gouvernement Aleppo bei Aʿzāz, bei Manbidsch und im östlichen Distrikt Sfireh, das vorwiegend drusisch bewohnte Hauran-Gebirge und ehemals die Golanhöhen, heute deren östliche Nachbarschaft, wo es auch zu einigen Konflikten mit der drusischen Vorbevölkerung kam. Eine bekannte Kleinstadt ist das fast verlassene Quneitra in der Pufferzone östlich des israelisch besetzten Teils Syriens. Die gesellschaftliche Anerkennung und Entwicklung ist vergleichbar zur Türkei. Auch hier sind sie in der Armee überproportional vertreten. Bereits in der Zeit des Französischen Mandats existierten in Syrien mehrere tscherkessische Kavallerieeinheiten und Leibgarden. Allerdings waren auch die syrischen Tscherkessen in ihrer Haltung zur Mandatsmacht Frankreich gespalten; so beteiligten sich tscherkessische Dörfer am Syrischen Aufstand, der vorwiegend von Drusen ausging. Auch in Syrien entstanden seit den 1920er Jahren tscherkessische Nationalvereine und Wohlfahrtsverbände. Der Dachverband gab die Zeitschrift Marǧ (arab.: Wiese) heraus, in der auch Artikel in tscherkessischer Sprache veröffentlicht wurden. Mit der Machtübernahme der Baath-Partei, die einen Panarabismus vertritt, wurden diese tscherkessischen Vereine und Schulen aufgelöst. Zwar werden Tscherkessen nicht generell benachteiligt, doch anders als in der Türkei existieren keine autonomen Kulturvereine außerhalb des staatlichen Ein-Parteiensystems.

#### Jordanien

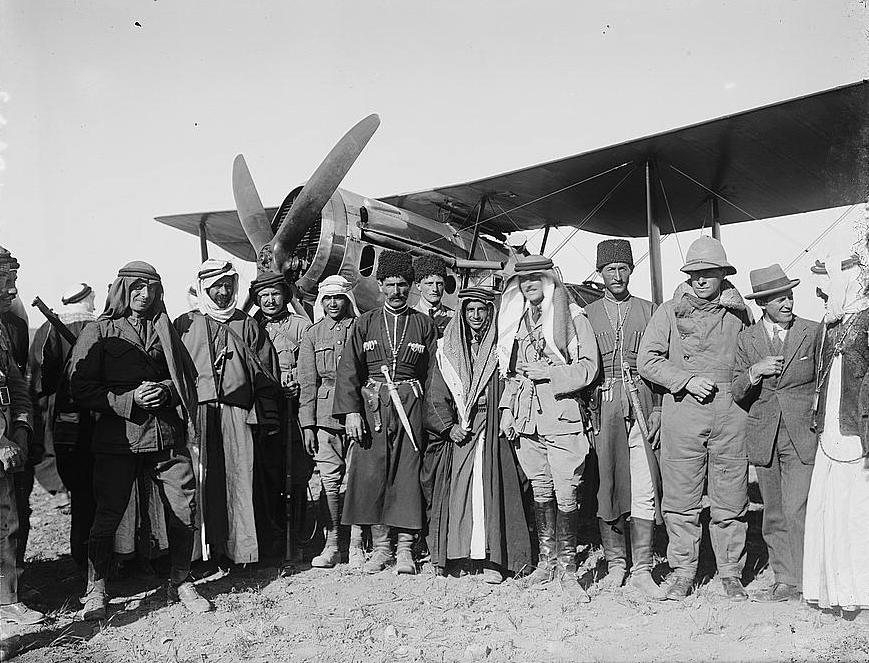
Britische, tscherkessische und arabisch-beduinische Honoratioren beim Empfang des britischen Hochkommissars für Palästina Herbert Samuel im April 1921 auf dem Flugplatz von Amman, als dieser die britische Anerkennung des Emirats Transjordanien aussprach. (2.v.r.: Lawrence von Arabien)

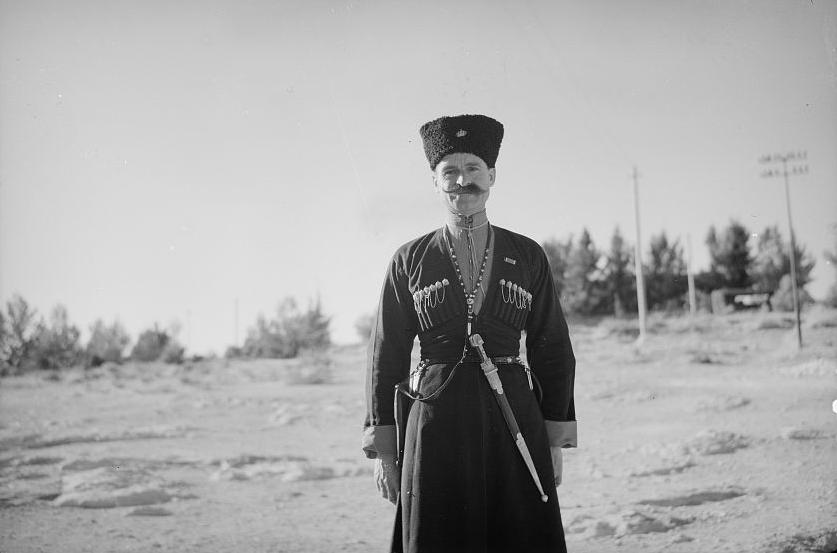
Tscherkessischer Leibgardist beim 24. Jubiläum des arabischen Aufstandes 1940 in Amman.

Ungewöhnlich entwickelten sich die Tscherkessen in Jordanien, denen es teilweise gelang, bis in die Oberschicht des Landes aufzusteigen. Im fruchtbaren Nordwesten wurden sie nach 1868/78 als Gegengewicht gegen unruhige arabische Beduinenstämme angesiedelt. Dabei besiedelten sie die fast leer stehenden antiken Ruinenstädte Amman (anfangs Camps im antiken römischen Theater) und Jerash neu und gründeten fünf tscherkessische und ein tschetschenisches Dorf in der Umgebung. Die britische Kolonialregierung zählte 1933 5.850 Tscherkessen, 1997 zählte man offiziell erst 23.000, und bis heute wird von staatlicher Seite eine Zahl von 40.000 genannt. Ihre Gesamtzahl wird inzwischen auf 50.000 bis über 100.000 Menschen geschätzt. Die Verfassung Jordaniens gibt den Tscherkessen seit 1921 wegen ihrer Loyalität politischen Einfluss, etwa in Form von zwei Sitzen im Parlament, den sie bei sinkender Bevölkerungszahl verlieren könnten. Daher der Streit um die entsprechenden Schätzungen.
Als nahezu erste nicht beduinische Bewohner der Region ging von ihnen eine bäuerliche Urbarmachung aus. Während des Ersten Weltkrieges wurde die Region 1917/18 von britischen Truppen und Stämmen des arabischen Aufstandes unter den Haschimiten und Lawrence von Arabien erobert. Nachdem den Haschimiten ein großarabisches Reich von den Großmächten verweigert worden war, akzeptierten die Briten hier im April 1921 die Gründung des Emirats Transjordanien mit der Hauptstadt Amman unter britischem Mandat. Das Herrschaftssystem des neuen Emirs Abdullah ibn Hussein beruhte auf politisch-wirtschaftlichen Beziehungen zu den Stämmen seiner Bevölkerung, der arabischen Beduinen und der tscherkessischen Bewohner. Nachdem Tscherkessen 1923 die Monarchie gegen eine Rebellion dreier Beduinenstämme verteidigt hatten, wurde die beduinische Leibgarde des Herrschers durch eine tscherkessische ersetzt, die bis heute besteht. Tscherkessen (und Beduinen) sind auch in der Armee, Politik und Verwaltung Transjordaniens – seit der Unabhängigkeit 1946 Königreich Jordanien – überproportional vertreten. Ein bekannter Politiker tscherkessischer Herkunft war der mehrmalige Ministerpräsident Saʿid al-Mufti. Zwei Sitze im Unterhaus sind für tscherkessische, einer für tschetschenische Abgeordnete, außerdem zwei Senatorensitze und ein Ministerposten für Tscherkessen reserviert. Mit der Bevölkerungszunahme durch palästinensische Flüchtlinge, die in Jordanien integriert wurden, folgte eine weitere Aufstiegsursache neben der Nähe zum Königshaus. Weil Tscherkessen die meisten Grundbesitzer im zur Millionenstadt expandierenden Amman waren, konnten sie die Position wie schon vorher beim Bau der Hedschasbahn finanziell nutzen. Das ermöglichte einigen Tscherkessen den Aufstieg zu führenden Unternehmern, Ärzten, Wissenschaftlern usw., die Dozenten Amjad M. Jaimoukha und Kadir I. Natho sind jordanische Tscherkessen. Im Unterschied zur Türkei, Syrien oder dem Irak existierten in Jordanien immer tscherkessische Verbände, und Jordanien ist neben Israel das einzige Land, in dem Schulen mit tscherkessischem Sprachunterricht bestehen.
Trotz dieser Förderung gibt es auch in Jordanien Assimilation, nur eine Minderheit gehört den Kultur- und Wohlfahrtsvereinen an. Jaimoukha schätzt, dass nur noch 17 % der tscherkessischen Jugendlichen fließend tscherkessische Dialekte spricht. Der Anteil der sich selbst als Tscherkessen identifizierenden Menschen ist aber wie überall in der Diaspora größer. Bekannter Funktionär der jordanischen Tscherkessen ist der Bruder des Königs Ali bin al-Hussein, der tscherkessisch spricht, zeitweilig Kommandant der Leibgarde war, 1998 einen in der Diaspora beachteten Ritt jordanischer Leibgardisten durch Syrien, die Türkei, Georgien bis Kabardino-Balkarien führte.

#### Übrige Länder
Im Irak leben nur wenige Tscherkessen, Schätzungen belaufen sich auf 19.000 bis 35.000, zumeist im Norden des Landes (östlich von Zaxo und um Qaschqa). Allerdings sind im Dreiländereck Nordirak-Südosttürkei-Nordostsyrien die Tschetschenen die größte Gruppe kaukasischer Bewohner, daneben existieren dagestanische Dörfer. Die Zahl der eigentlichen Tscherkessen ist also noch wesentlich geringer. Entsprechend ihrer Zahl ist auch ihre Bedeutung für die Geschichte des Irak relativ gering.

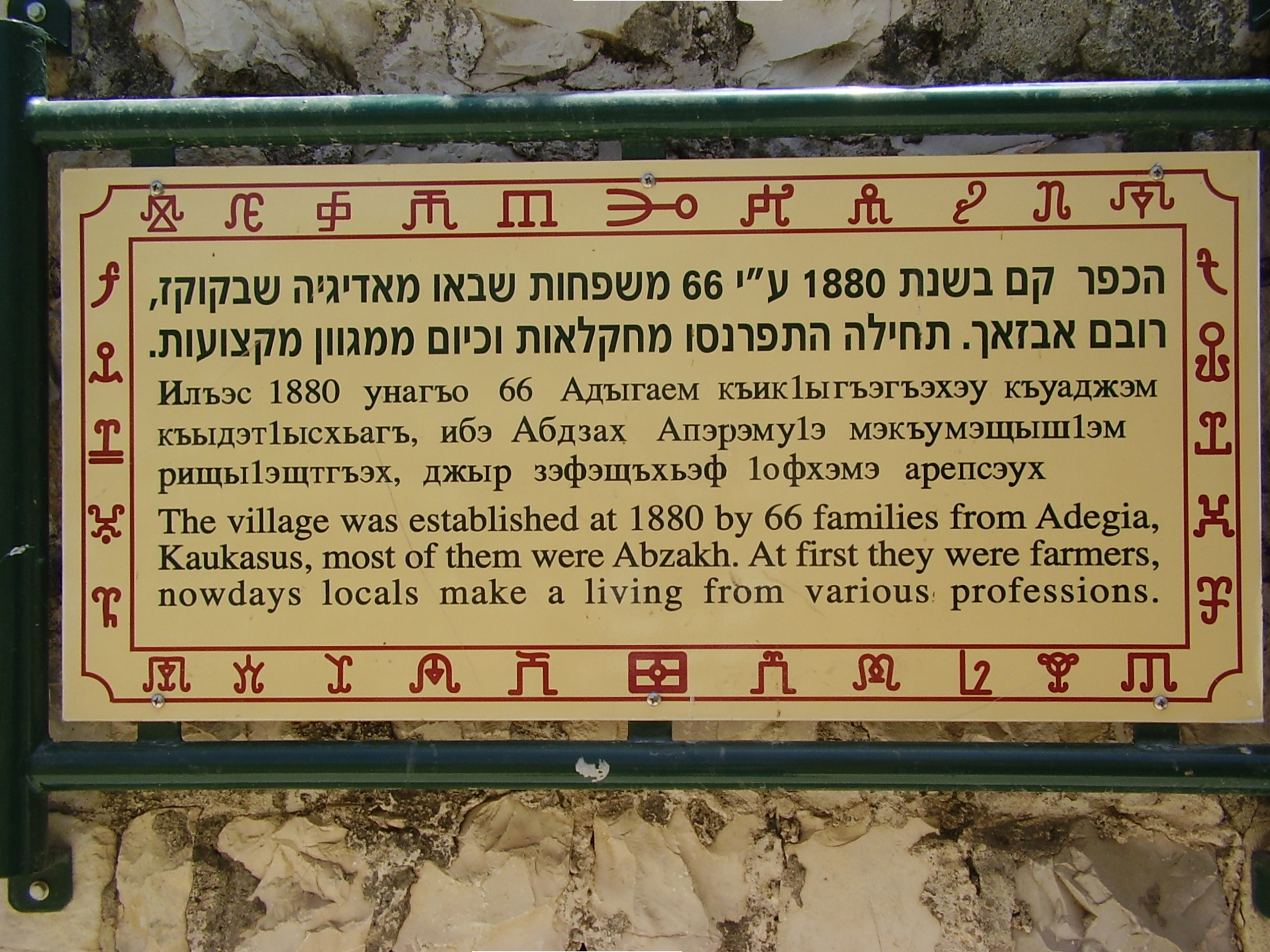
Erinnerungstafel im tscherkessisch-israelischen Dorf Rihanya. Außen die oft verwendeten Geschlechtersymbole tscherkessischer Adelsfamilien.

Während die tscherkessischen Dörfer auf den Golanhöhen im Sechstagekrieg verlassen wurden, existieren im Nordosten Israels (Galiläa) die zwei tscherkessischen Dörfer Kfar Kama (am Fuße des Bergs Tabor) mit Schapsugen und Rihanya (an der Grenze zum Libanon) mit Abadsechen. Sie kamen um 1870 über Syrien dorthin. Insgesamt gibt es in Israel 4000 bis 5000 Tscherkessen. Obwohl Muslime in Israel nicht der Wehrpflicht unterliegen, leisten Tscherkessen allgemein Militärdienst. In beiden Orten existieren staatliche Schulen mit Sprachunterricht. Wegen der Schulpflicht sprechen nahezu alle israelischen Tscherkessen heute noch Tscherkessisch.
Im Kosovo gibt es noch einige tscherkessische Dörfer, zwei weitere in Südserbien. Die genaue Zahl der Tscherkessen hier ist schwer zu bestimmen, weil sie oft zur türkischen Minderheit gezählt werden. Ein Teil ist während der sozialistischen Reformen Titos auch in die Türkei emigriert.
In Ägypten gibt es keine tscherkessischen oder kaukasischen Dörfer, die nach 1864 entstanden. Hier leben aber viele Menschen kaukasischer Herkunft, die oft zur Oberschicht gehören, darunter einige Unternehmer, Politiker, Militärs, Wissenschaftler, Künstler und Schauspieler des ägyptischen Kinos, auf die sich tscherkessische Verbände heute gerne berufen. Ihre Familien gehen z. T. bis in die Zeit der Mamluken zurück, deren Macht in der osmanischen Provinz Ägypten 1811 beendet wurde. Nach Kadir I. Nathos Angaben sind auch alle Tscherkessen in Libyen ägyptisch-mamlukischer Herkunft. Obwohl eine kleine Minderheit Anschluss an internationale Kulturverbände gefunden hat, bestehen bei den meisten keine kulturellen oder persönlichen Verbindungen, Sprachkenntnisse kaukasischer Sprachen sind verschwunden.
Auch in anderen Ländern existiert eine heute oft gut organisierte tscherkessische Diaspora, so in Frankreich und den USA, anfangs meist Emigranten nach dem russischen Bürgerkrieg, nach dem Zweiten Weltkrieg und nach den sozialistischen Reformen in Syrien, und in Deutschland meist durch die Zuwanderung aus der Türkei.

## Gegenwart

### Russische Föderation

#### Ausbreitung der Nationalismen
Seit Ende der 1980er Jahre bis ins neue Jahrtausend erlebte die Gesellschaft der Sowjetunion und ihrer Nachfolgestaaten, auch Russlands schwere ökonomisch-soziale Transformationskrisen. Parallel kam es in der sozialistischen Welt früh zu einer Konjunktur von Nationalismen im Widerstand gegen die Hegemonie Moskaus, die daher anfangs weniger bei der russischen Bevölkerung verbreitet war, als bei den nationalen Minderheiten in der Sowjetunion und den Bevölkerungen der Satellitenstaaten. Einige Autoren sprechen von einer „Explosion des Ethnischen“. Große Teile der Bevölkerung wandten sich nationalistischen Lehren zu, von denen man glaubte, dass sie in sozialistischer Zeit unterdrückt wären. Durch das für viele Nationalismen typische Ziel mono-nationaler Eigenstaatlichkeit entwickelten sich besonders Regionen wie der Westbalkan und Kaukasien, in denen mehrere Nationalitäten seit langem gemischt leben, zu Krisenherden. Zahlreiche ideologisierte nationalistische Volksfronten bildeten sich. Als klar wurde, dass die Sowjetunion am 1. Januar 1992 an den Grenzen der souveränen Unionsrepubliken aufgeteilt werden würde, forderten viele die Souveränität als Vorstufe der Unabhängigkeit für die von ihnen oft schnell einseitig ausgerufenen nationalen Republiken. Um ethnisch gemischte Gebiete folgten umgehend Streitigkeiten. Aufgepeitscht von oft aufgebauschten, manchmal fingierten Meldungen der Nationalisten über Untaten der „Anderen“ wurden Teile der Massen durch die Angst vor den Nachbarethnien mobilisiert, die oft ihrerseits nationalistisch mobilisiert wurden. Nationalismen konnten hier in kurzer Zeit in bewaffnete Konflikte und ethnische Säuberungen münden. Auch der Nordkaukasus mit sehr vielen Nationalitäten war betroffen. Im Gegensatz zu anderen Regionen lebten hier aber keine nationalistischen Streitfragen der Zeit des russischen Bürgerkrieges wieder auf, weil nationale Identitäten oft erst seit der Korenisazija flächendeckend verbreitet waren. In der Nachbarschaft eskalierten der Bergkarabachkonflikt bis zum Krieg 1992–1994, der Südossetienkrieg 1991–1992, der Krieg in Abchasien 1992–1993, der erste Tschetschenienkrieg 1994–1996 gegen Russland und im November 1992 sogar ein Krieg zwischen den russischen Republiken Nordossetien und Inguschetien.
Etwa 1992/94 begann in großen Teilen der Bevölkerungen ein Umdenken. Viele Menschen verstanden, dass sich auch die eigene Heimat am Rand eines Bürgerkrieges befand. Ergebnis war, dass in Wahlen aller nordkaukasischen Republiken außer Tschetscheniens gemäßigte postkommunistische, oft sozialdemokratisch ausgerichtete Parteien, die als wenig nationalistisch galten, die große Mehrheit der Stimmen erhielten. Russland gab sich unter Boris Jelzin eine föderale Verfassung mit inneren Autonomierechten der Republiken, wobei alle vormaligen ASSRs, darunter Kabardino-Balkarien, und fast alle AOs, darunter Adygeja und Karatschai-Tscherkessien, zu Republiken im Staatsverband Russlands wurden. Bis auf Tschetschenien unterschrieben alle Republiksregierungen den zugrunde liegenden Föderationsvertrag. Unter dem Druck der sich mäßigenden öffentlichen Meinung rückten auch einige nationale Parteien von Maximalforderungen ab.

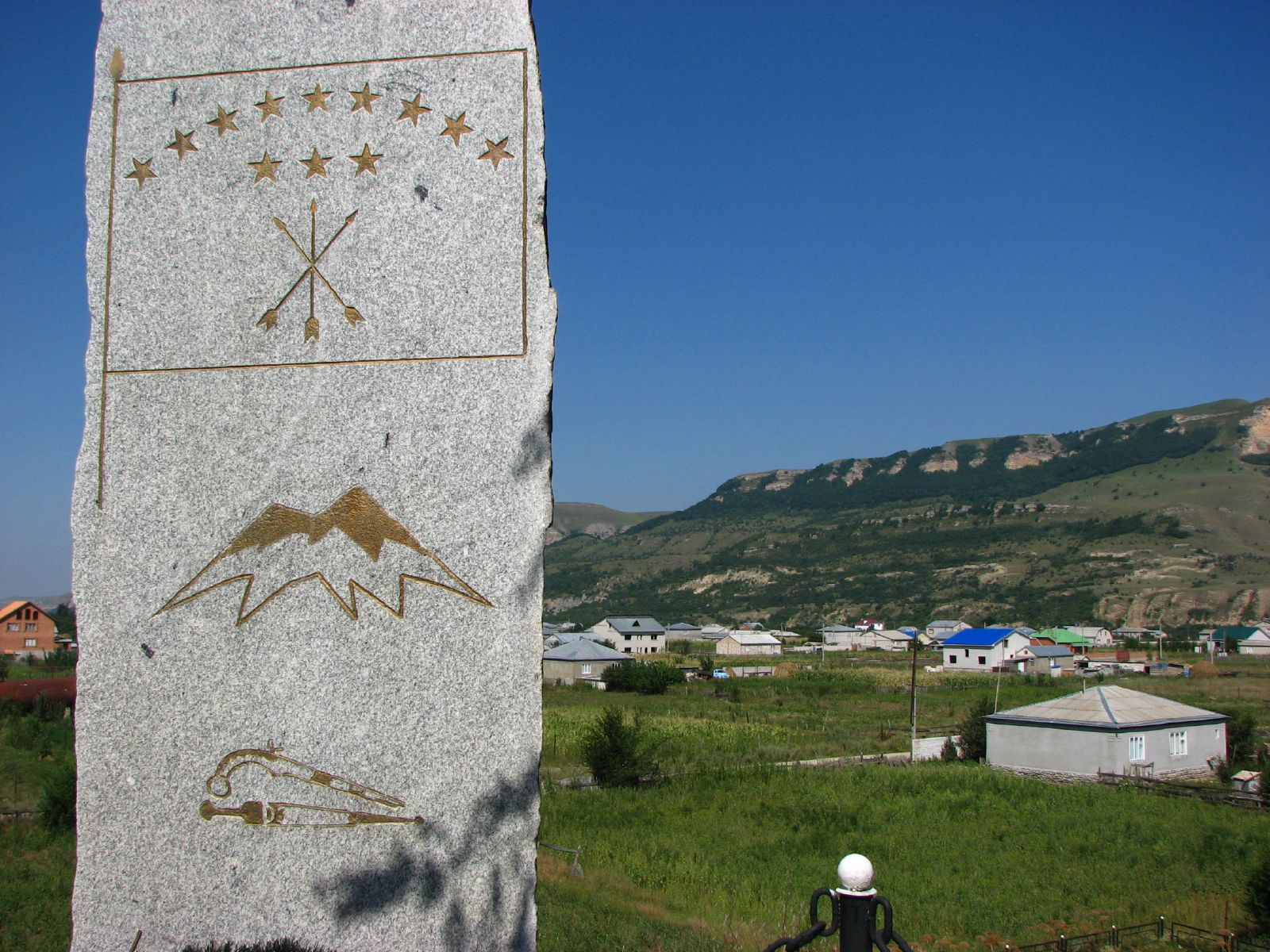
Tscherkessische Nationalsymbolik auf einem Denkmal des Kaukasuskrieges in Karatschai-Tscherkessien.

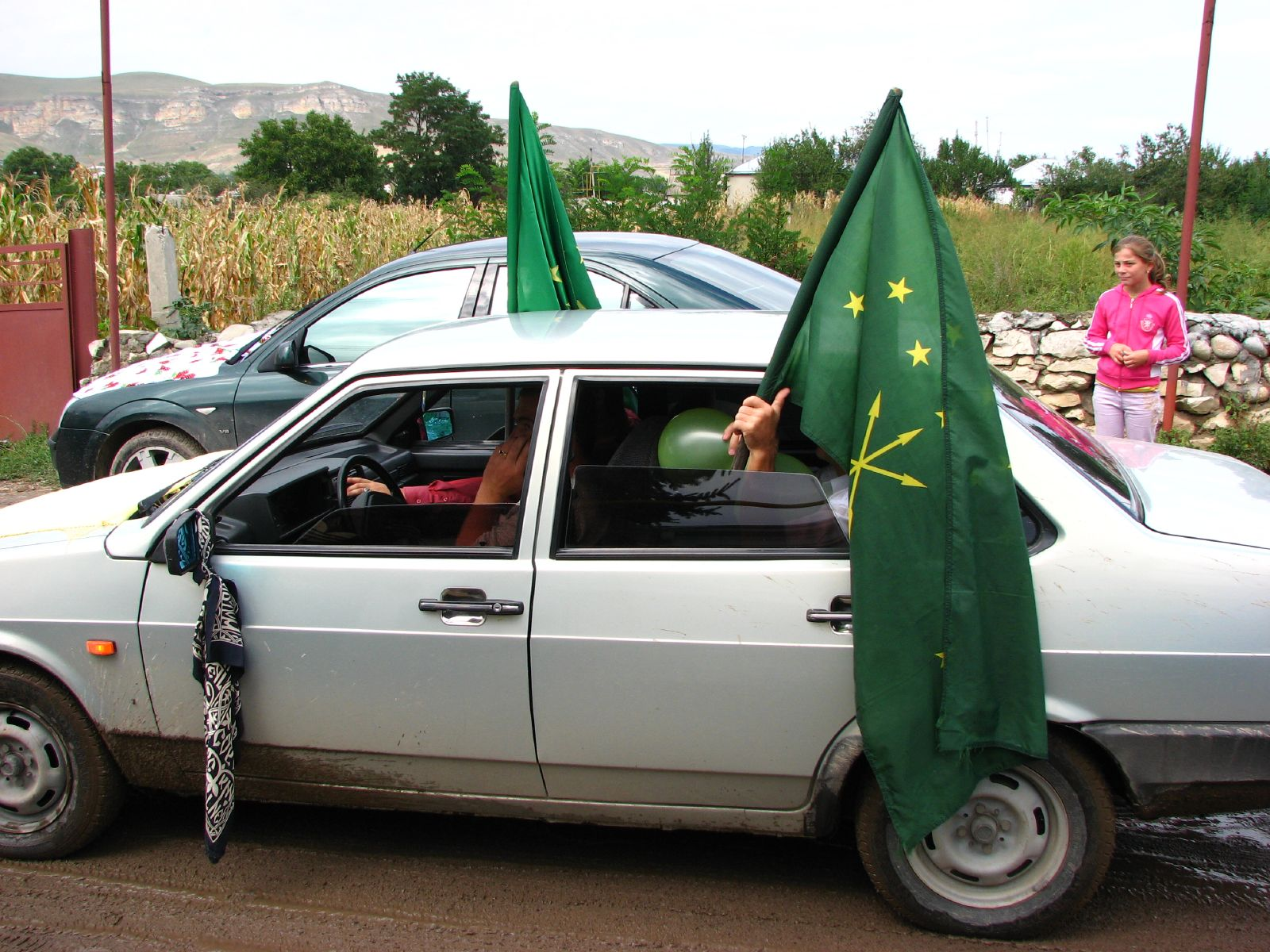
Offenbar ein tscherkessischer Hochzeitskonvoi in Karatschai-Tscherkessien.

Die größte nationale Bewegung der Tscherkessen heißt Adyge Chase („Tscherkessischer Rat“ oder „Tscherkessischer Kongress“). Die Ziele der nationalen tscherkessischen Bewegung sind die internationale Anerkennung der Ereignisse 1864 als Genozid, die Schaffung einer einheitlichen tscherkessischen Republik innerhalb Russlands, ein Rückkehrrecht aller Diaspora-Tscherkessen bei eigenem Wunsch und die Beseitigung der offiziellen Unterteilung in „Adygejer“, „Tscherkessen“, „Kabardiner“ und „Schapsugen“. Um Konflikte mit benachbarten Ethnien zu vermeiden, verzichteten die tscherkessischen Verbände auf anfängliche Forderungen von Landverbindungen der Hauptsiedlungsgebiete, die vorwiegend von Karatschaiern bzw. von Russen und Ukrainern bewohnt werden und forderten eine tscherkessische Republik aus drei Teilgebieten. Auch mit dieser Lösung waren erhebliche Gebietsstreitigkeiten mit Karatschaiern und Balkaren, mit Kosaken, Russen und Ukrainern zu erwarten. Weil die nationalen Parteien nie die Mehrheit der Wählerstimmen erreichen konnten, auch zur Jelzinzeit, in der keine Fälschungsverdachte aufkamen, blieben es Forderungen aus der Opposition. Adyge Chase vertritt keinen separatistischen Kurs der Loslösung von Russland und keinen Kurs der Wiederherstellung des historischen Siedlungsgebietes.
Bis heute kommt es zu nationalistisch geschürten Streitigkeiten, etwa um die sehr umfangreiche tscherkessische Geschichtsüberlieferung, die Historiker wegen der schlechten Überprüfbarkeit und der Unzuverlässigkeit mündlicher Überlieferung oft mit Distanz sehen. Im August 2008 feierten Kabardiner den 300. Jahrestag der Schlacht an den Qenzhal- (Kandschali-)Bergen, wo nach der Überlieferung die Kabarda unter Zhebaghi (Grabstein oben) den entscheidenden Sieg über das angreifende Krimkhanat errang. Balkarische Jugendverbände versuchten, die Zugänge zu blockieren, weil sie meinten, diese Schlacht sei eine Legende. Auf das Denkmal gab es Angriffe. Die Ereignisse wiederholten sich zum 310. Jahrestag im September 2018 mit zweitägigen Zusammenstößen zwischen tscherkessisch-kabardinischen Gedächtnisreitern und balkarischen Dorfbewohnern, die zu gewaltsamen Zusammenstößen zwischen Bewohnern des balkarischen Dorfes Kendelen und des kabardinischen Nachbardorfes Sajukowo eskalierten, mit 45 Verletzten und 120 von der russischen Nationalgarde verhafteten Beteiligten, woraufhin der Präsident Kabardino-Balkariens, Juri Kokow, zurücktrat. Der überlieferte Erstbesteiger des Elbrus am 22. Juli 1829 war ein Einheimischer der Expedition des russischen Offiziers Georgi Emmanuel, der den Gipfel auf eigene Faust erreichte. Nach tscherkessischer Überlieferung soll er der Kabardiner Chaschir Tschilar gewesen sein. Karatschaische Verbände erklärten diese Überlieferung zur Legende, widmeten ihm als Karatschaier Hilar Hakirow ein Denkmal in Tscherkessk. Auf das Denkmal gab es Brandanschläge und tscherkessische Jugendverbände reagierten mit einer Massenbesteigung des Elbrus. Während der deutschen Besatzung versteckten die Bewohner eines tscherkessisch-beslenejschen Dorfes unter eigener Lebensgefahr jüdische Kinder eines Ferienlagers im Dorf. Im November 2009 bezeichnete die karatschaische Zeitung Express-Post diese Episode offenbar aus Gewohnheit als Legende. Nach Protesten tscherkessischer und russisch-jüdischer Verbände, denn dieses Ereignis ist bewiesen, entschuldigte sich die Zeitung. Solche gegenseitigen Provokationen waren besonders in den 90er Jahren fast alltäglich. Nicht immer bleiben sie friedlich, z. B. wurde am 14. Mai 2009 der Jugendfunktionär, der die Massenbesteigung des Elbrus leitete, von Unbekannten erschossen. Der Einsatz von Gewalt zur „Lösung“ politischer Streitfragen ist – nicht nur im Nordkaukasus – keineswegs selten.

#### Adygeja
In Adygeja errang in den 1990er Jahren eine Gruppe adygeischer Politiker die Macht, die wichtige Ämter besetzten und die mit Verwandtschaft etwa 1,5 % der Adygejer ausmachten. Sie vertraten eine nationale Politik, deutlich ist die Übernahme der tscherkessischen Flagge als Flagge Adygejas und des Narten-Helden Sosruqo als Wappen, die sie auch in Widerspruch zur Politik Russlands brachte. So setzte Russland eine restriktiv niedrige Rückkehrerquote von jährlich 50 Diaspora-Tscherkessen fest, über die sich Adygeja hinwegsetzte und bis zu 2000 zuließ. Spannungen entstanden auch mit der Oppositionspartei „Union der Slawen Adygejas“, die die größte Bevölkerungsgruppe benachteiligt sieht. Der im Westkaukasus häufige Oberbegriff „Slawen“ wurde gewählt, weil ein Teil der Bewohner neben Russen auch Ukrainer und aus der Ukraine stammende Kubankosaken sind. Man wollte dadurch interne Streitigkeiten vermeiden. Experten wiesen darauf hin, dass in dieser Zeit eine Politikerkaste mit so hohem Korruptionsindex regierte, dass die Wirtschaft Adygejas weit hinter die Wirtschaft der umgebenden Region Krasnodar zurückfiel. Nationalismus verwendeten sie auch zur Ablenkung. Offenbar verärgert über diese Politik, griff die Zentralregierung 2005 die Forderung der „Union der Slawen Adygejas“ auf und plante die Vereinigung mit der Region Krasnodar und damit die Auflösung Adygejas. Nachdem es im April 2005 zu tscherkessischen Protesten gekommen war, wobei sich auch die Verbände kleinerer Minderheiten der Armenier, Kurden und Aserbaidschaner und ein Teil der russisch-ukrainischen Bevölkerung solidarisiert hatten, ließ Moskau die Pläne fallen. Konsequenz war aber auch der Rücktritt des adygeischen Präsidenten Hazret Sovmen und 2006 die Wahl des Nachfolgers Aslan Tchakuschinow, der als weniger korrupt und nationalistisch gilt. Erst ab ca. 2009/10, später als in vielen anderen Regionen Russlands, folgte auch in Adygeja ein wirtschaftlicher Aufschwung.

#### Karatschai-Tscherkessien

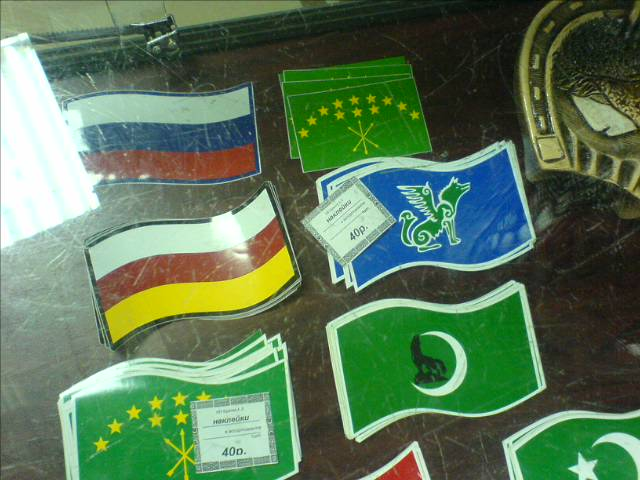
Flagge Russlands und nationale Flaggen als Touristensouvenir: die tscherkessische, die nogaische (geflügelter Wolf), die karatschaische (heulender Wolf im Halbmond) und die ossetische (weiß-rot-gelb).

Krisen durchlebte die Vielvölkerrepublik Karatschai-Tscherkessien, in der die größten Nationalität die turksprachigen Karatschaier stellen, gefolgt vom russisch-ukrainischen Bevölkerungsanteil mit Kosaken, den Tscherkessen und den kleineren Gruppen der Abasinen und Nogaier. Ab 1990/91 riefen hier die karatschaischen Nationalparteien eine eigene Republik aus und forderten die Vereinigung mit den Balkaren weiter östlich, danach riefen die tscherkessischen Nationalparteien ihre Republik aus und forderten die Vereinigung mit anderen tscherkessischen Gebieten. Als darauf eine kosakische und eine abasinische Republik folgten, die sich alle souverän erklärten, eine nogaische geplant war, nahmen Gebietsstreitigkeiten zu. Radikalere Anhänger bewaffneten sich und es kam zu gewaltsamen Übergriffen. In dieser explosiven Lage wählten am 28. März 1992 über 70 % der Republiksbewohner gemäßigte Politiker, dabei wurde eine informelle Umfrage durchgeführt, bei der sich über 70 % gegen die Teilung der Republik aussprachen. Die Lage beruhigte sich in den nächsten Jahren und es etablierte sich dauerhaft eine Koalition aus karatschaischen und russisch-ukrainisch-kosakischen Parteien, bei der sich die tscherkessischen, abasinischen und nogaischen Minderheiten oft von der Politik ausgeschlossen fühlen. Daraus folgen manchmal Streitigkeiten bis hin zur schweren Republikskrise 1999/2000. In den letzten Jahren ist die Lage in Karatschai-Tscherkessien friedlicher. Teilweise wird eine Ausgleichspolitik betrieben, mindestens ein Minister aus diesen drei Minderheiten eingesetzt und es wurde ein abasinischer Rajon und ein nogaischer Rajon eingerichtet. Forderungen nach einem tscherkessischen Rajon wurden bisher nicht umgesetzt. Die Tscherkessen dominieren in zwei weiteren der zehn Republiksrajone. Im Unterschied zu Adygeja und Kabardino-Balkarien nimmt Karatschai-Tscherkessien keine Diaspora-Tscherkessen auf und in der Hauptstadt Tscherkessk gibt es im Gegensatz zu den beiden anderen Hauptstädten keine tscherkessischsprachige Hochschule.

#### Kabardino-Balkarien
In Kabardino-Balkarien kam es anfangs zu Streitigkeiten zwischen den ausgerufenen Republiken der tscherkessischen Kabardiner und der turksprachigen Balkaren, die aber ab 1992 durch eine Kompromisspolitik der gewählten gemäßigten Republiksführung erfolgreich entschärft wurden. Nach dem ersten Tschetschenienkrieg setzten sich unter den Warlords in Tschetschenien durch geschicktes Paktieren zunehmend islamistische Gruppen durch, ein Prozess, der mit der Ausrufung des Kaukasus-Emirats einen Abschluss fand, das nun überregionale Ziele verfolgte. Diese wollten sich auch in Nachbarrepubliken im Untergrund zu etablieren, darunter auch in Kabardino-Balkarien, das schon Dschochar Dudajew wegen seiner Landschaft und politischen Stabilität als „unnahbare Schönheit“ bezeichnet hatte. Lange Zeit gelang das nicht, weil selbst unter Jugendlichen kaum ein religiöses Milieu mit Neigung zur Radikalisierung existierte. Mit einem Angriff auf die Hauptstadt Naltschik im Oktober 2005 wurde aber auch die Republik für einige Jahre in die Gewaltspirale zwischen islamistischen Militanten und russischen Anti-Terror-Einheiten gezogen. Seit 2010/11 ist ein Rückgang der Gewalt zu beobachten. Die Zentralregierung plant, durch Ausbau von Skigebieten („Ski-Cluster“) die angeschlagene regionale Wirtschaft, die stark vom Tourismus abhängt, zu unterstützen.

#### Putin-Ära
Unter Wladimir Putin wurden die Regionen stärker der Zentrale untergeordnet („neue Machtvertikale“). Föderationsrecht steht heute über Republiksrecht und Republikspräsidenten werden nicht mehr direkt, sondern auf Vorschlag Moskaus von regionalen Parlamenten gewählt. Tscherkessische Verbände sind vom Druck auf Oppositionsgruppen, unabhängige Medien und Nichtregierungsorganisationen teilweise betroffen, nationalistische Gruppen und Jugendverbände werden misstrauisch beobachtet und sind Einschränkungen ausgesetzt. Die Zentralregierung hat sich mit Adygeja auf strenge Bedingungen der Einbürgerung von Diaspora-Tscherkessen geeinigt. Weder eine Blockadehaltung zum Austausch mit der Diaspora und zur Einbürgerung (beides oft auf Initiative Adygejas oder Kabardino-Balkariens), noch ein starkes Entgegenkommen z. B. durch Schaffung einer tscherkessischen Republik, deren fordernde Parteien auf keine Wahlmehrheiten verweisen können, ist bisher zu erkennen.

### Internationale tscherkessische Bewegung
Auf die Öffnung der Sowjetunion Ende der 1980er Jahre folgte ein lebhafter Austausch zwischen dem Kaukasus und der kaukasischen Diaspora und damit auch der tscherkessischen. Heute existieren Flug- und Fährverbindungen zwischen nahöstlichen und westkaukasischen Städten; tscherkessische Radio- oder Fernsehprogramme sind in der Diaspora leicht zu empfangen und der Austausch nahm mit dem Internet deutlich zu. Mittlerweile hat die große Mehrheit der sich noch als Diaspora-Tscherkessen identifizierenden Menschen den Kaukasus gesehen, womit auch mythische Vorstellungen durch realistische und aktuelle ersetzt wurde.

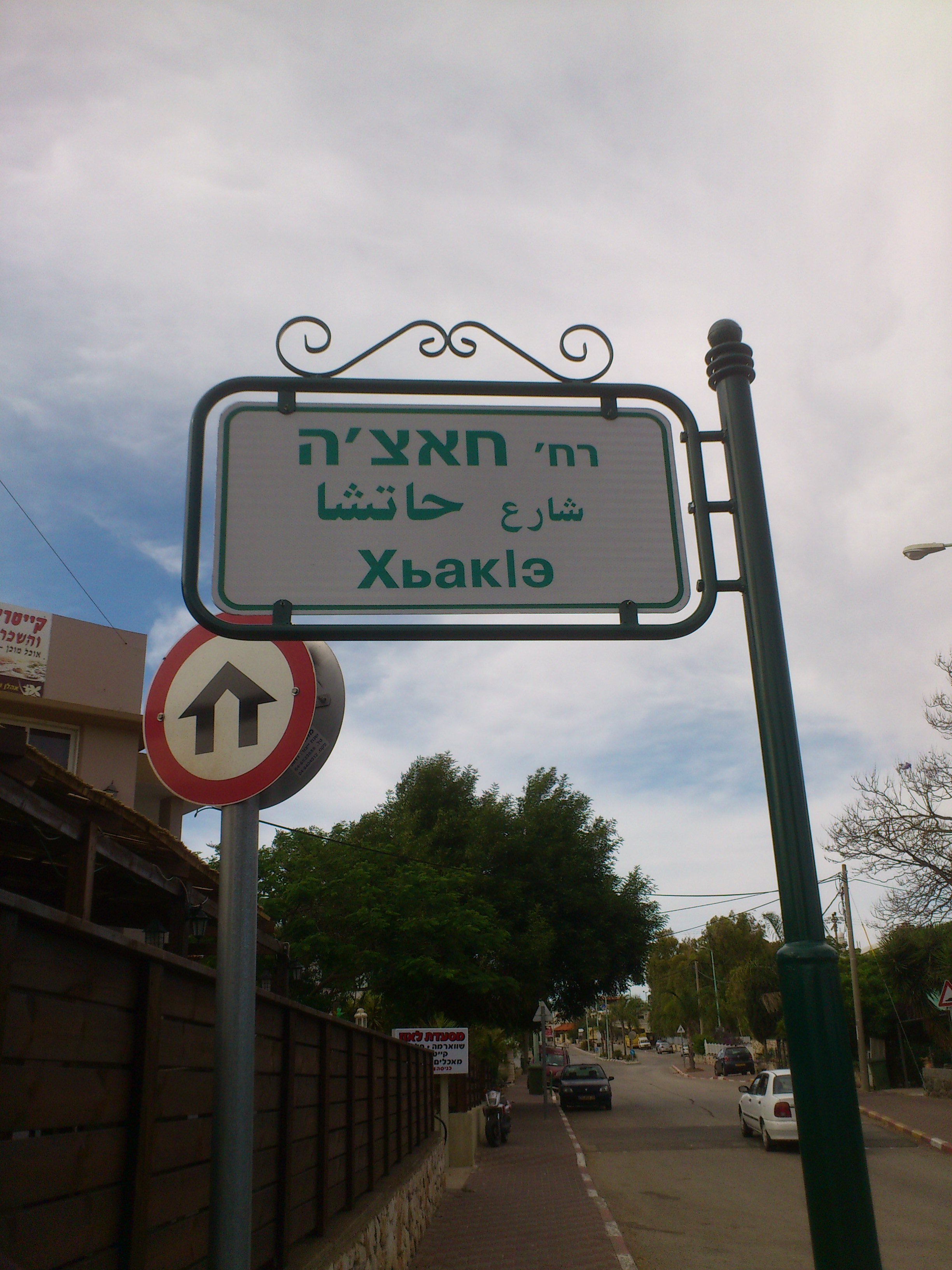
Straßenschild im israelisch-tscherkessischen Dorf Kfar Kama, unten auch Tscherkessisch in kyrillischer Schrift.

Seit dieser Zeit bildete sich aus Verbänden der Diaspora und des Kaukasus eine international vernetzte tscherkessische Bewegung. Bereits 1989 trat in Maikop ein erster internationaler Kongress tscherkessischer Verbände und Parteien der Diaspora und des Kaukasus zusammen. Auf dem Kongress im Mai 1993 in Maikop wurde die Flagge mit den zwölf Sternen als tscherkessische Nationalflagge beschlossen und der 21. Mai, das Datum des Endes des Kaukasuskrieges (nach damaligem Kalender) im Jahr 1864, zum wichtigsten Gedenktag erklärt, an dem regelmäßig Zeremonien und Demonstrationen stattfinden. In den folgenden Jahren organisierten sich die Vereine im Dachverband der International Circassian Association (ICA). Er hält alle zwei Jahre in wechselnden Städten im Kaukasus oder der Diaspora einen International Circassian Congress (ICC, tscherkessisch Adyge Chase genannt, nicht mit der Partei in Russland gleichzusetzen) zwischen den Führungen der Vereine und Parteien oft mit Beteiligung der Republikspräsidenten Adygejas und Kabardino-Balkariens und des jordanischen Prinzen Ali ab. Die meisten dort diskutierten Themen sind Fragen der kulturellen Abstimmung, z. B. wurde in der gesamten Diaspora die Schreibung der tscherkessischen Sprache in kyrillischen Buchstaben eingeführt, die die vorher selten verwendeten ebenfalls in der Sowjetunion entstandenen lateinischen und arabischen Schriftsysteme ersetzten. Es bildeten sich Tochtervereinigungen des ICA und ICC, die die Alphabetisierung der Diaspora in tscherkessischer Sprache vorantreiben. Andere Tochtervereinigungen organisieren die Remigration aus der Diaspora in den Kaukasus. Zwar ist die Rückkehr in den Kaukasus ein schon in den Istanbulako-Gesängen besungenes Ziel, doch nur wenige tausend Menschen haben persönliches Interesse. Manche kommen nur zum Studium in den Westkaukasus. Einige hundert wurden eingebürgert, wozu auch Russisch-Kenntnisse notwendig sind. Angesichts der guten Integration und oft Assimilation in der Diaspora ist kaum Masseneinwanderung zu erwarten. Konkretere Zwänge traten während des Kosovokrieges ein, als tscherkessische Dörfer wegen des Stereotyps, sie seien pro-jugoslawisch eingestellt, Angriffen der albanisch-nationalistischen UÇK ausgesetzt waren, woraufhin 42 Familien nach Russland flüchteten und in Adygeja eingebürgert wurden. Im Zuge des syrischen Bürgerkrieges wiederholen sich die Vorgänge: tausende Syrer tscherkessischer Herkunft sind auf der Flucht und über 1000 wurden bisher im Kaukasus aufgenommen.

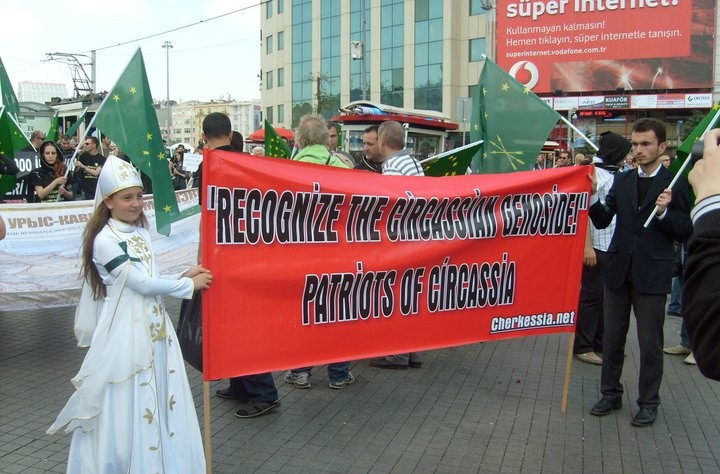
Tscherkessische Kundgebung am 21. Mai 2011 auf dem Taksim-Platz, Istanbul.

Teilweise haben die Diaspora-Verbände politische Ziele, die meisten sind aber ausschließlich oder hauptsächlich Kulturverbände. Ihre kulturelle und sprachliche Tätigkeit hängt auch von Hilfen aus dem Kaukasus ab, wo seit sowjetischer Zeit bessere kulturelle und sprachliche Förderung existiert. Einige wollen eine Anerkennung der Ereignisse 1864 als Genozid, Rückkehrrecht aus der Diaspora und eine einheitliche tscherkessische Republik, vielleicht auch innerhalb Russlands. Sie sind damit nationalistisch, aber nicht extrem-nationalistisch. Dass gemäßigte Politiker, wie die Präsidenten Adygejas, Kabardino-Balkariens oder Ali von Jordanien in den Netzwerken der Verbände Einfluss haben, spricht auch gegen den Verdacht genereller Radikalisierung. Extreme Nationalisten, die von einem unabhängigen Tscherkessien in alter Ausdehnung träumen, sind eher in der Diaspora aktiv: Teils weil man hier die Realitäten im Kaukasus schlechter kennt oder nicht akzeptieren will, teils weil solche Bestrebungen in organisierter Form in Russland nicht geduldet werden. Abseits von Proklamationen – so wird in Istanbul auf Demonstrationen manchmal der Rückzug Russlands aus dem Kaukasus gefordert – ist ihr wirklicher Einfluss schwer zu bestimmen. Auch die Positionierung zu anderen kaukasischen nationalen Bewegungen ist unklar. Weil die Diaspora-Kaukasier gewohnt waren zu kooperieren, standen sie den Konflikten im Kaukasus anfangs verständnislos gegenüber, langfristig entwickelten sich die Verbände in der Diaspora aber auseinander. Mit der abchasischen Diaspora bestehen manchmal noch institutionelle Überschneidungen, obwohl die tscherkessischen Vereine Forderungen an Russland stellen, während die abchasischen wegen der Hilfe Russlands für das separatistische Abchasien in eine andere Richtung neigen. Oft nutzen die Vereine das Internet, um auf sich und ihre Kultur aufmerksam zu machen. Die Olympischen Winterspiele 2014, die auf Initiative Putins zustande kamen und die nicht mit politischen Erörterungen tscherkessischer Angelegenheiten verknüpft werden sollten, wurden von Tscherkessen genutzt, um mit der „No Sochi!“-Kampagne die Weltöffentlichkeit aufmerksam zu machen. Weniger bekannt ist, dass neben dem Olympischen Park ein tscherkessisches Museum entstand, das auch Vertreter der Diaspora-Verbände positiv aufnahmen.